# Réorganisation des corps d'infanterie français (1796)
Pour les articles homonymes, voir Réorganisation des corps d'infanterie français et Amalgame.
Le Directoire prescrivit, par arrêté du 18 nivôse an IV (8 janvier 1796), un nouvel amalgame de l'armée révolutionnaire française ; le deuxième amalgame, également connu sous les noms de second amalgame, deuxième ou seconde réorganisation, deuxième ou seconde formation, ou encore demi-brigade du Directoire afin de réorganiser l'infanterie qui réduisait le nombre de demi-brigades
à 110 et celui des demi-brigades légères à 30.
Ces nouvelles demi-brigades étaient organisées conformément au décret du 7 ventôse an IV (26 février 1796).

## Historique
Si le premier amalgame avait permis la fusion de l'ancienne armée royale avec les bataillons de volontaires par la création de demi-brigades celles-ci ne permettaient plus la constitution de corps homogènes, à la suite des guerres et combats, à cause des effectifs très variables.
À la fin de 1795, c'est-à-dire moins de deux ans après le premier embrigadement de l'infanterie connu sous le nom d'amalgame, la réduction des effectifs, résultant de la désertion et de la difficulté du recrutement, fut considérable. Les anciens cadres existant toujours, un grand nombre de compagnies d'infanterie avaient autant d'officiers et de sous-officiers que de soldats. Un remaniement de toute l'infanterie s'imposait.

Afin de mettre de l'ordre dans la confusion de ces corps, le Directoire prescrivit, par arrêté du 18 nivôse an IV (8 janvier 1796), la réorganisation et le remaniement de l'ensemble des 238 demi-brigades existantes et des nombreux bataillons d'infanterie vivant isolément en 140 demi-brigades nouvelles; 110 demi-brigades d'infanterie de ligne et 30 demi-brigades d'infanterie légère.
Cette opération est confiée aux généraux commandants en chef des armées et exécutée dans les 5 premiers mois de l'an IV (1796). Cette nouvelle réorganisation devait se faire par armée qui devait réunir 2 ou 3 demi-brigades de première formation pour en former une à l'effectif prescrit.

Ainsi le 1er bataillon du nouveau corps était formé avec les premiers bataillons des corps amalgamés, le 2e avec les 2e et le 3e avec les 3e. Dans chaque bataillon, la compagnie de grenadiers était formée avec les compagnies de grenadiers des bataillons amalgamés et la 1re compagnie de fusiliers avec les 1res compagnies de ces bataillons et ainsi de suite.

La compagnie de canonniers était formée avec les compagnies de canonniers et l'excédent de l'effectif était versé dans l'artillerie. La formation faite, les compagnies étaient égalisées et l'excédent d'effectif formait la compagnie auxiliaire.
- L'armée du Nord fut réorganisée en 12 demi-brigades de ligne et 2 demi-brigades légères.
- L'armée de Sambre-et-Meuse fut réorganisée en 21 demi-brigades de ligne et 5 demi-brigades légères.
- L'armée de Rhin-et-Moselle fut réorganisée en 21 demi-brigades de ligne et 5 demi-brigades légères.
- L'armée d'Italie fut réorganisée en 12 demi-brigades de ligne et 6 demi-brigades légères.
- L'armée des Alpes fut réorganisée en 4 demi-brigades de ligne et 4 demi-brigades légères.
- L'armée de l'Ouest fut réorganisée en 16 demi-brigades de ligne et 6 demi-brigades légères.
- L'armée de l'Intérieur fut réorganisée en 14 demi-brigades de ligne et 2 demi-brigades légères. Estimant que les troupes aux colonies n'étaient pas en état de former l'armée coloniale, le Directoire décida le 18 janvier que l'armée de l'intérieur formerait 24 demi-brigades de ligne au lieu de 14.

Quant à la numérotation des demi-brigades le no 1 pour l'infanterie de ligne et pour l'infanterie légère fut donné à l'armée du Nord, le no 2 à l'armée de Sambre-et-Meuse, le no 3 à l'armée de Rhin-et-Moselle et ainsi de suite en recommençant par l'armée du Nord.
Chaque armée recevait donc une série de numéros qui devaient être attribués par un tirage au sort. Le tirage au sort eut lieu le 30 germinal (19 avril) à l'armée de Sambre-et-Meuse, le 23 floréal (12 mai) à l'armée du Rhin-et-Moselle, le 6 prairial (25 mai) à l'armée d'Italie et le 13 prairial (1er juin) à l'armée du Nord. L'effectif des demi-brigades fut maintenu à 3 000 hommes environ en raison de la guerre.
Cette opération, qui créa les vraies demi-brigades de la République, fut exécutée en grande partie en 1796, et terminée en 1799.
Cette organisation subsista jusqu'au 1er vendémiaire an XII (24 septembre 1803), date à laquelle les demi-brigades d'infanterie furent réorganisées et reçurent la dénomination de régiments.

Un arrêté des Consuls, en date de ce jour, fixe les régiments à :
- 90 régiments d'infanterie de ligne, dont 19 régiments à 4 bataillons et 71 régiments à 3 bataillons.
- 27 régiments d'infanterie légère, dont 3 régiments à 4 bataillons et 24 régiments à 3 bataillons.

Le même arrêté rétabli le titre de colonel pour les chefs de brigade.

## Demi-brigades d'infanterie de ligne

### 1redemi-brigade
La 1re demi-brigade de deuxième formation était formée des : 
- 131e demi-brigade de première formation (1er bataillon du 71e régiment d'infanterie (ci-devant Vivarais), 8e bataillon de volontaires de Paris également appelé bataillon Sainte-Marguerite et 17e bataillon de volontaires des réserves)
- 1er bataillon auxiliaire de la Somme[1]

Historique
Formée le 29 pluviôse an IV (18 février 1796), la 1re demi-brigade, fait les campagnes de l'an VI à l'Armée du Nord et de Batavie, celle de l'an VII aux armées de Batavie, de Mayence et du Danube et celles de l'an VIII et de l'an IX aux armées du Rhin et d'Italie.

Le 1er vendémiaire an XII (24 septembre 1803), lors de la réorganisation des corps d'infanterie, la 1re demi-brigade de deuxième formation constitua le 1er régiment d'infanterie de ligne.

### 2edemi-brigade
La 2e demi-brigade de deuxième formation était formée des : 
- 94e demi-brigade de première formation (2e bataillon du 47e régiment d'infanterie (ci-devant Lorraine), 1er bataillon de volontaires de Saône-et-Loire et 1er bataillon de volontaires du Cher)
- 5e bataillon de volontaires de l'Yonne
- Du 3e tiers du bataillon de Marat également appelé bataillon des Amis de l'honneur français de Mayenne-et-Loire

Historique
Formée le 16 floréal an V (5 mai 1797), la 2e demi-brigade, fait les campagnes de l'an VI (1798) aux armées de Sambre-et-Meuse, d'Allemagne et de Mayence, celle de l'an VII (1799) aux armées de Mayence et du Danube et celles de l'an VIII (1800) et de l'an IX (1801) aux armées du Rhin et d'Italie.

On retrouve la 2e demi-brigade de deuxième formation le 3 vendémiaire an VIII (25 septembre 1799) lors d'un combat devant Zurich contre les troupes russes du général Korsakoff et lors de l'attaque et la prise de Zurich le 28 septembre 1799.
 
Le 1er vendémiaire an XII (24 septembre 1803), lors de la réorganisation des corps d'infanterie, la 2e demi-brigade de deuxième formation constitua le 2e régiment d'infanterie de ligne.

### 3edemi-brigade
La 3e demi-brigade de deuxième formation était formée des : 
- 91e demi-brigade de première formation (2e bataillon du 46e régiment d'infanterie (ci-devant Bretagne), 1er bataillon de volontaires du Jura et 1er bataillon de volontaires de l'Ain)
- 127e demi-brigade de première formation (1er bataillon du 68e régiment d'infanterie (ci-devant Beauce), 2e bataillon de volontaires du Haut-Rhin et 3e bataillon de volontaires de la Haute-Marne)

Historique
Formée le 30 pluviôse an IV (19 février 1796), la 3e demi-brigade, fait les campagnes de l'an IV et de l'an V à l'armée de Rhin-et-Moselle celles de l'an VI et de l'an VII aux armées d'Allemagne, d'Helvétie et d'Italie et celles de l'an VIII et de l'an IX à l'armée d'Italie.

Le 1er vendémiaire an XII (24 septembre 1803), lors de la réorganisation des corps d'infanterie, la 3e demi-brigade de deuxième formation constitua le 3e régiment d'infanterie de ligne.
Personnalités
Georges Mouton alors chef de brigade

### 4edemi-brigade
La 4e demi-brigade de deuxième formation était formée des : 
- 39e demi-brigade de première formation (1er bataillon du 20e régiment d'infanterie (ci-devant Cambrésis), 1er bataillon de volontaires des Basses-Pyrénées et 2e bataillon de volontaires des Basses-Pyrénées)
- 2e bataillon de la 55e demi-brigade de première formation (1er bataillon du 28e régiment d'infanterie ci-devant  (Maine), 2e bataillon de volontaires de l'Ardèche et 3e bataillon de volontaires de l'Ardèche)
- 130e demi-brigade de première formation (2e bataillon du 70e régiment d'infanterie (ci-devant Médoc), 4e bataillon de volontaires de la Haute-Garonne et 5e bataillon de volontaires de la Haute-Garonne)
- 145e demi-brigade de première formation (1er bataillon du 79e régiment d'infanterie (ci-devant Boulonnais), 2e bataillon de volontaires des Hautes-Pyrénées et 3e bataillon de volontaires de la Haute-Vienne)
- 147e demi-brigade de première formation (1er bataillon du 80e régiment d'infanterie (ci-devant Angoumois), 2e bataillon de volontaires de l'Aude et 3e bataillon de volontaires de l'Aude)
- 8e demi-brigade provisoire de première formation également appelée 1re demi-brigade de l'Aude (4e bataillon de volontaires de l'Aude, 6e bataillon de volontaires de l'Aude et 8e bataillon de volontaires de l'Aude
- 9e demi-brigade provisoire de première formation également appelée 2e demi-brigade de l'Aude (5e bataillon de volontaires de l'Aude, 7e bataillon de volontaires de l'Aude et 9e bataillon de volontaires de l'Aude)
- 14e demi-brigade provisoire de première formation (2e bataillon de volontaires des Côtes-Maritimes, 4e bataillon de volontaires des Côtes-Maritimes et 7e bataillon de volontaires des Côtes-Maritimes)
- 3e bataillon de réquisition de la Gironde (levé en brumaire an II)
- 1er bataillon de réquisition des Landes (levé le 8 nivôse an II (28 décembre 1793))
- Légion de la Montagne ou des Sociétés populaires (levé le 20 ventôse an III (10 mars 1795))

Historique
Formée le 22 ventôse an IV (12 mars 1796), la 4e demi-brigade, fait les campagnes de l'an IV et de l'an V à l'armée d'Italie celle de l'an VI aux armées d'Italie et de l'Ouest celle de l'an VII aux armées de l'Ouest et d'Angleterre et d'Italie et celles de l'an VIII et de l'an IX à l'armée de Batavie.

La 4e demi-brigade de deuxième formation se distingue particulièrement lors de campagne d'Italie, le 12 avril à Montenotte, le 16 avril 1796 à l'affaire des retranchements de Ceva, le 10 mai 1796 au passage du Pont de Lodi aux batailles de Lonato et de Castiglione du 2 au 5 août puis le 7 septembre au combat de Primolano, un hameau de Cismon del Grappa, puis aux batailles de Bassano et de Saint-Georges à San Giorgio di Mantova les 7, 8 et 15 septembre puis le 12 novembre à la bataille de Caldiero. Lors de la bataille de Bassano, la 4e demi-brigade gravit des rochers escarpés et coupe la retraite à 2 000 Autrichiens qui furent faits prisonniers. 

On retrouve la demi-brigade le 16 mars 1797 au passage du Tagliamento puis lors de la campagne de Suisse les 3 et 9 mai 1800 aux batailles d'Engen et de Biberach. À la bataille d'Engen, la 4e demi-brigade enveloppée par la cavalerie ennemie s'ouvre un passage à la baïonnette et rejoint les lignes. 

Un noyau de la 4e demi-brigade de deuxième formation sera utilisé pour former, à Rouen le 25 nivôse an VII (14 janvier 1799), la 65e demi-brigade de deuxième formation.

Le 1er vendémiaire an XII (24 septembre 1803), lors de la réorganisation des corps d'infanterie, la 4e demi-brigade de deuxième formation constitua le 4e régiment d'infanterie de ligne.
Personnalités
- Nicolas Philippe Guye alors capitaine adjudant-major
- Jean Louis Gros alors commandant

### 5edemi-brigade
La 5e demi-brigade de deuxième formation était formée des : 
- 146e demi-brigade de première formation (2e bataillon du 79e régiment d'infanterie (ci-devant Boulonnais), 1er bataillon de volontaires de la Côte-d'Or et 8e bataillon de volontaires de l'Isère)
- 193e demi-brigade de première formation (1er bataillon du 109e régiment d'infanterie (ci-devant La Martinique et ci-devant La Guadeloupe), 1er bataillon de volontaires de l'Yonne et 3e bataillon de volontaires de la Seine-Inférieure)
- 1er bataillon de la 11e demi-brigade légère de deuxième formation (3e bataillon de chasseurs (ci-devant Royaux-Corses), 2e bataillon de chasseurs révolutionnaires, Bataillon de chasseurs des Hautes-Alpes)[3]

Historique
Formée le 1er ventôse an IV (20 février 1796), la 5e demi-brigade, fait les campagnes de l'an IV, de l'an V et de l'an VI à l'armée d'Italie celle de l'an VII aux armées d'Italie et de Naples et celles de l'an VIII et de l'an IX aux armées d'Italie et de l'Intérieur.

La 5e demi-brigade de deuxième formation se distingue particulièrement lors de campagne d'Italie lors de la bataille de Castiglione le 3 août 1796.

En juillet 1798, la 11e demi-brigade légère de seconde formation ayant été dissoute pour cause d'insubordination, le 2e bataillon de cette demi-brigade est incorporé dans la 5e demi-brigade

Le 1er vendémiaire an XII (24 septembre 1803), lors de la réorganisation des corps d'infanterie, la 5e demi-brigade de deuxième formation constitua le 5e régiment d'infanterie de ligne.
Personnalités
François Antoine Teste alors chef de brigade, Edme Martin Bourdois de Champfort alors chef de brigade.

### 6edemi-brigade
La 6e demi-brigade de deuxième formation était formée des : 
- 2e et 3e bataillon de la 6e demi-brigade de première formation (2e bataillon du 3e régiment d'infanterie (ci-devant Piémont), 2e bataillon de volontaires de l'Aube, 10e bataillon de volontaires des Vosges, 13e bataillon de la formation d'Orléans, 14e bataillon de volontaires de Paris et 24e bataillon de volontaires de la Charente)
- 196e demi-brigade de première formation (2e bataillon du 110e régiment d'infanterie (ci-devant Port-au-Prince), 1er bataillon de volontaires de la formation d'Orléans et 4e bataillon de volontaires de Seine-et-Marne)
- La partie non amalgamée du 3e bataillon de Paris de seconde formation pour la Vendée
- 7e bataillon de Paris de seconde formation pour la Vendée
- 10e bataillon de Paris de seconde formation pour la Vendée, également appelé bataillon du Museum
- 4e bataillon bis de volontaires de la Sarthe
- 3e bataillon de volontaires d'Eure-et-Loir également appelé bataillon de Chartres

Historique
Formée le 27 thermidor an IV (14 août 1796), la 6e demi-brigade, fait la campagne de l'an IV, à l'armée de l'Ouest 
celles de l'an V et de l'an VI à l'armée d'Italie celle de l'an VII aux armées d'Italie et du Danube et celles de l'an VIII et de l'an IX à l'armée de l'Intérieur.

Formant l'avant garde de l'armée française sous les ordres de Lannes, la 6e demi-brigade de deuxième formation se distingue le 8 août 1800 au combat de Broni la veille de la bataille de Montebello.

Le 1er vendémiaire an XII (24 septembre 1803), lors de la réorganisation des corps d'infanterie, la 6e demi-brigade de deuxième formation constitua le 6e régiment d'infanterie de ligne.

### 7edemi-brigade
La 7e demi-brigade de deuxième formation était formée des : 
- 128e demi-brigade de première formation (2e bataillon du 3e régiment d'infanterie (ci-devant Piémont), 2e bataillon de volontaires de l'Aube, 10e bataillon de volontaires des Vosges, 13e bataillon de la formation d'Orléans, 14e bataillon de volontaires de Paris et 24e bataillon de volontaires de la Charente)
- 1er bataillon de la 83e régiment d'infanterie de ligne ci-devant Foix
- 2e bataillon de la 49e demi-brigade de première formation ci-devant Vintimille
- 3e bataillon de volontaires de Paris
- 7e bataillon bis de volontaires de Paris
- 7e bataillon de volontaires de l'Yonne
- 16e bataillon des Fédérés Nationaux

Historique
Formée le 15 fructidor an IV (1er septembre 1796) au camp de Grenelle, la 7e demi-brigade, fait la campagne de l'an IV, à l'armée de l'Ouest celles de l'an V et de l'an VI dans la 17e région militaire et celles de l'an VII de l'an VIII et de l'an IX aux armées de l'Ouest, du Danube et du Rhin.

Cette demi-brigade se distingua lors du combat du passage de l'Iller à Kellmünz le 4 juin 1800. 

Elle part le 26 frimaire an X (17 décembre 1801) dans le cadre de l'Expédition de Saint-Domingue où elle débarque le 3 avril 1802. Elle est faite prisonnière, lors de l'évacuation du Cap-Français le 9 frimaire an XII (9 décembre 1803), après la bataille de Vertières. 
 
En application de l'arrêté du 12 floréal an XI (2 mai 1803) une nouvelle 7e demi-brigade à 3 bataillons est créée, avec l'amalgame des 1er et 2e bataillons de la 7e demi-brigade, du 2e bataillon de la 20e demi-brigade, du 3e bataillon de la 23e demi-brigade, du 1er bataillon de la 31e demi-brigade, du 3e bataillon de la 68e demi-brigade et du 2e bataillon de la 79e demi-brigade. Cette nouvelle 7e demi-brigade reste en poste à Saint-Domingue à la disposition du ministère de la Marine jusqu'à l'évacuation complète de l'ancienne colonie.

Le 1er vendémiaire an XII (24 septembre 1803), lors de la réorganisation des corps d'infanterie, les 1er et 2e bataillons de la 7e demi-brigade de deuxième formation constituent, fin 1804, à Avesnes, le 7e régiment d'infanterie de ligne tandis que le 3e bataillon incorpore le 45e régiment d'infanterie de ligne.

### 8edemi-brigade
La 8e demi-brigade de deuxième formation était formée des : 
- 3e demi-brigade de première formation (1er bataillon du 2e régiment d'infanterie (ci-devant Picardie), 5e bataillon de volontaires de l'Aisne et 5e bataillon de volontaires de la Côte-d'Or également appelé 18e bataillon de volontaires des Réserves)
- 1er bataillon de volontaires du district de Lille
- 3e bataillon de volontaires du district de Lille
- 5e bataillon de volontaires du district de Lille

Historique
Formée le 30 pluviôse an IV (19 février 1796), la 8e demi-brigade, fait la campagne de l'an IV, à l'armée du Nord celles de l'an V et de l'an VI aux armées du Nord et de Batavie et celles de l'an VII de l'an VIII et de l'an IX aux armées de Batavie, de Mayence du Danube et du Rhin.

Cette demi-brigade se distingua lors du combat du passage de l'Iller à Kellmünz le 4 juin 1800. 

Un détachement de cette demi-brigade a été incorporé dans le bataillon de chasseurs de la Guyane qui était aux colonies.

Le 1er vendémiaire an XII (24 septembre 1803), lors de la réorganisation des corps d'infanterie, la 8e demi-brigade de deuxième formation constitua le 8e régiment d'infanterie de ligne.

### 9edemi-brigade
La 9e demi-brigade de deuxième formation était formée des : 
- 2e demi-brigade de première formation (2e bataillon du 1er régiment d’infanterie (ci-devant Colonel-Général), 4e bataillon de volontaires de la Somme et 5e bataillon de volontaires de Paris)
- 1er et 3e bataillons de la 161e demi-brigade de première formation (1er bataillon du 89e régiment d'infanterie (ci-devant Royal-Suédois), 9e bataillon de volontaires du Nord et 15e bataillon de volontaires de Paris également appelé bataillon de Molière)

Historique
Formée le 11 germinal an IV (31 mars 1796), la 9e demi-brigade, fait les campagnes de l'an IV et de l'an V, aux armées de Sambre-et-Meuse et d'Italie et celles de l'an VI à l'armée d'Italie.

Le 16 floréal an VI (5 mai 1798) elle embarque à Toulon pour l'expédition d'Égypte et fait les campagnes de l'an VI, de l'an VII et de l'an VIII à l'armée d'Orient et participe à la bataille des Pyramides. En l'an VII elle fait partie de l'expédition de Syrie.

Elle rentre en France en l'an IX.

Le 1er vendémiaire an XII (24 septembre 1803), lors de la réorganisation des corps d'infanterie, la 9e demi-brigade de deuxième formation constitua le 9e régiment d'infanterie de ligne.

### 10edemi-brigade
La 10e demi-brigade de deuxième formation était formée des : 
- 53e demi-brigade de première formation (1er bataillon du 27e régiment d'infanterie (ci-devant Lyonnais), 1er bataillon de volontaires du Bas-Rhin et 3e bataillon de volontaires de la Moselle)
- 159e demi-brigade de première formation (1er bataillon du 88e régiment d'infanterie (ci-devant Berwick), 12e bataillon de volontaires du Jura et 4e bataillon de volontaires de la Côte-d'Or)
- 4e bataillon de la formation d'Orléans
- 2e bataillon de volontaires de la Vendée également appelé bataillon des Vengeurs
- 2e bataillon de volontaires de l'Ain
- 6e bataillon de volontaires du Calvados

Historique
Formée le 30 pluviôse an IV (19 février 1796), la 10e demi-brigade, fait les campagnes de l'an IV et de l'an V, aux armées du Rhin, de la Moselle et du Rhin-et-Moselle et celles de l'an VI aux armées d'Allemagne et de l'Ouest, celle de l'an VII aux armées de l'Ouest et d'Italie et celles de l'an VIII et de l'an IX à l'armée d'Italie.

En 1796, la demi-brigade s'illustre particulièrement lors de la bataille de Rastatt (5 juillet), aux combats d'Heidenheim (11 août) et de Freising (2 septembre) et à la défense du fort de Kehl (22 novembre).

Un détachement de la demi-brigade sera utilisé pour former le 11 pluviôse an VII (30 janvier 1799), la 91e demi-brigade de deuxième formation.

En 1800, lors de la 2e campagne d'Italie la demi-brigade s'illustra lors des défense des redoutes situées sur les hauteurs de Savone (6 et 13 avril). Elle contribuera, le 29 mai, activement à chasser les Autrichiens de Nice et à le forcer à évacuer le département des Alpes-Maritimes.

En 1803, la demi-brigade est renforcée par l'apport du 1er bataillon de la 82e demi-brigade.

Le 1er vendémiaire an XII (24 septembre 1803), lors de la réorganisation des corps d'infanterie, la 10e demi-brigade de deuxième formation constitua le 10e régiment d'infanterie de ligne.
Personnalités
Gabriel-Joseph Clément alors capitaine.

### 11edemi-brigade
La 11e demi-brigade de deuxième formation était formée des : 
- 20e demi-brigade de première formation (1er bataillon du 10e régiment d'infanterie (ci-devant Neustrie), 2e bataillon de volontaires de la Lozère et 7e bataillon de volontaires de l'Isère également appelé 2e bataillon de grenadiers et chasseurs de l'Isère)
- 103e demi-brigade de première formation (1er bataillon du 52e régiment d'infanterie (ci-devant La Fère), 1er bataillon de volontaires des Bouches-du-Rhône et 2e bataillon de volontaires du Luberon)
- 4e demi-brigade provisoire de première formation (1er bataillon de volontaires du Tarn, 2e bataillon de volontaires du Tarn, 4e bataillon de volontaires du Lot et 4e bataillon de volontaires de la Corrèze également appelé 9e bataillon de la Montagne)
- 15e demi-brigade provisoire de première formation (1er bataillon de volontaires des Alpes-Maritimes, 4e bataillon de volontaires du Mont-Blanc et 5e bataillon de volontaires du Mont-Blanc)
- 2e bataillon de la 7e demi-brigade provisoire de première formation (1er bataillon de volontaires de Vaucluse, 5e bataillon de volontaires du Gard, 5e bataillon bis de volontaires de l'Hérault et 6e bataillon de volontaires de l'Ardèche)

Historique
Formée le 1er vendémiaire an V (22 septembre 1796), la 11e demi-brigade, fait les campagnes de l'an IV, de l'an V et de l'an VI à l'armée d'Italie, celle de l'an VII aux armées d'Italie, de Rome et de Naples et celles de l'an VII et de l'an IX à l'armée d'Italie.

Durant la 1re campagne d’Italie, en 1796, la demi-brigade se distingua lors des batailles de Lonato (2 août) et de Saint-Georges (15 septembre) près de Mantoue.

Durant la campagne du Var, le 24 mai 1800, elle attaqua les retranchements que les autrichiens avaient établis face à la tête de pont du Var située en face de Saint-Laurent, et en chassa les défenseurs. Dans cet engagement 15 hommes commandés par le capitaine Gobert s'emparèrent d'une redoute défendue par 4 pièces d'artillerie et 40 grenadiers.

Le 1er vendémiaire an XII (24 septembre 1803), lors de la réorganisation des corps d'infanterie, la 11e demi-brigade de deuxième formation constitua le 11e régiment d'infanterie de ligne.
Personnalités
Georges Mouton alors chef de bataillon

### 12edemi-brigade
La 12e demi-brigade de deuxième formation était formée des : 
- 60e demi-brigade de première formation (2e bataillon du 30e régiment d'infanterie (ci-devant Perche), 8e bataillon de volontaires de la Côte-d'Or, 12e bataillon de volontaires de la formation d'Angers)
- 3e bataillon de la 170e demi-brigade de première formation (2e bataillon du 93e régiment d'infanterie (ci-devant Enghien), 4e bataillon de volontaires de la Haute-Marne également appelé bataillon de volontaires de Chaumont et 10e bataillon de volontaires du Jura)
- 3e bataillon de la 11e demi-brigade légère de deuxième formation (3e bataillon de chasseurs (ci-devant Royaux-Corses), 2e bataillon de chasseurs révolutionnaires, 4e bataillon de volontaires des Hautes-Alpes également appelé 1er bataillon de chasseurs des Alpes et Bataillon de chasseurs des Hautes-Alpes)[3]

Historique
Formée le 20 ventôse an IV (10 mars 1796), la 12e demi-brigade, fait les campagnes de l'an IV, de l'an V et de l'an VI à l'armée d'Italie, celle de l'an VII aux armées d'Italie, de Rome et de Naples et celles de l'an VIII et de l'an IX aux armées d'Italie, de l'Intérieur et Réserve.

Le 1er vendémiaire an XII (24 septembre 1803), lors de la réorganisation des corps d'infanterie, la 12e demi-brigade de deuxième formation constitua le 12e régiment d'infanterie de ligne.

### 13edemi-brigade
La 13e demi-brigade de deuxième formation était formée des : 
- 49e demi-brigade de première formation (2e bataillon du 30e régiment d'infanterie (ci-devant Perche), 8e bataillon de volontaires de la Côte-d'Or, 12e bataillon de volontaires de la formation d'Angers)
- 1er bataillon du 106e régiment d'infanterie (ci-devant Cap) (Non amalgamé et qui devait former le noyau de la 187e demi-brigade de première formation)
- 2e bataillon du 106e régiment d'infanterie (ci-devant Cap) (Non amalgamé et qui devait former le noyau de la 188e demi-brigade de première formation)
- 1er bataillon du 29e régiment d'infanterie (ci-devant Dauphin) (Non amalgamé et qui devait former le noyau de la 57e demi-brigade de première formation)
- 2e bataillon du 29e régiment d'infanterie (ci-devant Dauphin) (Non amalgamé et qui devait former le noyau de la 58e demi-brigade de première formation)
- Bataillon des Fédérés des 83 départements
- 6e bataillon de volontaires de Rhône-et-Loire également appelé 6e bataillon de grenadiers volontaires de Rhône-et-Loire
- 2e bataillon de la formation d'Orléans
- 19e bataillon de volontaires des réserves

Historique
Formée le 1er frimaire an V (21 novembre 1796), la 13e demi-brigade, fait la campagne de l'an IV à l'armée de Sambre-et-Meuse, celle de l'an V aux armées de l'Ouest et d'Italie, celle de l'an VI aux armées d'Italie et d'Orient et celles de l'an VII et de l'an VIII à l'armée d'Orient.

Le 16 floréal an VI (5 mai 1798), elle embarque à Toulon pour l'expédition d'Égypte et participe à la bataille des Pyramides. En l'an VII elle fait partie de l'expédition de Syrie et se distingue à la bataille d'Aboukir le 25 juillet 1799 et à la Bataille de Canope en 1801.

Le 1er vendémiaire an XII (24 septembre 1803), lors de la réorganisation des corps d'infanterie, la 13e demi-brigade de deuxième formation constitua le 13e régiment d'infanterie de ligne.
Personnalités
- Etienne François Rocbert de Lamorendière-Ducoudray alors capitaine.

### 14edemi-brigade
La 14e demi-brigade de deuxième formation était formée des : 
- 29e demi-brigade de première formation (1er bataillon du 15e régiment d'infanterie (ci-devant Béarn), 4e bataillon de volontaires de la Sarthe et 14e bataillon des Fédérés Nationaux)
- Demi-brigade de la Seine-Inférieure (9e bataillon de volontaires de la Seine-Inférieure, 10e bataillon de volontaires du Calvados et 10e bataillon de volontaires du Pas-de-Calais)

Historique
Formée le 16 germinal an IV (5 avril 1796), la 14e demi-brigade, fait les campagnes de l'an IV, de l'an V, de l'an VI et de l'an VII à l'armée d'Italie et celles de l'an VIII, de l'an IX aux armées d'Italie, de l'Intérieur et à la 2e armée de Réserve.
 
Cette demi-brigade se distingua, en 1797, à la bataille de Rivoli et en 1800 au Passage d'Alb le 29 avril et à la bataille d'Engen le 3 mai.

Le 1er vendémiaire an XII (24 septembre 1803), lors de la réorganisation des corps d'infanterie, la 14e demi-brigade de deuxième formation constitua le 14e régiment d'infanterie de ligne.

### 15edemi-brigade
La 15e demi-brigade de deuxième formation était formée des : 
- 68e demi-brigade de première formation(2e bataillon du 34e régiment d'infanterie (ci-devant Angoulême), 2e bataillon de volontaires de Loir-et-Cher, 6e bataillon de volontaires de la Somme, 6e bataillon de volontaires de la formation d'Orléans, 13e bataillon de volontaires des réserves, 25e bataillon de volontaires des réserves)

Historique
Formée le 30 pluviôse an IV (19 février 1796), la 15e demi-brigade, fait les campagnes de l'an IV et de l'an V à l'armée du Nord, celles de l'an VI aux armées du Nord, d'Allemagne et de Mayence celle de l'an VII à l'armée de Batavie et celles de l'an VIII, de l'an IX aux armées de Batavie et du Rhin.

Cette demi-brigade se distingua particulièrement le 3 mai 1800 à la bataille d'Engen.

Le 3e bataillon de ce corps a participé à l'expédition de Saint-Domingue. Ce bataillon entra dans la composition de la nouvelle 66e demi-brigade en application de l'arrêté du 12 floréal an XI (2 mai 1803).

Le 1er vendémiaire an XII (24 septembre 1803), lors de la réorganisation des corps d'infanterie, les 1er et 2e bataillon de la 15e demi-brigade de deuxième formation constituèrent le 15e régiment d'infanterie de ligne tandis que le 3e bataillon est incorporé dans le 66e régiment d'infanterie de ligne

### 16edemi-brigade
La 16e demi-brigade de deuxième formation était formée des : 
- 110e demi-brigade de première formation(2e bataillon du 55e régiment d'infanterie (ci-devant Condé), 7e bataillon de volontaires de la Meurthe et 8e bataillon de volontaires de la Meurthe)
- 2e et 3e bataillon de la demi-brigade de l'Yonne (2e bataillon de volontaires de l'Yonne, 21e bataillon de volontaires des réserves, 7e bataillon de volontaires du Nord également appelé dit 2e bataillon de Cambrai)

Historique
Formée le 1er ventôse an IV (20 février 1796), la 16e demi-brigade, fait les campagnes de l'an IV et de l'an V à l'armée de Sambre-et-Meuse, celle de l'an VI aux armées de Sambre-et-Meuse, d'Allemagne et de l'Ouest celle de l'an VII aux armées de l'Ouest, du Danube et du Rhin et celles de l'an VIII, de l'an IX à l'armée du Rhin.
 
Un noyau de la 16e demi-brigade de deuxième formation sera utilisé pour former, à Rouen le 25 nivôse an VII (14 janvier 1799), la 65e demi-brigade de deuxième formation.

Cette demi-brigade se distingua particulièrement le 7 août 1796 au combat d'Ebermannstadt prélude à la bataille d'Altendorf.

Le 1er vendémiaire an XII (24 septembre 1803), lors de la réorganisation des corps d'infanterie, la 16e demi-brigade de deuxième formation constitua le 16e régiment d'infanterie de ligne.
PersonnalitésLouis Loup Étienne Martin Bougault alors capitaine

### 17edemi-brigade
La 17e demi-brigade de deuxième formation était formée des : 
- 33e demi-brigade de première formation (1er bataillon du 17e régiment d'infanterie (ci-devant Auvergne), 2e bataillon de volontaires de la Nièvre et 10e bataillon de volontaires de Seine-et-Oise)
- 178e demi-brigade de première formation (2e bataillon du 99e régiment d'infanterie (ci-devant Royal-Deux-Ponts), 6e bataillon de volontaires du Nord et 7e bataillon de volontaires de la Seine-Inférieure)
- Demi-brigade d'Eure et Landes (5e bataillon de volontaires des Landes, 5e bataillon de volontaires de l'Eure et 6e bataillon de volontaires de la Haute-Garonne)

Historique
Formée le 22 pluviôse an IV (11 février 1796), la 17e demi-brigade, fait les campagnes de l'an IV et de l'an V aux armées du Rhin, de la Moselle et de Rhin-et-Moselle, celle de l'an VI aux armées d'Allemagne, du Rhin, de l'Ouest et de Mayence, celle de l'an VII aux armées d'Helvétie, d'Italie, de Rome et de Naples et celles de l'an VIII, de l'an IX aux armées d'Italie et de Batavie.

Cette demi-brigade se distingua particulièrement, en 1796 aux combats de Gundelfingen (8 août) et de Ravensbourg (30 septembre), le 20 avril 1797 lors du passage du Rhin à Diersheim et aux combats qui eurent lieu sur les hauteurs de Savone du 5 au 12 aout 1798.

Le 1er vendémiaire an XII (24 septembre 1803), lors de la réorganisation des corps d'infanterie, la 17e demi-brigade de deuxième formation constitua le 17e régiment d'infanterie de ligne.
Personnalités
Nicolas François Conroux alors adjudant-commandant.

### 18edemi-brigade
La 18e demi-brigade de deuxième formation était formée des : 
- 2e bataillon de la 45e demi-brigade de première formation (1er bataillon du 23e régiment d'infanterie (ci-devant Royal), 1er bataillon de volontaires des Basses-Alpes et 1er bataillon de volontaires de la Lozère)
- 69e demi-brigade de première formation (1er bataillon du 35e régiment d'infanterie (ci-devant Aquitaine), 1er bataillon de volontaires des Hautes-Alpes et 3e bataillon de volontaires de la Drôme)
- 211e demi-brigade de première formation (2e bataillon de volontaires de la Haute-Loire, 4e bataillon de volontaires de l'Ardèche et 5e bataillon de volontaires de la Corrèze)
- 5e demi-brigade provisoire de première formation (1er bataillon de volontaires du Mont-Blanc, 1er bataillon des grenadiers des Basses-Alpes et 5e bataillon de volontaires de l'Ardèche)
- 6e demi-brigade provisoire de première formation (4e bataillon de volontaires du Tarn, 5e bataillon de volontaires du Lot et 8e bataillon de volontaires de la Haute-Garonne)
- 1er bataillon de grenadiers de Paris
- 3e bataillon de volontaires des Côtes-du-Nord

Historique
Formée le 15 prairial an IV (3 juin 1796), à Albenga, la 18e demi-brigade, fait les campagnes de l'an IV et de l'an V à l'armée d'Italie, celle de l'an VI aux armées d'Italie et d'Orient, de l'Ouest et de Mayence, celle de l'an VII aux armées d'Helvétie, d'Italie, de Rome et de Naples et celles de l'an VIII, de l'an IX aux armées d'Italie et de Batavie.

Cette demi-brigade se distingua particulièrement, en 1796 au combat de Salo (31 juillet) à la bataille de Lonato (2 et 3 août) aux combats des retranchements de Pescheria (6 août) aux batailles de Roveredo (4 septembre) et de Saint-Georges (15 septembre).
 En 1797 elle brille lors de la bataille de Rivoli (15 janvier) et du combat de Friesack (2 avril).

En l'an VI, elle embarque pour l'expédition d'Égypte et participe à la bataille des Pyramides. En l'an VII, les 1er et 2e bataillons font partie de l'expédition de Syrie et ils se signalent, en 1799, à la bataille du Mont-Thabor (16 avril) puis à celle d'Aboukir (25 juillet) et à la Bataille de Canope en 1801.

Le 1er vendémiaire an XII (24 septembre 1803), lors de la réorganisation des corps d'infanterie, la 18e demi-brigade de deuxième formation constitua le 18e régiment d'infanterie de ligne.
Personnalités
- Louis-Gabriel Suchet alors chef du 4e bataillon de volontaires de l'Ardèche puis chef de brigade.
- Jean Urbain Fugière alors chef du 3e bataillon de volontaires de la Drôme.

### 19edemi-brigade
La 19e demi-brigade de deuxième formation était formée des : 
- 1er et 3e bataillons de la 45e demi-brigade de première formation (1er bataillon du 23e régiment d'infanterie (ci-devant Royal), 1er bataillon de volontaires des Basses-Alpes et 1er bataillon de volontaires de la Lozère)
- 1er et 2e bataillons de la 180e demi-brigade de première formation (2e bataillon du 102e régiment d'infanterie, 7e bataillon de volontaires de la Haute-Saône et 2e bataillon de volontaires de Lot-et-Garonne)

Historique
Formée le 18 nivôse an IV (8 janvier 1796), la 19e demi-brigade, fait les campagnes de l'an IV et de l'an V à l'armée d'Italie, celle de l'an VI en Corse et l'armée d'Orient, celle de l'an VII à Malte et celle de l'an VIII à l'armée d'Orient et au 2e corps de l'armée de Réserve.

Cette demi-brigade resta à Malte après la prise de l'Ile et ne rejoignit l'armée d'Orient qu'au commencement de l'an VIII.

Le 1er vendémiaire an XII (24 septembre 1803), lors de la réorganisation des corps d'infanterie, la 19e demi-brigade de deuxième formation constitua le 19e régiment d'infanterie de ligne.

### 20edemi-brigade
La 20e demi-brigade de deuxième formation était formée des : 
- 1er bataillon de la 176e demi-brigade de première formation (2e bataillon du 98e régiment d'infanterie (ci-devant Bouillon), 4e bataillon des Fédérés Nationaux et Bataillon de Popincourt)
- 179e demi-brigade de première formation (1er bataillon du 102e régiment d'infanterie[9], 6e bataillon de volontaires de Paris, 2e bataillon de volontaires de l'Oise)
- 1er bataillon du 60e régiment d'infanterie (ci-devant Royal-Marine) (Non amalgamé et qui devait former le noyau de la 119e demi-brigade de première formation)
- 11e bataillon de volontaires de la Haute-Saône
- 2e bataillon de volontaires de Valenciennes
- 15e bataillon des Fédérés Nationaux
- 8e bataillon de volontaires du Bas-Rhin

Historique
Formée le 1er brumaire an V (22 octobre 1796), la 20e demi-brigade resta stationnaire de l'an IV à l'an VII dans la 17e région militaire. Elle fait la campagne de l'an VIII à l'armée du Rhin. 

Durant la campagne du Var, elle contribue à la défense, le 11 juin 1800, à la défense du pont du Var situé en face de Saint-Laurent

Le 2e bataillon de ce corps a participé à l'expédition de Saint-Domingue. Ce bataillon entra dans la composition de la nouvelle 7e demi-brigade en application de l'arrêté du 12 floréal an XI (2 mai 1803).

Le 1er vendémiaire an XII (24 septembre 1803), lors de la réorganisation des corps d'infanterie, les 1er et 3e bataillons de la 20e demi-brigade de deuxième formation constituent le 20e régiment d'infanterie de ligne et le 2e bataillon incorpore le 7e régiment d'infanterie de ligne.

### 21edemi-brigade
La 21e demi-brigade de deuxième formation était formée des : 
- 38e demi-brigade de première formation (2e bataillon du 19e régiment d'infanterie (ci-devant Flandre), 1er bataillon de volontaires de la Somme, 3e bataillon de volontaires de l'Aube)
- 150e demi-brigade de première formation (2e bataillon du 81e régiment d'infanterie (ci-devant Conti), 1er bataillon de volontaires de l'Aisne, 2e bataillon de volontaires des Basses-Alpes)
- 108e demi-brigade de première formation (2e bataillon du 54e régiment d'infanterie (ci-devant Royal-Roussillon), 1er bataillon de volontaires du Lot, 2e bataillon de volontaires du Lot)
- 139e demi-brigade de première formation (1er bataillon du 75e régiment d'infanterie (ci-devant Monsieur), Une partie de la garnison faite prisonnière à Mannheim lors de la reprise de la ville par les autrichiens, 3e bataillon de volontaires d'Indre-et-Loire et 5e bataillon de volontaires de Seine-et-Marne)[10]
- Une partie de la 169e demi-brigade de première formation (1er bataillon du 93e régiment d'infanterie (ci-devant Enghien), Les débris de la garnison faite prisonnière à Mayence, 1er bataillon de volontaires des Pyrénées-Orientales et 6e bataillon de volontaires de Saône-et-Loire)
- D'une partie du 4e bataillon de volontaires du Pas-de-Calais

Historique
Formée le 14 fructidor an IV (31 août 1796), la 21e demi-brigade fait les campagnes de l'an IV et de l'an V à l'armée du Nord, celle de l'an VII à l'armée d'Italie et celle de l'an VIII aux armées de l'Intérieur et de Batavie.

Le 1er vendémiaire an XII (24 septembre 1803), lors de la réorganisation des corps d'infanterie, la 21e demi-brigade de deuxième formation constitue le 21e régiment d'infanterie de ligne.
Personnalités
Antoine Joseph Robin alors chef de la brigade

### 22edemi-brigade
La 22e demi-brigade de deuxième formation était formée de la : 
- 44e demi-brigade de première formation (2e bataillon du 22e régiment d'infanterie (ci-devant Viennois), 2e bataillon de volontaires de la Corrèze et 5e bataillon de volontaires de Rhône-et-Loire)

Historique
Formée le 18 nivôse an IV (8 janvier 1796), la 22e demi-brigade fait les campagnes de l'an IV et de l'an V à l'armée du Nord, celle de l'an VI aux armées du Nord, d'Allemagne et de Batavie et celle de l'an VIII aux armées de l'Intérieur, de l'Intérieur et d'Italie.

La demi brigade se distingue, en 1799, aux batailles d'Alkmaar (2 octobre) et de Castricum (6 octobre)

Le 26 mai 1800, au combat de Chiusella, elle soutint, à la baïonnette, trois charges consécutives de 4 000 cavaliers puis se fait remarquer aux batailles de Broni (8 juin) et de Marengo (14 juin).

Un premier détachement de la 16e demi-brigade de deuxième formation sera utilisé pour former, à Rouen le 25 nivôse an VII (14 janvier 1799), la 65e demi-brigade de deuxième formation.

Cette demi-brigade se distingua particulièrement le 7 août 1796 au combat d'Ebermannstadt prélude à la bataille d'Altendorf.

Un premier détachement de la 22e demi-brigade de deuxième formation sera utilisé pour former, le 1er nivôse an VII (21 décembre 1798) la 95e demi-brigade de deuxième formation.

Un deuxième détachement de la 22e demi-brigade de deuxième formation sera utilisé pour former, à Metz, le 8 pluviôse an VII (27 janvier 1799) la 87e demi-brigade de deuxième formation. 

Le 1er vendémiaire an XII (24 septembre 1803), lors de la réorganisation des corps d'infanterie, la 22e demi-brigade de deuxième formation constitue le 22e régiment d'infanterie de ligne.

### 23edemi-brigade
La 23e demi-brigade de deuxième formation était formée des : 
- 27e demi-brigade de première formation (1er bataillon du 14e régiment d'infanterie (ci-devant Forez), 1er bataillon de volontaires du Pas-de-Calais et 11e bataillon des Fédérés Nationaux)
- 1er bataillon de la 175e demi-brigade de première formation (1er bataillon du 98e régiment d'infanterie (ci-devant Bouillon), 5e bataillon de volontaires du Nord et 11e bataillon de volontaires des Vosges)
- 3e bataillon de la 176e demi-brigade de première formation (2e bataillon du 98e régiment d'infanterie (ci-devant Bouillon), 4e bataillon des Fédérés Nationaux et Bataillon de Popincourt)

Historique
Formée le 23 pluviôse an IV (12 février 1796), la 23e demi-brigade fait les campagnes de l'an IV et de l'an V à l'armée de Sambre-et-Meuse, celles de l'an VI et de l'an VII aux armées d'Allemagne, de Mayence, d'Helvétie et du Danube et celle de l'an VIII à l'armée du Rhin.

Un bataillon de la demi brigade se distingue à la bataille d'Enghen le 13 floréal an VIII (3 mai 1800).

Le 3e bataillon de ce corps a participé à l'expédition de Saint-Domingue. Ce bataillon entra dans la composition de la nouvelle 7e demi-brigade en application de l'arrêté du 12 floréal an XI (2 mai 1803).

Le 1er vendémiaire an XII (24 septembre 1803), lors de la réorganisation des corps d'infanterie, les 1er et 2e bataillons de la 23e demi-brigade de deuxième formation constituent le 23e régiment d'infanterie de ligne et le 3e bataillon de la 23e demi-brigade de deuxième formation incorpore le 7e régiment d'infanterie de ligne.

### 24edemi-brigade
La 24e demi-brigade de deuxième formation était formée des : 
- 5e demi-brigade de première formation (1er bataillon du 3e régiment d'infanterie (ci-devant Piémont), 1er bataillon de volontaires du Doubs et 4e bataillon de volontaires de la Seine-Inférieure)
- 206e demi-brigade de première formation (2e bataillon de volontaires de la Meuse, 9e bataillon de volontaires des Vosges et 3e bataillon de volontaires de la Vienne)

Historique
Formée le 28 pluviôse an IV (17 février 1796), la 24e demi-brigade fait la campagne de l'an IV à l'armée de Rhin-et-Moselle , celle de l'an V aux armées de Rhin-et-Moselle et armée des Alpes, celles de l'an VI, de l'an VII et de l'an VIII à l'armée d'Italie et celle de l'an IX aux armées d'Italie et d'Espagne.

Un bataillon de la demi brigade se fait remarquer lors du passage du Rhin, à Diersheim, le 20 avril 1797.

Le 1er vendémiaire an XII (24 septembre 1803), lors de la réorganisation des corps d'infanterie, la 24e demi-brigade de deuxième formation constitue le 24e régiment d'infanterie de ligne.
Personnalités
Jean-Baptiste Pierre de Semellé en tant que capitaine-colonel

### 25edemi-brigade
La 25e demi-brigade de deuxième formation était formée des : 
- 84e demi-brigade de première formation (2e bataillon du 42e régiment d'infanterie (ci-devant Limousin), 2e bataillon de volontaires du Cantal et 4e bataillon de volontaires de Rhône-et-Loire)
- 101e demi-brigade de première formation (1er bataillon du 51e régiment d'infanterie (ci-devant La Sarre), 3e bataillon de volontaires des Bouches-du-Rhône et 6e bataillon de volontaires des Bouches-du-Rhône)
- 1re demi-brigade provisoire de première formation (1er bataillon de volontaires de l'Ariège, 7e bataillon de volontaires de la Haute-Garonne, 9e bataillon de volontaires de la Drôme et 3e compagnie de grenadiers de la 26e demi-brigade de première formation)

Historique
Formée le 10 ventôse an IV (29 février 1796), la 25e demi-brigade fait les campagnes de l'an IV et de l'an V à l'armée d'Italie, celle de l'an VI aux armées d'Italie et d'Orient et celles de l'an VII et de l'an VIII aux armées d'Orient et de réserve.

En 1796, cette demi brigade s'illustre à la bataille de Roveredo (4 septembre) au combat des ponts de Lavis (5 septembre) et à celui de Carpeneto (8 septembre).

En 1797, elle se distingue à la bataille du col de Tarvis (22 mars), en 1799 à la bataille du Mont-Thabor (16 avril) et au siège de Saint-Jean-d'Acre (10 mai) à la bataille de Brenta le 11 janvier 1801 et à la Bataille de Canope.

Le 1er vendémiaire an XII (24 septembre 1803), lors de la réorganisation des corps d'infanterie, la 25e demi-brigade de deuxième formation constitue le 25e régiment d'infanterie de ligne.

### 26edemi-brigade
La 26e demi-brigade de deuxième formation était formée des : 
- 16e demi-brigade de première formation (2e bataillon du 8e régiment d'infanterie (ci-devant Austrasie), 2e bataillon de volontaires de la Haute-Marne et 3e bataillon de volontaires du Cantal)
- 1er bataillon de la 170e demi-brigade de première formation (2e bataillon du 93e régiment d'infanterie (ci-devant Enghien), 4e bataillon de volontaires de la Haute-Marne également appelé bataillon de volontaires de Chaumont et 10e bataillon de volontaires du Jura)

Historique
Formée le 21 ventôse an IV (11 mars 1796), la 26e demi-brigade fait les campagnes de l'an IV de l'an V et de l'an VI à l'armée des Alpes, celle de l'an VII aux armées des Alpes et d'Italie et celles de l'an VIII et de l'an IX à l'armée d'Italie.

Un détachement de la demi-brigade sera utilisé pour former à Grenoble le 1er nivôse an VII (21 décembre 1798), la 107e demi-brigade de deuxième formation.

Le 1er vendémiaire an XII (24 septembre 1803), lors de la réorganisation des corps d'infanterie, la 26e demi-brigade de deuxième formation constitue le 26e régiment d'infanterie de ligne.
Personnalités
- Antoine Manhès alors sous-lieutenant[11]
- Rémy Grillot alors soldat

### 27edemi-brigade
La 27e demi-brigade de deuxième formation était formée des : 
- 40e demi-brigade de première formation (2e bataillon du 20e régiment d'infanterie (ci-devant Cambrésis), 3e bataillon de volontaires des Landes et 3e bataillon de volontaires des Hautes-Pyrénées)
- Demi-brigade de l'Allier (1er bataillon de volontaires de l'Allier, 2e bataillon de volontaires de la Manche et 7e bataillon de volontaires du Pas-de-Calais)
- 1er bataillon du 8e régiment d'infanterie (ci-devant Austrasie) (Non amalgamé et qui devait former le noyau de la 15e demi-brigade de première formation)
- 3e bataillon de volontaires de l'Allier (Non amalgamé et qui devait être incorporé dans la 15e demi-brigade de première formation)
- 1er bataillon de volontaires de la Gironde (Non amalgamé et qui devait être incorporé dans la 15e demi-brigade de première formation)
- 4e bataillon de volontaires d'Indre-et-Loire (Non amalgamé et qui devait être incorporé dans la 15e demi-brigade de première formation)

Historique
Formée le 26 vendémiaire an V (17 octobre 1796), la 27e demi-brigade fait les campagnes de l'an V et de l'an VI à l'armée de l'Ouest, celle l'an VII aux armées de l'Ouest, Mayence, Danube et du Rhin et celles de l'an VIII et de l'an IX à l'armée du Rhin.

Un détachement de la demi-brigade sera utilisé pour former le 1er pluviôse an VII (20 janvier 1799), la 98e demi-brigade de deuxième formation.

Cette demi-brigade se distingua lors du combat du passage de l'Iller à Kellmünz le 4 juin 1800.

Le 1er vendémiaire an XII (24 septembre 1803), lors de la réorganisation des corps d'infanterie, la 27e demi-brigade de deuxième formation constitue le 27e régiment d'infanterie de ligne.

### 28edemi-brigade
La 28e demi-brigade de deuxième formation était formée des : 
- 183e demi-brigade de première formation (1er bataillon du 104e régiment d'infanterie, 1er bataillon de volontaires de l'Oise et 3e bataillon de volontaires des réserves)
- 1er bataillon du 6e régiment d'infanterie (ci-devant Armagnac) (Non amalgamé et qui devait former le noyau de la 11e demi-brigade de première formation)
- 4e bataillon de volontaires de Lot-et-Garonne
- 6e bataillon de volontaires des réserves
- 9e bataillon de volontaires des réserves
- 1er bataillon de volontaires de la Manche
- 4e bataillon de volontaires de la Meuse

Historique
Formée le 19 vendémiaire an V (10 octobre 1796), la 28e demi-brigade resta stationnaire dans la 17e division militaire de l'an V à l'an VII puis elle fait les campagnes de l'an VIII et de l'an IX aux armées du Rhin et d'Italie.

Cette demi-brigade se distingua le 6 juin 1800 lors du passage du Pô, le 8 juin durant la bataille de Broni puis le 14 juin durant la bataille de Marengo.

Le 1er vendémiaire an XII (24 septembre 1803), lors de la réorganisation des corps d'infanterie, la 28e demi-brigade de deuxième formation constitue le 28e régiment d'infanterie de ligne.
Personnalités
Éloi Charlemagne Taupin alors chef de bataillon.

### 29edemi-brigade
La 29e demi-brigade de deuxième formation était formée des : 
- 164e demi-brigade de première formation (1er bataillon du 90e régiment d'infanterie (ci-devant Chartres), 1er bataillon de volontaires d'Eure-et-Loir et 8e bataillon de volontaires de la Meurthe)

Historique
Formée le 10 ventôse an IV (29 février 1796), la 29e demi-brigade fait la campagne de l'an IV à l'armée du Nord, celle de l'an V aux armées du Nord et Sambre-et-Meuse, elle passe l'an VI dans la 25e division militaire, effectue la campagne de l'an VII à l'armée du Rhin, celles de l'an VIII et de l'an IX aux armées du Rhin et d'Italie.

Cette demi-brigade se distingua le 16 janvier 1797 à la bataille de la Favorite près de Mantoue.

Un premier détachement de la 29e demi-brigade de deuxième formation sera utilisé pour former, le 1er nivôse an VII (21 décembre 1798) la 95e demi-brigade de deuxième formation.

Un deuxième détachement de la 29e demi-brigade de deuxième formation sera utilisé pour former, à Metz, le 8 pluviôse an VII (27 janvier 1799) la 87e demi-brigade de deuxième formation. 

Le 1er vendémiaire an XII (24 septembre 1803), lors de la réorganisation des corps d'infanterie, la 29e demi-brigade de deuxième formation constitue le 29e régiment d'infanterie de ligne.

### 30edemi-brigade
La 30e demi-brigade de deuxième formation était formée des : 
- 72e demi-brigade de première formation (2e bataillon du 36e régiment d'infanterie (ci-devant Anjou), 2e bataillon de volontaires de la Gironde et 6e bataillon de volontaires du Jura)
- 3e bataillon de la 175e demi-brigade de première formation (1er bataillon du 98e régiment d'infanterie (ci-devant Bouillon), 5e bataillon de volontaires du Nord et 11e bataillon de volontaires des Vosges)
- 2e bataillon auxiliaire de la Somme

Historique
Formée le 30 pluviôse an IV (19 février 1796), la 30e demi-brigade fait la campagne de l'an IV à l'Armée de Sambre-et-Meuse, celle de l'an V aux de Sambre-et-Meuse et d'Italie, celle de l'an VI à l'armée d'Italie, celle de l'an VII aux armées d'Italie, de Rome et de Naples celles de l'an VIII et de l'an IX aux armées d'Italie et de Réserve.

Cette demi-brigade se fit remarquer le 12 juin 1799 à la prise de Modène puis à la bataille de la Trebbia le 19 juin suivant. En 1800 elle contribua à chasser l'ennemi de Nice et à lui faire évacuer le département des Alpes-Maritimes.

Le 1er vendémiaire an XII (24 septembre 1803), lors de la réorganisation des corps d'infanterie, la 30e demi-brigade de deuxième formation constitue le 30e régiment d'infanterie de ligne.
Personnalités
- Jean-Marie Aberjoux alors lieutenant
- Étienne Maurice Gérard alors capitaine

### 31edemi-brigade
La 31e demi-brigade de deuxième formation était formée des : 
- 1re demi-brigade de première formation (1er bataillon du 1er régiment d'infanterie (ci-devant Colonel-Général), 13e bataillon de volontaires de Paris également appelé Bataillon de la Butte-des-Moulins et 3e bataillon de volontaires du Loiret)
- 2e bataillon de la 4e demi-brigade de première formation (2e bataillon du 2e régiment d'infanterie (ci-devant Picardie), 3e bataillon de volontaires de la République et 4e bataillon de volontaires de la Haute-Saône)
- 109e demi-brigade de première formation (1er bataillon du 55e régiment d'infanterie (ci-devant Condé), 4e bataillon de volontaires de Maine-et-Loire, 5e bataillon bis de volontaires de Rhône-et-Loire, 7e bataillon de volontaires de l'Oise et d'une partie du bataillon des Vosges-et-Meurthe [13])

Historique
Formée le 28 pluviôse an IV (17 février 1796), la 31e demi-brigade fait la campagne de l'an IV (1796) et de l'an V (1797) à l'armée du Rhin et à l'armée de Rhin-et-Moselle, celle de l'an VI (1798) aux armées d'Allemagne, d'Helvétie et d'Italie, celle de l'an VII (1799), de l'an VIII (1800) et de l'an IX (1801) à l'armée d'Italie.

Le 12 juin 1796 cette demi-brigade est l'une des premières à franchir le Rhin puis à s'emparer des retranchements de Kehl. Elle se fait remarquer le 10 juillet 1796 à la bataille de Deerlacht puis au passage du Lech et à l'attaque de Freising le 24 août suivant ainsi qu'au second passage du Rhin le 20 avril 1797.

Le 3e bataillon de ce corps a participé à l'expédition de Saint-Domingue. Ce bataillon entra dans la composition de la nouvelle 7e demi-brigade en application de l'arrêté du 12 floréal an XI (2 mai 1803).

Le 1er vendémiaire an XII (24 septembre 1803), lors de la réorganisation des corps d'infanterie, le 1er bataillon de la 31e demi-brigade de deuxième formation incorpore le 7e régiment d'infanterie de ligne et le 2e bataillon incorpore le 105e régiment d'infanterie de ligne

### 32edemi-brigade
La 32e demi-brigade de deuxième formation était formée des : 
- 21e demi-brigade de première formation (1er bataillon du 11e régiment d'infanterie (ci-devant La Marine), 2e bataillon de volontaires du Var et 1er bataillon de volontaires de la Haute-Garonne)
- 118e demi-brigade de première formation (2e bataillon du 59e régiment d'infanterie (ci-devant Bourgogne), 2e bataillon de volontaires de la Drôme et 3e bataillon de volontaires de l'Isère)
- 129e demi-brigade de première formation (1er bataillon du 70e régiment d'infanterie (ci-devant Médoc), 1er bataillon de volontaires de l'Hérault et 2e bataillon de volontaires de l'Hérault)
- 3 compagnies de grenadiers de la 80e demi-brigade de première formation (2e bataillon du 40e régiment d'infanterie (ci-devant Soissonnais), 1er bataillon de volontaires de la Haute-Saône et 3e bataillon de volontaires du Haut-Rhin)

Historique
Formée le 25 ventôse an IV (15 mars 1796), la 32e demi-brigade fait les campagnes de l'an IV et de l'an V à l'armée d'Italie, celle de l'an VI aux armées d'Italie et d'Orient, celle de l'an VII à l'armée d'Orient et celles de l'an VIII et de l'an IX aux armées d'Orient et de Réserve.

Cette demi-brigade, se couvrit de gloire pendant les guerres d'Italie et d'Orient, mérita le surnom de BRAVE.

En 1796, elle se distingue particulièrement lors du combat de Dego puis de la prise des redoutes de Millesimo les 15 et 17 avril, à la bataille du pont de Lodi en mai, au combat et à la prise de Peschiera au combat de Salbet et à la bataille de Lonato en août, aux batailles de Roveredo et de Saint-Georges, les 4 et 15 septembre et la bataille du pont d'Arcole, du 15 au 17 novembre. En janvier 1797, la 32e demi-brigade s'illustre lors des batailles de Rivoli et de la Favorite, lors du combat de Gradisca pendant le passage de l'Isonzo, le 19 mars et le 2 mars 1798, elle se couvre de gloire lors de la capitulation de Fribourg en s'emparant des retranchements et de 50 pièces de canon.

Durant la campagne d'Égypte, la 32e demi-brigade se distingue particulièrement lors de la bataille des Pyramides, en 1798 puis des batailles du Mont-Thabor, le 16 avril 1799, et d'Aboukir, le 25 juillet suivant et à la Bataille de Canope en 1801.

Le 1er vendémiaire an XII (24 septembre 1803), lors de la réorganisation des corps d'infanterie, la 32e demi-brigade de deuxième formation constitue le 32e régiment d'infanterie de ligne.
Personnalités
- François Roguet alors adjudant-major.
- Jean Barthélemy Darmagnac alors chef de brigade

### 33edemi-brigade
La 33e demi-brigade de deuxième formation était formée des : 
- 10e demi-brigade de première formation (2e bataillon du 5e régiment d'infanterie (ci-devant Navarre), 1er bataillon de volontaires d'Indre-et-Loire et 2e bataillon de volontaires d'Indre-et-Loire)
- 90e demi-brigade de première formation (2e bataillon du 45e régiment d'infanterie (ci-devant La Couronne), 4e bataillon de volontaires du Nord, 8e bataillon des Fédérés Nationaux)
- 1er bataillon du 110e régiment d'infanterie (ci-devant Port-au-Prince) (Non amalgamé et qui devait former le noyau de la 195e demi-brigade de première formation)
- 5e bataillon de volontaires de la Sarthe
- 2e bataillon de la 11e demi-brigade légère de deuxième formation (3e bataillon de chasseurs (ci-devant Royaux-Corses), 2e bataillon de chasseurs révolutionnaires, 4e bataillon de volontaires des Hautes-Alpes également appelé 1er bataillon de chasseurs des Alpes et Bataillon de chasseurs des Hautes-Alpes)[3]

Historique
Formée le 18 nivôse an IV (8 janvier 1796), la 33e demi-brigade fait la campagne de l'an IV à l'armée de l'Ouest, celles de l'an V de l'an VI et de l'an VII à l'armée d'Italie, celle de l'an VIII aux armées d'Italie et de l'Intérieur.

Les 14 et 16 janvier 1797, la 33e se distingue à la bataille de Rivoli ainsi qu'aux affaires qui eurent lieu sur les hauteurs en avant de Nice, les 6 et 7 mai 1800, où furent tués 1 400 grenadiers ennemis. Elle contribua, le 29 du même mois, à chasser l'ennemi de Nice et à le forcer d'évacuer le département des Alpes-Maritimes.

Le 1er vendémiaire an XII (24 septembre 1803), lors de la réorganisation des corps d'infanterie, la 33e demi-brigade de deuxième formation constitue le 33e régiment d'infanterie de ligne.

### 34edemi-brigade
La 34e demi-brigade de deuxième formation était formée des : 
- 85e demi-brigade de première formation (1er bataillon du 43e régiment d'infanterie (ci-devant Royal-Vaisseaux), 1er bataillon de volontaires de la Haute-Marne et 5e bataillon de volontaires du Bas-Rhin)
- 148e demi-brigade de première formation (2e bataillon du 80e régiment d'infanterie (ci-devant Angoumois), 7e bataillon de volontaires de la Gironde et 11e bataillon de volontaires de la Gironde)
- 1er bataillon du 67e régiment d'infanterie (ci-devant Languedoc) (Non amalgamé et qui devait former le noyau de la 125e demi-brigade de première formation)
- 2e bataillon du 67e régiment d'infanterie (ci-devant Languedoc) (Non amalgamé et qui devait former le noyau de la 126e demi-brigade de première formation)
- 3e bataillon de volontaires de Seine-et-Oise
- 3e bataillon bis de volontaires du Pas-de-Calais également appelé bataillon de volontaires d'Arras
- 2e bataillon de volontaires de Paris (3e formation)

Historique
Formée le 1er ventôse an V (19 février 1797), la 34e demi-brigade fait la campagne de l'an V aux armées de l'Ouest et des Alpes, et celles de l'an VII et de l'an VIII à l'armée d'Italie.

Un détachement de la demi-brigade sera utilisé pour former à Grenoble le  20 nivôse an VII (9 janvier 1799), la 110e demi-brigade de deuxième formation.

Elle prit part, le 20 avril 1800, à l'affaire de Saint-Jacques en Ligurie ainsi que durant la campagne du Var, aux engagements qui eurent lieu sur les hauteurs de Nice, les 6 et 7 mai de la même année, avant de coopérer, le 28 mai, avec la 33e demi-brigade, à chasser l'ennemi de la tête du pont du Var et contribua, le lendemain, à repousser les Autrichiens de Nice et à les forcer d'évacuer le département des Alpes-Maritimes.

Le 1er vendémiaire an XII (24 septembre 1803), lors de la réorganisation des corps d'infanterie, la 34e demi-brigade de deuxième formation constitue le 34e régiment d'infanterie de ligne.

### 35edemi-brigade
La 35e demi-brigade de deuxième formation était formée des : 
- 114e demi-brigade de première formation (2e bataillon du 57e régiment d'infanterie (ci-devant Beauvoisis), 10e bataillon de volontaires de la Gironde et 14e bataillon de volontaires de la Gironde)
- 1er et 2e bataillon de la demi-brigade de Lot et Landes (4e bataillon de volontaires des Landes, 7e bataillon de volontaires du Lot et 8e bataillon de volontaires du Lot)
- 2e bataillon de la 2e demi-brigade provisoire (1er bataillon de grenadiers des Bouches-du-Rhône, 2e bataillon de grenadiers des Bouches-du-Rhône et 4e bataillon de volontaires du Gard)
- 29e demi-brigade légère de première formation 29e bataillon de chasseurs également appelé 1er bataillon de la légion des Pyrénées, 30e bataillon de chasseurs également appelé 2e bataillon de la légion des Pyrénées, 3e bataillon de chasseurs des Montagnes

Historique
Elle reçut un commencement d'organisation à la fin de l'an VI (septembre 1798) et ne fut définitivement formée que le 1er vendémiaire an VIII (23 septembre 1799). La 35e demi-brigade fait les campagnes de l'an VII et de l'an VIII aux armées d'Italie et de l'Intérieur et celle de l'an IX au Corps d'observation du Midi et à l'armée d'Italie.

Le 1er vendémiaire an XII (24 septembre 1803), lors de la réorganisation des corps d'infanterie, la 35e demi-brigade de deuxième formation constitue le 35e régiment d'infanterie de ligne.

### 36edemi-brigade
La 36e demi-brigade de deuxième formation était formée des : 
- 163e demi-brigade de première formation (1er bataillon du 90e régiment d'infanterie (ci-devant Chartres), 15e bataillon de volontaires des réserves et 23e bataillon de volontaires des réserves)
- 5e bataillon de volontaires du Pas-de-Calais
- 4e bataillon de volontaires du Morbihan
- Compagnie de grenadiers du 1er bataillon de volontaires de la Moselle

Historique
Formée le 1er ventôse an IV (20 février 1796), la 36e demi-brigade fait la campagne de l'an IV à l'armée du Nord celle de l'an V aux armées du Nord et de Sambre-et-Meuse, celle de l'an VI aux armées d'Allemagne et de Mayence, celle de l'an VII aux armées de Mayence, d’Helvétie et du Danube et celles de l'an VIII et de l'an IX à l'armée du Rhin.

La Demi-brigade se distingue au passage de la Limath et au combat d'Uznach le 25 septembre 1799.

Le 1er vendémiaire an XII (24 septembre 1803), lors de la réorganisation des corps d'infanterie, la 36e demi-brigade de deuxième formation constitue le 36e régiment d'infanterie de ligne.

### 37edemi-brigade
La 37e demi-brigade de deuxième formation était formée des : 
- 111e demi-brigade de première formation (1er bataillon du 56e régiment d'infanterie (ci-devant Bourbon), 1er bataillon de volontaires de l'Orne et 2e bataillon de volontaires de la Meurthe)
- 1er et 2e bataillon de la 173e demi-brigade de première formation (1er bataillon du 96e régiment d'infanterie (ci-devant Nassau), 5e bataillon de volontaires de la Moselle et 6e bataillon de volontaires des Vosges)

Historique
Formée le 29 pluviôse an IV (18 février 1796), la 37e demi-brigade fait la campagne de l'an IV et de l'an V à l'Armée de Sambre-et-Meuse, celle de l'an VI aux armées d'Allemagne et de Mayence, celle de l'an VII aux armées d’Helvétie et du Danube et celles de l'an VIII et de l'an IX à l'armée du Rhin.

Le 25 septembre 1799, quatre compagnies de cette demi-brigade coopérèrent à forcer le passage de la Limath; le même jour ce corps se faisait remarquer à la bataille de Zurich, et le 30 du même mois à l'attaque et à la prise de cette ville. Elle prit part au combat de Dissenhoffen les 7 et 8 octobre suivant, où l'armée russe commandée par Korsakov fut mise en pleine déroute. Le 22 juin 1800 elle participe au passage du Rhin et à la bataille d'Höchstädt puis le 28 du même mois à la bataille de Neubourg.

Le 3e bataillon de ce corps a participé à l'expédition de Saint-Domingue. Ce bataillon entra dans la composition de la nouvelle 82e demi-brigade en application de l'arrêté du 12 floréal an XI (2 mai 1803)..

Le 1er vendémiaire an XII (24 septembre 1803), lors de la réorganisation des corps d'infanterie, les 1er et 2e bataillons de la 37e demi-brigade de deuxième formation constitue le 37e régiment d'infanterie de ligne et le 3e bataillon incorpore le 82e régiment d'infanterie de ligne.
Personnalités
Samuel Dorville

### 38edemi-brigade
La 38e demi-brigade de deuxième formation était formée des : 
- 42e demi-brigade de première formation (2e bataillon du 21e régiment d'infanterie (ci-devant Guyenne), 3e bataillon de volontaires de la Corrèze et 10e bataillon de volontaires du Bas-Rhin également appelé bataillon des Amis)
- 200e demi-brigade de première formation (2e bataillon de volontaires de Saône-et-Loire, 3e bataillon de volontaires de la Manche et 11e bataillon de volontaires de la Meurthe)

Historique
Formée le 1er germinal an IV (21 mars 1796), la 38e demi-brigade fait la campagne de l'an IV et de l'an V à l'armée de Rhin-et-Moselle, celle de l'an VII aux armées d'Helvétie et du Danube et celles de l'an VIII et de l'an IX à l'armée du Rhin.

Un détachement de la demi-brigade sera utilisé pour former à Besançon le 25 nivôse an VII (14 janvier 1799), la 101e demi-brigade de deuxième formation.

Le 1er vendémiaire an XII (24 septembre 1803), lors de la réorganisation des corps d'infanterie, les 1er et 2e bataillons de la 38e demi-brigade de deuxième formation incorporent le 37e régiment d'infanterie de ligne et le 3e bataillon incorpore le 7e régiment d'infanterie de ligne.

### 39edemi-brigade
La 39e demi-brigade de deuxième formation était formée des : 
- 46e demi-brigade de première formation (2e bataillon du 23e régiment d'infanterie (ci-devant Royal), 4e bataillon de volontaires de l'Isère et 6e bataillon de volontaires de l'Isère)
- 121e demi-brigade de première formation (1er bataillon du 61e régiment d'infanterie (ci-devant Vermandois), 1er bataillon de volontaires de l'Union et 7e bataillon de volontaires du Var)
- 4e bataillon de volontaires des Basses-Alpes
- 10e bataillon de volontaires de l'Ain

Historique
Formée le 22 vendémiaire an IV (14 octobre 1795), la 39e demi-brigade fait la campagne de l'an IV, de l'an V et de l'an VI à l'armée d'Italie, celle de l'an VII aux armées d'Italie et de Naples et celles de l'an VIII et de l'an IX aux armées d'Italie et de l'Intérieur.

Elle se distingue, le 30 janvier 1797, au combat de Cagliano puis le 1er mars suivant au combat de Levico.

Le 1er vendémiaire an XII (24 septembre 1803), lors de la réorganisation des corps d'infanterie, la 39e demi-brigade de deuxième formation constitue le 39e régiment d'infanterie de ligne.
Personnalités
- Pierre Clavel alors capitaine puis chef de bataillon

### 40edemi-brigade
La 40e demi-brigade de deuxième formation était formée des : 
- 28e demi-brigade de première formation (2e bataillon du 14e régiment d'infanterie (ci-devant Forez), 6e bataillon de volontaires de la Manche, 10e bataillon de volontaires de la Manche)
- 184e demi-brigade de première formation (2e bataillon du 104e régiment d'infanterie, 27e bataillon de volontaires des réserves et 9e bataillon de volontaires du Pas-de-Calais)
- 2e bataillon de volontaires de l'Eure
- 14e bataillon de volontaires de la Seine-Inférieure également appelé 3e bataillon de volontaires de Rouen
- Dépôt du 2e bataillon du 15e régiment d'infanterie (ci-devant Béarn)

Historique
Formée le 13 fructidor an IV (30 août 1796), la 40e demi-brigade fait la campagne de l'an IV, à l'armée des Alpes, celle de l'an V aux armées des Alpes et d'Italie, celle de l'an VI aux armées d'Italie et de l'Ouest, celle de l'an VII à l'armée de l'Ouest et celles de l'an VIII et de l'an IX aux armées de Batavie et de Réserve et d'Italie.

Elle se fait remarquer à la bataille du pont d'Arcole le 17 novembre 1796 puis le 26 mai 1800 au combat de Chiusella où elle reçut à la baïonnette trois charges consécutives de 4 000 hommes de la cavalerie autrichienne. Elle donna de nouvelles preuves de valeur au passage du Pô le 6 juin 1800, au combat de Broni 2 jours plus tard, à la bataille de Marengo le 14 juin et au passage du Mincio, le 25 décembre 1800.

Le 1er vendémiaire an XII (24 septembre 1803), lors de la réorganisation des corps d'infanterie, la 40e demi-brigade de deuxième formation constitue le 40e régiment d'infanterie de ligne.
Personnalités
- François Marie Guillaume Legendre d'Harvesse alors chef de brigade.

### 41edemi-brigade
La 41e demi-brigade de deuxième formation était formée des : 
- 4e bataillon de la légion de police
- 7e bataillon des Fédérés Nationaux
- 1er bataillon de volontaires de la Charente-Inférieure
- 2e bataillon de volontaires du Gard
- 3e bataillon de volontaires du Morbihan
- 4e bataillon de volontaires de l'Aisne
- 7e bataillon de volontaires de Paris également appelé bataillon du Théâtre-Français

Historique
Formée le 1er ventôse an IV (20 février 1796), la 41e demi-brigade fait les campagnes de l'an VIII et de l'an IX à l'armée d'Italie.

Cette demi-brigade fut employée au blocus de Gênes en mai et juin 1800.

Le 1er vendémiaire an XII (24 septembre 1803), lors de la réorganisation des corps d'infanterie, la 41e demi-brigade de deuxième formation incorpore le 17e régiment d'infanterie de ligne.

### 42edemi-brigade
La 42e demi-brigade de deuxième formation était formée des : 
- 31e demi-brigade de première formation (1er bataillon du 16e régiment d'infanterie (ci-devant Agénois), 1er bataillon de volontaires d'Ille-et-Vilaine et 2e bataillon de volontaires d'Ille-et-Vilaine)

Historique
Formée le 1er ventôse an IV (20 février 1796), la 42e demi-brigade fait les campagnes de l'an IV et de l'an V à l'armée du Nord, celle de l'an VI aux armées d'Allemagne et de Batavie, celle de l'an VII à l'armée de Batavie et celles de l'an VIII et de l'an IX aux armées de Batavie et du Rhin.

Elle se signala, le 10 septembre 1799, à l'attaque du Zyp, le 19 septembre lors de la bataille de Bergen, puis à celle d'Alkmaer, le 2 octobre, puis de Kastricum le 6 octobre.

Le 1er vendémiaire an XII (24 septembre 1803), lors de la réorganisation des corps d'infanterie, la 42e demi-brigade de deuxième formation constitue le 42e régiment d'infanterie de ligne.

### 43e demi-brigade
La 43e demi-brigade de deuxième formation était formée des : 
- 34e demi-brigade de première formation (2e bataillon du 17e régiment d'infanterie (ci-devant Auvergne), 3e bataillon de volontaires de la Meuse et 4e bataillon de volontaires de la Moselle)
- 3e bataillon de la 149e demi-brigade de première formation (1er bataillon du 81e régiment d'infanterie (ci-devant Conti), 6e bataillon de volontaires de la Haute-Saône et 5e bataillon de volontaires de l'Orne)

Historique
Formée le 1er ventôse an IV (20 février 1796), la 43e demi-brigade fait les campagnes de l'an IV et de l'an V à l'Armée de Sambre-et-Meuse, celle de l'an VI aux armées d'Italie et de l'Ouest, celle de l'an VII aux armées de l'Ouest et du Rhin, et celles de l'an VIII et de l'an IX aux armées du Rhin, de Réserve et d'Italie .

Elle se signala, le 10 juillet 1796 lors de la prise de Fribourg puis lors de l'attaque et de la prise des retranchements de la Chiusa le 24 mars 1797 puis en 1800 lors du combat de Broni, le 9 avril, et la bataille de Marengo, le 14 juin 1800.
Un détachement de la demi-brigade sera utilisé pour former le 11 pluviôse an VII (30 janvier 1799), la 91e demi-brigade de deuxième formation.

Le 1er vendémiaire an XII (24 septembre 1803), lors de la réorganisation des corps d'infanterie, la 43e demi-brigade de deuxième formation constitue le 43e régiment d'infanterie de ligne.
Personnalités
- Jean-Baptiste Pierre de Semellé en tant chef de brigade

### 44edemi-brigade
La 44e demi-brigade de deuxième formation était formée des : 
- 92e demi-brigade de première formation (2e bataillon du 46e régiment d'infanterie (ci-devant Bretagne), 2e bataillon de volontaires d'Eure-et-Loir et 5e bataillon de volontaires de la Haute-Saône)
- 3e bataillon de la 186e demi-brigade de première formation (2e bataillon du 105e régiment d'infanterie (ci-devant Roi), 2e bataillon de volontaires de Rhône-et-Loire et 2e bataillon de volontaires du Bas-Rhin)
- 2e bataillon du 44e régiment d'infanterie (ci-devant Orléans) (Non amalgamé et qui devait former le noyau de la 88e demi-brigade de première formation)

Historique
Formée le 28 pluviôse an IV (17 février 1796), la 44e demi-brigade fait les campagnes de l'an IV et de l'an V à l'Armée de Rhin-et-Moselle, celle de l'an VI aux armées d'Allemagne et de Mayence, celle de l'an VII aux armées d'Helvétie et du Danube, et celles de l'an VIII et de l'an IX aux armées du Rhin et d'Italie.

Elle se signala à la bataille de Marengo, le 14 juin 1800.

Le 1er vendémiaire an XII (24 septembre 1803), lors de la réorganisation des corps d'infanterie, la 44e demi-brigade de deuxième formation constitue le 44e régiment d'infanterie de ligne.

### 45edemi-brigade
La 45e demi-brigade de deuxième formation était formée des : 
- 100e demi-brigade de première formation (2e bataillon du 50e régiment d'infanterie (ci-devant Hainaut), 7e bataillon de volontaires des Bouches-du-Rhône et Bataillon de volontaires de Tarascon)
- 165e demi-brigade de première formation (1er bataillon du 91e régiment d'infanterie (ci-devant Barrois), 1er bataillon de volontaires d'Aix également appelé bataillon des Fédérés d'Aix et 1er bataillon de volontaires du Var)
- Bataillon de Montferme

Historique
Formée le 1er germinal an IV (21 mars 1796), la 45e demi-brigade fait les campagnes de l'an IV, de l'an V, de l'an VI et de l'an VII à l'Armée d'Italie, et celles de l'an VIII et de l'an IX aux armées d'Italie, de l'Intérieur et de Réserve.

Cette demi-brigade se distingua à l'attaque du poste de Saorgio le 29 avril 1794, à la prise du camp de Fourches et de la prise du col de Tende ainsi qu'au combat de Loano, les 23 et 24 novembre 1795 puis au combat de Sospello et à la prise du camp de Rauss.

Le 1er vendémiaire an XII (24 septembre 1803), lors de la réorganisation des corps d'infanterie, la 45e demi-brigade de deuxième formation constitue le 45e régiment d'infanterie de ligne.

### Première46edemi-brigade
La première 46e demi-brigade de deuxième formation était formée des : 
- 17e demi-brigade de première formation (1er bataillon du 9e régiment d'infanterie (ci-devant Normandie), 2e bataillon de volontaires de l'Indre et 3e bataillon de volontaires de la Seine-Inférieure)
- 107e demi-brigade de première formation (1er bataillon du 54e régiment d'infanterie (ci-devant Royal-Roussillon), 3e bataillon de volontaires de l'Yonne et 4e bataillon de volontaires de l'Yonne)
- 2e bataillon du 9e régiment d'infanterie (ci-devant Normandie) (Non amalgamé et qui devait former le noyau de la 18e demi-brigade de première formation)
- 1er bataillon du 39e régiment d'infanterie (ci-devant Île-de-France) (Non amalgamé et qui devait former le noyau de la 77e demi-brigade de première formation)
- 2e bataillon du 39e régiment d'infanterie (ci-devant Île-de-France) (Non amalgamé et qui devait former le noyau de la 78e demi-brigade de première formation)

Historique
Formée au début de l'année 1796, cette première 46e demi-brigade fait la campagne de l'an IV à l'armée de l'Ouest avant d'être incorporée dans l'artillerie de la marine, à Brest. Elle cessa ainsi de faire partie des troupes terrestres.

### Deuxième46edemi-brigade
La deuxième 46e demi-brigade de deuxième formation était uniquement formée de la : 
- 2e légion des Francs. Cette légion était composée de détachements de 20 hommes tirés de chacun des corps employés dans les divisions de l'Ouest.

Historique
Formée le 1er brumaire an IV (23 octobre 1795), la deuxième 46e demi-brigade fait la campagne de l'an V aux armées de l'Ouest et de Rhin-et-Moselle, celle de l'an VI à l'armée d'Allemagne, celle de l'an VII à l'armée du Danube et celles de l'an VIII et de l'an IX à l'du Rhin.

Cette demi-brigade se fit remarquer à la bataille de Neubourg le 14 septembre 1796. Le 20 mai 1798, trois compagnies de ce corps, faisant partie de la garnison de Bruges, firent mettre bas les armes, à 1 500 Anglais débarqués près d'Ostende avec de l'artillerie. 

Le 7 octobre 1799, la 46e se signala à la prise de Zurich puis en 1800 aux batailles d'Enghen, le 3 mai et de Moesskirch, deux jours après puis le 22 juin suivant au passage du Danube et à la bataille d'Höchstädt, le 27 juin à l'affaire d'Obershausen et à la bataille de Hohenlinden le 3 décembre de la même année.

Le 1er vendémiaire an XII (24 septembre 1803), lors de la réorganisation des corps d'infanterie, la 46e demi-brigade de deuxième formation constitue le 46e régiment d'infanterie de ligne.

### 47edemi-brigade
La 47e demi-brigade de deuxième formation était formée des : 
- 1er bataillon du 92e régiment d'infanterie (ci-devant Walsh) (Non amalgamé et qui devait former le noyau de la 167e demi-brigade de première formation)
- 2e bataillon de volontaires de l'Orne
- 6e bataillon bis de volontaires de Paris également appelé bataillon de Bon-Conseil, Mauconseil ou Bon Conseil

Historique
Formée le 1er ventôse an IV (20 février 1796), la 47e demi-brigade fait la campagne de l'an V à l'armée de l'Ouest, celle de l'an VI et de l'an VII aux armées de l'Ouest et du Danube et celles de l'an VIII et de l'an IX aux armées d'Italie et de l'Intérieur.

Le 1er vendémiaire an XII (24 septembre 1803), lors de la réorganisation des corps d'infanterie, la 47e demi-brigade de deuxième formation constitue le 47e régiment d'infanterie de ligne.

### 48edemi-brigade
La 48e demi-brigade de deuxième formation était formée des : 
- 48e demi-brigade de première formation (2e bataillon du 24e régiment d'infanterie (ci-devant Brie), 1er bataillon de volontaires des Bouches-du-Rhône et 1er bataillon de volontaires du Calvados)
- 2e bataillon de volontaires du Nord
- 2e bataillon de volontaires des Ardennes

Historique
Formée le 10 ventôse an IV (29 février 1796), la 48e demi-brigade fait les campagnes de l'an IV et de l'an V aux armées d'Allemagne, de Mayence et de Batavie celle de l'an VII à l'armée de Batavie et celles de l'an VIII et de l'an IX aux armées de Batavie et du Rhin.

En 1799, la demi-brigade s'illustre lors de la bataille de Bergen le 19 septembre, puis à celle d'Alkmaer, le 2 octobre, et de Kastricum le 6 octobre.

Le 1er vendémiaire an XII (24 septembre 1803), lors de la réorganisation des corps d'infanterie, la 48e demi-brigade de deuxième formation constitue le 48e régiment d'infanterie de ligne.

### 49edemi-brigade
La 49e demi-brigade de deuxième formation était formée des : 
- 93e demi-brigade de première formation (2e bataillon du 47e régiment d'infanterie (ci-devant Lorraine), 1er bataillon de volontaires de Seine-et-Marne et 6e bataillon de volontaires du Haut-Rhin)
- 174e demi-brigade de première formation (2e bataillon du 96e régiment d'infanterie (ci-devant Nassau), 1er bataillon de volontaires de la Haute-Vienne et 6e bataillon de volontaires du Jura)

Historique
Formée le 7 ventôse an IV (26 février 1796), la 49e demi-brigade fait les campagnes de l'an IV et de l'an V à l'armée de Sambre-et-Meuse celle de l'an VI aux armées d'Allemagne, de Mayence et de Batavie et celles de l'an VI, de l'an VIII et de l'an IX à l'armée de Batavie.

Elle se signala, le 10 septembre 1799, à l'attaque du Zyp, le 19 septembre lors de la bataille de Bergen, puis à celle d'Alkmaer, le 2 octobre, puis de Kastricum le 6 octobre.

Le 1er vendémiaire an XII (24 septembre 1803), lors de la réorganisation des corps d'infanterie, les 1er et 2e bataillons de la 49e demi-brigade de deuxième formation incorporent le 24e régiment d'infanterie de ligne et le 3e bataillon incorpore le 89e régiment d'infanterie de ligne.
PersonnalitésFrançois Antoine Teste alors chef de bataillon

### 50edemi-brigade
La 50e demi-brigade de deuxième formation était formée des : 
- 25e demi-brigade de première formation (1er bataillon du 13e régiment d'infanterie (ci-devant Bourbonnais), 4e bataillon de volontaires du Doubs et 4e bataillon de volontaires du Jura)
- 194e demi-brigade de première formation (2e bataillon du 109e régiment d'infanterie (ci-devant La Martinique et ci-devant La Guadeloupe), 4e bataillon de volontaires du Bas-Rhin et 12e bataillon de volontaires du Doubs)
- 2e bataillon de la 204e demi-brigade de première formation (* 8e bataillon de volontaires du Doubs, 8e bataillon de volontaires du Nord et 4e bataillon de volontaires de l'Oise)

Historique
Formée le 24 germinal an IV (13 avril 1796), la 50e demi-brigade fait les campagnes de l'an IV à l'armée de Rhin-et-Moselle celle de l'an V aux armées de Rhin-et-Moselle et des Alpes, celle de l'an VI à l'armée d'Italie, celle de l'an VI à l'armée du Danube et celles de l'an VIII et de l'an IX à l'armée du Rhin.

Un détachement de la demi-brigade sera utilisé pour former à Grenoble le 20 nivôse an VII (9 janvier 1799), la 110e demi-brigade de deuxième formation.

Cette demi-brigade se fit remarquer au passage de l'Alb le 29 avril 1800 et à la bataille d'Enghen le 3 mai suivant.

Le 1er vendémiaire an XII (24 septembre 1803), lors de la réorganisation des corps d'infanterie, la 50e demi-brigade de deuxième formation constitue le 50e régiment d'infanterie de ligne.

### 51edemi-brigade
La 51e demi-brigade de deuxième formation était formée des : 
- 99e demi-brigade de première formation (1er bataillon du 50e régiment d'infanterie (ci-devant Hainaut), 4e bataillon de volontaires du Bas-Rhin et 9e bataillon de volontaires des Bouches-du-Rhône également appelé 1er bataillon de volontaires du Luberon ou bataillon de volontaires d'Apt)
- 105e demi-brigade de première formation (1er bataillon du 53e régiment d'infanterie (ci-devant Alsace), 1er bataillon de volontaires du Gers et 2e bataillon de volontaires du Gers)
- 199e demi-brigade de première formation (2e bataillon de volontaires de Seine-et-Marne, 3e bataillon de volontaires de l'Ain et 10e bataillon bis de volontaires de la Côte-d'Or)
- 13e demi-brigade provisoire de première formation (1er bataillon de volontaires des Côtes-Maritimes, 3e bataillon de volontaires des Côtes-Maritimes et 6e bataillon de volontaires des Côtes-Maritimes)
- 3e compagnie de grenadiers de la 14e demi-brigade de première formation (2e bataillon du 7e régiment d'infanterie (ci-devant Champagne), 1er bataillon de volontaires du Gard et 2e bataillon de volontaires du Gard)
- 2e compagnie de grenadiers de la 26e demi-brigade de première formation (2e bataillon du 13e régiment d'infanterie (ci-devant Bourbonnais), 4e bataillon de volontaires de la Manche et 9e bataillon de volontaires de Seine-et-Oise)

Historique
Formée le 11 prairial an IV (30 mai 1796), la 51e demi-brigade fait les campagnes de l'an IV et de l'an V aux armées des Alpes et d'Italie, celle de l'an VI aux armées d'Italie et de l'Ouest et celles de l'an VIII et de l'an IX aux armées de l'Intérieur et du Rhin

Le 15 avril 1796, elle a prend part au combat de Dego, le 5 août suivant à la bataille de Castiglione puis à la bataille du pont d'Arcole du 15 au 17 novembre de la même année. Le 16 mars 1797, elle se distingue au passage et à la bataille du Tagliamento.

Un détachement de la demi-brigade sera utilisé pour former le 1er nivôse an VII (21 décembre 1798), la 95e demi-brigade de deuxième formation.

Un bataillon de la 51e demi-brigade, détaché à l'armée de Batavie, se signale, 19 septembre 1799, à la Bataille de Bergen et, le 6 octobre suivant à celle de Kastricum.

Le 1er vendémiaire an XII (24 septembre 1803), lors de la réorganisation des corps d'infanterie, la 51e demi-brigade de deuxième formation constitue le 51e régiment d'infanterie de ligne.
Personnalités
- Joseph Alphonse de Bonnet d'Honnières alors chef de brigade

### 52edemi-brigade
La 52e demi-brigade de deuxième formation était formée des : 
- 143e demi-brigade de première formation (1er bataillon du 78e régiment d'infanterie (ci-devant Penthièvre), 4e bataillon de volontaires du Loiret et 5e bataillon de volontaires de la Marne)
- 144e demi-brigade de première formation (2e bataillon du 78e régiment d'infanterie (ci-devant Penthièvre), 7e bataillon de volontaires de la formation d'Orléans et 10e bataillon de volontaires de la formation d'Orléans)
- 1er bataillon du 4e régiment d'infanterie (ci-devant Provence) (Non amalgamé et qui devait former le noyau de la 7e demi-brigade de première formation)
- Dépôt du 2e bataillon du 4e régiment d'infanterie (ci-devant Provence)

Historique
Formée le 14 vendémiaire an V (5 octobre 1796), la 52e demi-brigade fait les campagnes de l'an IV à l'an IX à l'armée de l'Ouest.

Le 1er vendémiaire an XII (24 septembre 1803), lors de la réorganisation des corps d'infanterie, la 52e demi-brigade de deuxième formation constitue le 52e régiment d'infanterie de ligne.

### 53edemi-brigade
La 53e demi-brigade de deuxième formation était formée des : 
- 2e bataillon de la 176e demi-brigade de première formation (2e bataillon du 98e régiment d'infanterie (ci-devant Bouillon), 4e bataillon des Fédérés Nationaux, 1er bataillon de Popincourt)
- 202e demi-brigade de première formation (2e bataillon de volontaires du Puy-de-Dôme, 6e bataillon bis de volontaires de Rhône-et-Loire, 9e bataillon de la formation d'Orléans et 10e bataillon de volontaires de la Gironde)
- 19e demi-brigade légère bis première formation (1er bataillon de la légion du Nord, 2e bataillon de la légion du Nord, 2e bataillon de tirailleurs de la frontière des Alpes et 2e bataillon des corps francs)

Historique
Formée le 5 ventôse an VI (23 février 1798), la 53e demi-brigade fait les campagnes de l'an VI et de l'an VII aux armées de Mayence et du Danube, celles de l'an VIII et de l'an IX à l'du Rhin.

Le 1er vendémiaire an XII (24 septembre 1803), lors de la réorganisation des corps d'infanterie, la 53e demi-brigade de deuxième formation constitue le 53e régiment d'infanterie de ligne.

### 54edemi-brigade
La 54e demi-brigade de deuxième formation était uniquement formée de la : 
- 43e demi-brigade de première formation (1er bataillon du 22e régiment d'infanterie (ci-devant Viennois), 3e bataillon de volontaires du Lot et 4e bataillon de volontaires de Seine-et-Oise)

Historique
Formée le 12 prairial an IV (31 mai 1796), la 54e demi-brigade fait la campagne de l'an IV à l'armée du Nord, celles de l'an V et de l'an VI aux armées de Batavie et du Rhin, celle de l'an VII à l'armée de Batavie et celles de l'an VIII et de l'an IX aux armées de Batavie et du Rhin.

Cette demi-brigade donna des preuves de valeur le 10 septembre 1799, à l'attaque du Zyp, le 19 septembre lors de la bataille de Bergen, puis à celle d'Alkmaer, le 2 octobre, puis de Kastricum le 6 octobre ainsi à la bataille de l'Iller le 5 juin 1800.

Le 1er vendémiaire an XII (24 septembre 1803), lors de la réorganisation des corps d'infanterie, la 54e demi-brigade de deuxième formation constitue le 54e régiment d'infanterie de ligne.
Personnalités
- Louis-Prix Varé alors chef de brigade

### 55edemi-brigade
La 55e demi-brigade de deuxième formation était formée des :
- 1er bataillon du 19e régiment d'infanterie (ci-devant Flandre) (Non amalgamé et qui devait former le noyau de la 37e demi-brigade de première formation)
- 1er bataillon du 58e régiment d'infanterie (ci-devant Rouergue) (Non amalgamé et qui devait former le noyau de la 115e demi-brigade de première formation)
- 2e bataillon de volontaires de la Haute-Vienne
- 6e bataillon de volontaires de Seine-et-Oise
- 2e bataillon de volontaires des réserves
- 1er bataillon de volontaires de la Moselle

Historique
Formée le 1er ventôse an V (19 février 1797), la 55e demi-brigade fait les campagnes de l'an IV et de l'an V aux armées de Sambre-et-Meuse et d'Italie, celle de l'an VI à l'armée d'Italie, celle de l'an VII aux armées d'Italie et de Naples et celles de l'an VIII et de l'an IX aux armées de Batavie et du Rhin.

La 55e demi-brigade se distingua au passage de l'Isonzo et à la bataille de Gradisca le 19 mars 1797. En 1799 et 1800, elle a fait partie des garnisons d'Ancône et de Gènes.
 
Un détachement de la 55e demi-brigade de deuxième formation sera utilisé pour former, à Metz, le 8 pluviôse an VII (27 janvier 1799) la 87e demi-brigade de deuxième formation. 

En 1803, la 55e incorporera le 1er bataillon de la 110e demi-brigade.

Le 1er vendémiaire an XII (24 septembre 1803), lors de la réorganisation des corps d'infanterie, la 55e demi-brigade de deuxième formation constitue le 55e régiment d'infanterie de ligne.

### 56edemi-brigade
La 56e demi-brigade de deuxième formation était formée des :
- 75e demi-brigade de première formation (1er bataillon du 38e régiment d'infanterie (ci-devant Dauphiné), 1er bataillon de volontaires des Vosges et 17e bataillon de volontaires de la Côte-d'Or)
- 208e demi-brigade de première formation (7e bataillon bis de Paris également appelé bataillon des Cinq Sections, 2e bataillon de volontaires du Rhône et 15e bataillon de volontaires des Vosges également appelé 1er bataillon de volontaires de la Montagne)

Historique
Formée le 21 ventôse an IV (11 mars 1796), la 56e demi-brigade fait les campagnes de l'an IV et de l'an V à l'armée de Rhin-et-Moselle celles de l'an VI et de l'an VII à l'armée d'Italie, celle de l'an VII aux armées d'Italie et de Naples et celles de l'an VIII et de l'an IX à l'armée de l'Ouest.

La 56e demi-brigade se distingua lorsqu'elle fut l'une des premières unités à passer le Rhin le 26 juin 1796, en 1797 où elle s'empara des retranchements de Kehl et lors de la défense du pont de Huningue.
Personnalités
- François Félix Vignes alors chef de brigade

### 57edemi-brigade
La 57e demi-brigade de deuxième formation était formée des :
- 83e demi-brigade de première formation (1er bataillon du 42e régiment d'infanterie (ci-devant Limousin), 2e bataillon de volontaires de l'Isère et 4e bataillon de volontaires de la Drôme)
- 122e demi-brigade de première formation (2e bataillon du 61e régiment d'infanterie (ci-devant Vermandois), 2e bataillon de volontaires de la Haute-Garonne et 3e bataillon de volontaires de la Haute-Garonne)
- 3e bataillon de la 209e demi-brigade de première formation (1er bataillon de volontaires de la Drôme, 1er bataillon de volontaires de l'Aude et 1er bataillon de volontaires de l'Isère)
- 3e bataillon de la 2e demi-brigade provisoire de première formation (1er bataillon de grenadiers des Bouches-du-Rhône, 2e bataillon de grenadiers des Bouches-du-Rhône et 4e bataillon de volontaires du Gard)
- 1er et 3e bataillons de la 3e demi-brigade provisoire de première formation (2e bataillon de volontaires des Pyrénées-Orientales, 3e bataillon de volontaires des Pyrénées-Orientales et 3e bataillon de volontaires de l'Ariège)
- 1er bataillon de volontaires du Cher
- 10e bataillon de volontaires de l'Isère

Personnalités
Paul de Verbigier de Saint-Paul alors lieutenant
Historique
Formée le 1er messidor an IV (19 juin 1796), la 57e demi-brigade fait les campagnes de l'an IV et de l'an V à l'armée d'Italie, celle de l'an VI aux armées d'Italie, de l'Ouest et de Mayence, celle de l'an VII aux armées d'Helvétie et du Danube et celles de l'an VIII et de l'an IX à l'armée du Rhin.

Ce corps se distingua, en 1796, aux combats de Saint-Georges, (14 et 15 septembre) puis en 1797 à la bataille de Rivoli (14 et 15 janvier) à la bataille de la Favorite (16 janvier suivant), où il mérita le surnom de TERRIBLE d'où sa devise : Le Terrible que rien n'arrête.

En 1799, on retrouve la 57e demi-brigade à la bataille de Zurich (25 septembre), à la bataille de Diessenhofen (7 et 8 octobre) où il permit la déroute de l'armée russe de Korsakoff, puis en 1800 à la bataille d'Enghen (3 mai), au passage du Danube et à la
Bataille d'Höchstädt, (le 22 juin suivant) et à la bataille de Neubourg, 28 du même mois.

Le 1er vendémiaire an XII (24 septembre 1803), lors de la réorganisation des corps d'infanterie, la 57e demi-brigade de deuxième formation constitue le 57e régiment d'infanterie de ligne.

### 58edemi-brigade
La 58e demi-brigade de deuxième formation était formée des :
- 67e demi-brigade de première formation (1er bataillon du 34e régiment d'infanterie (ci-devant Angoulême), 2e bataillon de volontaires de Paris, 11e bataillon de volontaires de la Manche)
- 197e demi-brigade de première formation (1er bataillon du 111e régiment d'infanterie (ci-devant Île-de-Bourbon), 2e bataillon de volontaires de la Seine-Inférieure et 7e bataillon de volontaires de la Somme)
- 2e bataillon du 92e régiment d'infanterie (ci-devant Walsh) (Non amalgamé et qui devait former le noyau de la 168e demi-brigade de première formation)
- 2e bataillon du 111e régiment d'infanterie (ci-devant Île-de-Bourbon) (Non amalgamé et qui devait former le noyau de la 198e demi-brigade de première formation)
- 1er bataillon provisoire des Côtes-de-Brest
- 4e bataillon de volontaires de la Gironde

Historique
Formée le 1er vendémiaire an V (22 septembre 1796), la 58e demi-brigade fait la campagne de l'an IV à l'armée de l'Ouest, celle de l'an V à l'armée d'Italie où il participe à la bataille du pont d'Arcole, celle de l'an VI aux armées d'Italie et de l'Ouest, celle de l'an VII à l'armée de l'Ouest et celles de l'an VIII et de l'an IX aux armées de l'Ouest et d'Italie.

Le 1er vendémiaire an XII (24 septembre 1803), lors de la réorganisation des corps d'infanterie, la 58e demi-brigade de deuxième formation constitue le 58e régiment d'infanterie de ligne.
PersonnalitésJean Lannes

### 59edemi-brigade
La 59e demi-brigade de deuxième formation était formée de :
- Détachements de différents corps de l'Armée de l'Ouest[16]

Historique
Formée le 10 nivôse an VII (30 décembre 1798), la 59e demi-brigade fait les campagnes de l'an VIII et de l'an IX à l'd'Italie.

Le 1er vendémiaire an XII (24 septembre 1803), lors de la réorganisation des corps d'infanterie, la 59e demi-brigade de deuxième formation constitue le 59e régiment d'infanterie de ligne.

### 60edemi-brigade
La 60e demi-brigade de deuxième formation était formée des :
- Demi-brigade des Côtes-du-Nord (1er bataillon de volontaires des Côtes-du-Nord, 6e bataillon des Fédérés Nationaux et 9e bataillon de volontaires de la Meurthe)
- 4e bataillon de volontaires des réserves
- D'une partie du 4e bataillon de volontaires du Pas-de-Calais

Historique
Formée le 1er germinal an IV (21 mars 1796), la 60e demi-brigade fait les campagnes de l'an IV à l'armée de l'Ouest, celle de l'an V à l'armée d'Italie, celle de l'an VI aux armées d'Italie, de l'Ouest, celle de l'an VII à l'armée de l'Ouest et celles de l'an VIII et de l'an IX aux armées de l'Ouest et d'Italie.

Elle se signale, le 10 septembre 1799, à l'attaque du Zyp, puis le 19 septembre lors de la bataille de Bergen, puis à celle d'Alkmaer, le 2 octobre, puis de Kastricum le 6 octobre.

Le 3e bataillon de ce corps a participé à l'expédition de Saint-Domingue. Ce bataillon entra dans la composition de la nouvelle 89e demi-brigade en application de l'arrêté du 12 floréal an XI (2 mai 1803).

Le 1er vendémiaire an XII (24 septembre 1803), lors de la réorganisation des corps d'infanterie, les 1er et 2e bataillons de la 60e demi-brigade de deuxième formation constituent le 60e régiment d'infanterie de ligne et le 3e bataillon incorpore le 89e régiment d'infanterie de ligne.
Personnalités
Hubert Vautrin (1764-1836) alors lieutenant

### 61edemi-brigade
La 61e demi-brigade de deuxième formation était formée des :
- 24e demi-brigade de première formation (2e bataillon du 12e régiment d'infanterie (ci-devant Auxerrois), 3e bataillon de volontaires de la Somme et 10e bataillon de volontaires des réserves)
- 138e demi-brigade de première formation (2e bataillon du 74e régiment d'infanterie (ci-devant Beaujolais), 2e bataillon de volontaires de la Vienne et 5e bataillon de volontaires des Vosges)

Historique
Formée le 5 ventôse an IV (24 février 1796), la 61e demi-brigade fait la campagne de l'an IV aux armées de Sambre-et-Meuse et d'Italie, celle de l'an VI aux armées d'Italie et d'Orient, celles de l'an VII et de l'an VIII à l'armée d'Orient.

La 61e demi-brigade se distingue, le 17 août 1796, au combat de Sulzbach où elle résiste, seule, aux charges de la
cavalerie ennemie. Le 19 mars 1797, elle se signale à la bataille de Gradisca et au passage de l'Isonzo puis s'illustra pendant toute la durée de l'expédition d'Égypte dont la bataille de Sédiman et à la Bataille de Canope en 1801.

Le 1er vendémiaire an XII (24 septembre 1803), lors de la réorganisation des corps d'infanterie, la 61e demi-brigade de deuxième formation constitue le 61e régiment d'infanterie de ligne.

### 62edemi-brigade
La 62e demi-brigade de deuxième formation était formée des :
- 3e bataillon de la 4e demi-brigade de première formation (2e bataillon du 2e régiment d'infanterie (ci-devant Picardie), 3e bataillon de volontaires de la République et 4e bataillon de volontaires de la Haute-Saône)
- 95e demi-brigade de première formation (2e bataillon du 48e régiment d'infanterie (ci-devant Artois), 2e bataillon de volontaires de la Creuse et 8e bataillon de volontaires de la Haute-Saône)
- 140e demi-brigade de première formation (2e bataillon du 75e régiment d'infanterie (ci-devant Monsieur), 3e bataillon de volontaires du Doubs et 11e bataillon de volontaires du Jura)

Historique
Formée le 29 pluviôse an IV (18 février 1796), la 62e demi-brigade fait les campagnes de l'an IV et de l'an V à l'armée de Rhin-et-Moselle, celle de l'an VI aux armées d'Allemagne et de Mayence, celle de l'an VII aux armées d'Italie et de Naples et de l'an VIII à l'armée d'Italie.

La 62e se distingue, le 5 juillet 1796, à la bataille de Rastadt, puis le 11 août au combat d'Hindenheim et à celui de Freising le 2 septembre. Elle se fait remarquer à la défense du fort de Kehl en novembre 1796 et au siège de Gênes d'avril à juin 1800.

Le 1er vendémiaire an XII (24 septembre 1803), lors de la réorganisation des corps d'infanterie, la 62e demi-brigade de deuxième formation constitue le 62e régiment d'infanterie de ligne.
Personnalités
Pierre César Gudin des Bardelières alors lieutenant.

### 63edemi-brigade
La 63e demi-brigade de deuxième formation était formée des :
- 14e demi-brigade de première formation (2e bataillon du 7e régiment d'infanterie (ci-devant Champagne), 1er bataillon de volontaires du Gard et 2e bataillon de volontaires du Gard)
- 22e demi-brigade de première formation (2e bataillon du 11e régiment d'infanterie (ci-devant La Marine), bataillon de volontaires de Martigues et 2e bataillon de volontaires de Marseille également appelé Phalange Marseillaise)
- 51e demi-brigade de première formation (1er bataillon du 26e régiment d'infanterie (ci-devant Bresse), 3e bataillon de volontaires des Hautes-Alpes et 5e bataillon de volontaires des Hautes-Alpes)
- Demi-brigade des Deux-Sèvres (2e bataillon de volontaires du Tarn, 1er bataillon de volontaires des Deux-Sèvres et 3e bataillon de volontaires des Deux-Sèvres)
- 10e demi-brigade provisoire également appelée demi-brigade des Pyrénées-Orientales ou encore demi-brigade de Béziers (Bataillon de volontaires de Béziers, 5e bataillon de volontaires de la Haute-Vienne et 3e bataillon de Braconniers montagnards)

Historique
Formée le 30 nivôse an IV (20 janvier 1796), la 63e demi-brigade fait les campagnes de l'an IV, de l'an V, de l'an VI, de l'an VII et de l'an VIII à l'armée d'Italie, et celle de l'an IX à l'armée d'Espagne.

La 63e se distingue, lors du blocus de Gênes d'avril à juin 1800.

Lors de la réorganisation des différents corps stationnés dans les colonies occidentales, le 12 floréal an XI (2 mai 1803) le 1er bataillon de la 66e demi-brigade, en poste en France métropolitaine, est réuni aux 1er et 2e bataillons de la 63e demi-brigade, pour la porter à trois bataillons.

Le 1er vendémiaire an XII (24 septembre 1803), lors de la réorganisation des corps d'infanterie, la 63e demi-brigade de deuxième formation constitue le 63e régiment d'infanterie de ligne.

### 64edemi-brigade
La 64e demi-brigade de deuxième formation était formée des :
- 8e bataillon de la formation d'Orléans
- 1er bataillon de volontaires de la Loire-Inférieure
- 3e bataillon de volontaires de la Loire-Inférieure
- 4e bataillon de volontaires de la Loire-Inférieure
- 8e bataillon de volontaires de la Seine-Inférieure
- 6e bataillon de volontaires de la Charente-Inférieure
- 14e bataillon de volontaires de la Charente également appelé 14e bataillon de volontaires des réserves
- 4e bataillon de volontaires des Ardennes
- 4e bataillon de volontaires de l'Orne
- 1er bataillon de volontaires des réserves
- 9e bataillon de Paris de seconde formation, également appelé 2e bataillon de la Réunion[17]
- 1er bataillon des Amis de la République (Paris)
- 15e bataillon de la formation d'Orléans
- 2e bataillon de la République (Paris)

Historique
Formée le 24 brumaire an V (14 novembre 1796), la 64e demi-brigade fait les campagnes de l'an IV, de l'an V et de l'an VI à l'armée d'Italie, celle de l'an VII aux armées d'Italie, de Rome et de Naples et celles de l'an VIII et de l'an IX aux armées de l'Ouest et de Réserve.

La 64e se distingue, lors de la bataille de Gradisca et au passage de l'Isonzo le 19 mars 1797.

Le 1er vendémiaire an XII (24 septembre 1803), lors de la réorganisation des corps d'infanterie, la 64e demi-brigade de deuxième formation constitue le 64e régiment d'infanterie de ligne.
Personnalités
- Louis Harlet

### 65edemi-brigade
La 65e demi-brigade de deuxième formation était formée des :
- d'un noyau de la 4e demi-brigade de deuxième formation
- d'un noyau de la 16e demi-brigade de deuxième formation
- de conscrits de l'an VII du département du Calvados
- de conscrits de l'an VII du département de la Lys

Historique
La 65e demi-brigade est formée à Rouen le 25 nivôse an VII (14 janvier 1799).

Le 1er vendémiaire an XII (24 septembre 1803), lors de la réorganisation des corps d'infanterie, la 65e demi-brigade de deuxième formation constitue le 65e régiment d'infanterie de ligne.

### 66edemi-brigade
La 66e demi-brigade de deuxième formation était uniquement formée de la :
- Demi-brigade du Finistère qui avait été formée avec les 
  - 1er bataillon de volontaires du Finistère
  - 1er bataillon de volontaires de la Marne
  - 3e bataillon de volontaires de la Marne

Historique
Formée le 22 germinal an IV (11 avril 1796), la 66e demi-brigade fait la campagne de l'an IV à l'armée du Nord, celle de l'an V, aux armées du Nord et de Sambre-et-Meuse, celle de l'an VI à l'armée de Mayence, celle de l'an VII aux armées du Danube et du Rhin celles de l'an VIII et de l'an IX à l'armée du Rhin .

En poste à la Guadeloupe en 1802, les 2e et 3e bataillons de la 66e demi-brigade sont, en l'an XI, réorganisés en 3 bataillons, avec l'ajout du 3e bataillon de la 15e demi-brigade de deuxième formation et d'un détachement de la 79e demi-brigade de deuxième formation et mis à la disposition du ministère de la Marine .
 
.

Le 1er vendémiaire an XII (24 septembre 1803), lors de la réorganisation des corps d'infanterie, le 1er bataillon de la 66e demi-brigade de deuxième formation, qui était resté en France métropolitaine, est incorporé le 63e régiment d'infanterie de ligne et les 2e et 3e bataillons constituent le 66e régiment d'infanterie de ligne.

### 67edemi-brigade
La 67e demi-brigade de deuxième formation était formée des :
- 23e demi-brigade de première formation (1er bataillon du 12e régiment d'infanterie (ci-devant Auxerrois), 2e bataillon de volontaires du Pas-de-Calais et 3e bataillon de volontaires du Calvados)
- 2e bataillon de la 175e demi-brigade de première formation (1er bataillon du 98e régiment d'infanterie (ci-devant Bouillon), 5e bataillon de volontaires du Nord et 11e bataillon de volontaires des Vosges)
- 1er bataillon de la demi-brigade de l'Yonne (2e bataillon de volontaires de l'Yonne, 21e bataillon de volontaires des réserves et 7e bataillon de volontaires du Nord également appelé 2e bataillon de Cambrai)

Historique
Formée le 16 floréal an IV (5 mai 1796), la 67e demi-brigade fait les campagnes de l'an IV et de l'an V à l'armée de Sambre-et-Meuse, celles de l'an VI aux armées d'Allemagne et de Mayence, celle de l'an VII aux armées du Danube et du Rhin et celles de l'an VIII et de l'an IX aux armées du Rhin et d'Italie.

La 67e se distingue, lors de la défense du passage des Alpes en septembre 1799 puis la bataille de Muttenthal, le 4 octobre suivant, et à la bataille d'Enghen le 3 mai 1800.

Le 1er vendémiaire an XII (24 septembre 1803), lors de la réorganisation des corps d'infanterie, la 67e demi-brigade de deuxième formation constitue le 67e régiment d'infanterie de ligne.

### 68edemi-brigade
La 68e demi-brigade de deuxième formation était formée des :
- 65e demi-brigade de première formation (1er bataillon du 33e régiment d'infanterie (ci-devant Touraine), 1er bataillon de volontaires du Mont-Terrible et 3e bataillon de volontaires de la Gironde)
- 182e demi-brigade de première formation (2e bataillon du 103e régiment d'infanterie[9], 2e bataillon de volontaires des Côtes-du-Nord et 7e bataillon de volontaires du Bas-Rhin)
- 1er et 2e bataillons de la demi-brigade des Landes (1er bataillon de volontaires des Hautes-Pyrénées, 2e bataillon de volontaires des Landes et 7e bataillon de volontaires de Lot-et-Garonne)
- 25e bataillon de volontaires des réserves
- 6e bataillon de volontaires de la Somme
- 10e bataillon de volontaires de la Meurthe
- 3e bataillon de volontaires de Maine-et-Loire

Historique
Formée le 1er ventôse an IV (20 février 1796), la 68e demi-brigade fait les campagnes de l'an IV et de l'an V à l'armée de Rhin-et-Moselle, celles de l'an VI aux armées d'Allemagne, du Rhin et d'Italie et celles de l'an VIII et de l'an IX aux armées d'Italie et de l'Ouest.

Une partie des officiers de la demi-brigade sera utilisé pour former le 1er pluviôse an VII (20 janvier 1799), la 98e demi-brigade de deuxième formation.

La 68e se distingue, les 6 et 7 avril 1800, lors des combats sur les hauteurs en avant de Nice, où 1 400 grenadiers autrichiens furent tués. Le 9 mars suivant, elle contribua à chasser l'ennemi de Nice et à lui faire évacuer le département des Alpes-Maritimes.

Le 1er vendémiaire an XII (24 septembre 1803), la 68e demi-brigade de deuxième formation devient le 68e régiment d'infanterie de ligne
Le 3e bataillon de ce corps a participé à l'expédition de Saint-Domingue. Ce bataillon entra dans la composition de la nouvelle 7e demi-brigade en application de l'arrêté du 12 floréal an XI (2 mai 1803).

Le 1er vendémiaire an XII (24 septembre 1803), lors de la réorganisation des corps d'infanterie, les 1er et 2e bataillon la 68e demi-brigade de deuxième formation constituent le 56e régiment d'infanterie de ligne et le 3e bataillon incorpore le 7e régiment d'infanterie de ligne.
Personnalités
- Michel Girardot (1759-1800)

### 69edemi-brigade
La 69e demi-brigade de deuxième formation était formée des :
- 19e demi-brigade de première formation (1er bataillon du 10e régiment d'infanterie (ci-devant Neustrie), 2e bataillon de volontaires du Mont-Blanc et 3e bataillon de volontaires des Basses-Alpes)
- 102e demi-brigade de première formation (2e bataillon du 51e régiment d'infanterie (ci-devant La Sarre), 3e bataillon de volontaires du Var et 6e bataillon de volontaires du Var)
- 166e demi-brigade de première formation (2e bataillon du 91e régiment d'infanterie (ci-devant Barrois), 5e bataillon de volontaires du Var et 9e bataillon de volontaires du Var)
- 2e bataillon de la 170e demi-brigade de première formation (2e bataillon du 93e régiment d'infanterie (ci-devant Enghien), 4e bataillon de volontaires de la Haute-Marne également appelé bataillon de volontaires de Chaumont et 10e bataillon de volontaires du Jura)

Historique
Formée le 21 germinal an IV (10 avril 1796), la 69e demi-brigade fait les campagnes de l'an IV et de l'an V à l'armée d'Italie, celles de l'an VI aux armées d'Italie et d'Orient, celle de l'an VII à l'armée d'Orient et celles de VIII et de l'an IX aux armées d'Orient et d'Italie.

La 69e se distingue, le 18 janvier 1796 à la bataille de Gradisca et au passage de l'Isonzo, puis à la bataille de Saint-Georges, le 15 septembre de la même année. En 1797 elle s'illustre à la bataille de la Favorite (16 janvier) puis durant la campagne d’Égypte à la 2e bataille d'Aboukir, le 25 juillet 1799, à la Bataille de Canope en 1801 et pendant toute la durée de l'expédition de Syrie.

Le 1er vendémiaire an XII (24 septembre 1803), lors de la réorganisation des corps d'infanterie, la 69e demi-brigade de deuxième formation constitue le 69e régiment d'infanterie de ligne.
PersonnalitésJean Lannes alors chef de la demi-brigade

### 70edemi-brigade
La 70e demi-brigade de deuxième formation était formée des :
- 50e demi-brigade de première formation (2e bataillon du 25e régiment d'infanterie (ci-devant Poitou),  3e bataillon de volontaires de l'Oise et 6e bataillon de volontaires de la Seine-Inférieure)

- 134e demi-brigade de première formation (2e bataillon du 72e régiment d'infanterie (ci-devant Vexin)),  3e bataillon de volontaires des Basses-Pyrénées et 4e bataillon de volontaires des Basses-Pyrénées)
- 157e demi-brigade de première formation (1er bataillon du 87e régiment d'infanterie (ci-devant Dillon)),  13e bataillon de volontaires des Vosges et 4e bataillon de volontaires de Loir-et-Cher)
- 1er bataillon du 72e régiment d'infanterie (ci-devant Vexin) (Non amalgamé et qui devait former le noyau de la 133e demi-brigade de première formation)
- 1er bataillon du 73e régiment d'infanterie (ci-devant Royal-Comtois) (Non amalgamé et qui devait former le noyau de la 135e demi-brigade de première formation)
- dépôt du 73e régiment d'infanterie (ci-devant Royal-Comtois)
- 1er bataillon du 74e régiment d'infanterie (ci-devant Beaujolais) (Non amalgamé et qui devait former le noyau de la 137e demi-brigade de première formation)
- 4e bataillon de volontaires de l'Hérault
- 5e bataillon de volontaires de la Dordogne
- 5e bataillon de volontaires de Lot-et-Garonne
- 4e bataillon de volontaires du Calvados
- 3e bataillon de volontaires de la Charente
- dépôt du 12e bataillon de volontaires de Paris également appelé 12e bataillon de volontaires de la République[18]

Historique
Formée le 1er nivôse an IV (22 décembre 1795), la 70e demi-brigade fait les campagnes de l'an V, de l'an VI et de l'an VII à l'armée de l'Ouest et celles de l'an VIII et de l'an IX aux armées de l'Ouest et d'Italie.

En 1798, le 2e bataillon fait partie du corps expéditionnaire d'Irlande et participe à l'ensemble des combats.

Un détachement de la demi-brigade sera utilisé pour former le 1er pluviôse an VII (20 janvier 1799), la 98e demi-brigade de deuxième formation.

La 70e se distingue, lors de la deuxième campagne d'Italie, le 1er juin 1800, lors du passage du Tessin puis à la bataille de Marengo le 14 du même mois.

Le 1er vendémiaire an XII (24 septembre 1803), lors de la réorganisation des corps d'infanterie, la 70e demi-brigade de deuxième formation constitue le 70e régiment d'infanterie de ligne.

### 71edemi-brigade
La 71e demi-brigade de deuxième formation était formée de :
- Détachements de différents corps de l'Armée de l'Ouest[16]

Historique
Formée le 1er nivôse an VII (21 décembre 1798), la 71e demi-brigade fait les campagnes de l'an VII, de l'an VIII et de l'an IX à l'armée de l'Ouest.

Le 3e bataillon de cette demi-brigade fit partie de l'expédition de Saint-Domingue, en novembre 1802. Ce bataillon entra dans la composition de la 86e demi-brigade organisée aux colonies.

Le 1er vendémiaire an XII (24 septembre 1803), lors de la réorganisation des corps d'infanterie, les 1er et 2e bataillon de la 71e demi-brigade de deuxième formation constitue le 35e régiment d'infanterie de ligne et le 3e bataillon incorpore le 86e régiment d'infanterie de ligne.

### 72edemi-brigade
La 72e demi-brigade de deuxième formation était formée des :
- 197e demi-brigade bis de première formation également appelée demi-brigade des Lombards (18e bataillon de volontaires de Paris également appelé 1er bataillon des Lombards, 11e bataillon de volontaires des réserves et 16e bataillon de volontaires des réserves)

Historique
Formée le 12 brumaire an IV (3 novembre 1795), la 72e demi-brigade fait les campagnes de l'an IV et de l'an V à l'armée du Nord, celle de l'an VI aux armées du Nord et de Batavie, celle de l'an VII aux armées de Batavie, du Danube et du Rhin et celles de l'an VIII et de l'an IX aux armées de Batavie, de l'Ouest et d'Italie.

La 72e se distingue, en 1799, lors des batailles de Bergen (19 septembre), d'Alkmaer (2 octobre) et de Kastricum (6 octobre) puis en 1800 à la bataille de Marengo (14 juin) et au passage du Mincio (2 décembre).

Le 1er vendémiaire an XII (24 septembre 1803), lors de la réorganisation des corps d'infanterie, la 72e demi-brigade de deuxième formation constitue le 72e régiment d'infanterie de ligne.

### 73edemi-brigade
La 73e demi-brigade de deuxième formation était formée des :
- 97e demi-brigade de première formation (1er bataillon du 49e régiment d'infanterie (ci-devant Vintimille), 2 bataillon de volontaires du Calvados et 2e bataillon de volontaires de Maine-et-Loire[21])
- 2e bataillon de la 161e demi-brigade de première formation (1er bataillon du 89e régiment d'infanterie (ci-devant Royal-Suédois), 9e bataillon de volontaires du Nord et 15e bataillon de volontaires de Paris également appelé bataillon de Molière)
- 1er bataillon de volontaires de la Sarthe
- 1er bataillon de volontaires de la Mayenne

Historique
Formée le 1er ventôse an IV (20 février 1796), la 73e demi-brigade fait les campagnes de l'an IV et de l'an V à l'armée de Sambre-et-Meuse, celle de l'an VI aux armées d'Allemagne et de l'Ouest et de Mayence, celle de l'an VII aux armées d'Italie, de Rome et de Naples et celles de l'an VIII et de l'an IX à armée de Réserve.

La 73e se distingue pendant le blocus de Gênes en mai et juin 1800.

Un détachement de la 73e demi-brigade de deuxième formation sera utilisé pour former, le 1er nivôse an VII (21 décembre 1798) la 87e demi-brigade de deuxième formation.

Le 1er vendémiaire an XII (24 septembre 1803), lors de la réorganisation des corps d'infanterie, la 73e demi-brigade de deuxième formation constitue le 23e régiment d'infanterie de ligne.

### 74edemi-brigade
La 74e demi-brigade de deuxième formation était formée des :
- 73e demi-brigade de première formation (1er bataillon du 37e régiment d'infanterie (ci-devant Maréchal de Turenne), 6e bataillon de volontaires de la Meuse et 12e bataillon de volontaires des Vosges)
- 185e demi-brigade de première formation (1er bataillon du 105e régiment d'infanterie (ci-devant Roi), 4e bataillon de volontaires de la Meurthe et 1er bataillon de la République)

Historique
Formée le 2 ventôse an IV (21 février 1796), la 74e demi-brigade fait les campagnes de l'an IV et de l'an V à l'armée de Rhin-et-Moselle et celles de l'an VI, de l'an VII, de l'an VIII et de l'an IX à l'armée d'Italie.

La 74e se distingue, pendant le blocus de Gênes en mai et juin 1800.

Par arrêté des consuls en date du 9 fructidor an VIII (27 août 1800), la demi-brigade est réduite à deux bataillons.
 
Le 2e bataillon qui fit partie de l'expédition de Saint-Domingue, en novembre 1802, reçut les débris du 3e bataillon de la 98e, avant d'être, lui-même, incorporé dans la 89e demi-brigade organisée aux colonies.

Le 1er bataillon entra dans l'organisation de la 26e demi-brigade de seconde formation. Une partie de la 74e demi-brigade entra dans l'organisation de la 104e demi-brigade de seconde formation.

Le 1er vendémiaire an XII (24 septembre 1803), lors de la réorganisation des corps d'infanterie, le 1er bataillon la 74e demi-brigade de deuxième formation incorpore le 26e régiment d'infanterie de ligne et le 2e bataillon incorpore le 89e régiment d'infanterie de ligne.

### 75edemi-brigade
La 75e demi-brigade de deuxième formation était formée des :
- 70e demi-brigade de première formation (2e bataillon du 35e régiment d'infanterie (ci-devant Aquitaine), 1er bataillon de volontaires des Landes et 1er bataillon de volontaires de l'Ardèche)
- 117e demi-brigade de première formation (1er bataillon du 59e régiment d'infanterie (ci-devant Bourgogne), 1er bataillon de volontaires de la Haute-Loire et 2e bataillon de volontaires de la Côte-d'Or)
- 152e demi-brigade de première formation (2e bataillon du 81e régiment d'infanterie (ci-devant Saintonge), 7e bataillon de volontaires de la Marne et 6e bataillon de volontaires du Bas-Rhin)
- 1re compagnie de grenadiers de la 26e demi-brigade de première formation (2e bataillon du 13e régiment d'infanterie (ci-devant Bourbonnais), 4e bataillon de volontaires de la Manche et 9e bataillon de volontaires de Seine-et-Oise)

Historique
Formée le 26 ventôse an IV (16 mars 1796), la 75e demi-brigade fait les campagnes de l'an IV et de l'an V à l'armée d'Italie, celle de l'an VI aux armées d'Italie et d'Orient et celles de l'an VII, de l'an VIII et de l'an IX aux armées d'Orient et d'Italie.

La 75e se distingue, en 1796, aux batailles du pont de Lodi (10 mai), de Borghetto (10 mai) et combat de la Brenta (6 novembre). 

En 1797 à la bataille de Rivoli (14 et 15 janvier) puis bataille de la Favorite, (16 janvier) au combat de Saint-Michel (19 avril).

Durant l'expédition d'Égypte, en 1799, la demi-brigade se distingue lors des batailles du Mont-Thabor (16 avril) et d'Aboukir (25 juillet) et à la Bataille de Canope en 1801. Ce corps fit avec une égale distinction l'expédition de Syrie, du 6 février au 18 juin 1799.

Le 1er vendémiaire an XII (24 septembre 1803), lors de la réorganisation des corps d'infanterie, la 75e demi-brigade de deuxième formation constitue le 75e régiment d'infanterie de ligne.
Personnalités
- Thomas Prosper Jullien, capitaine de la 75e demi-brigade d'infanterie de deuxième formation en 1796 puis aide de camp de Bonaparte en 1798.
- Louis Marie Gaussart alors capitaine.
- Jacques-Antoine de Chambarlhac de Laubespin alors chef de brigade
- Nicolas Gruardet alors capitaine
- François Félix Vignes alors chef de brigade

### 76edemi-brigade
La 76e demi-brigade de deuxième formation était formée des :
- 61e demi-brigade de première formation (1er bataillon du 31e régiment d'infanterie (ci-devant Aunis), 1er bataillon de volontaires du Morbihan et 8e bataillon de volontaires de la Manche)
- 76e demi-brigade de première formation (2e bataillon du 38e régiment d'infanterie (ci-devant Dauphiné), 9e bataillon des Fédérés Nationaux et 10e bataillon de volontaires de la Seine-Inférieure)
- 2e bataillon du 31e régiment d'infanterie (ci-devant Aunis) (Non amalgamé et qui devait former le noyau de la 62e demi-brigade de première formation)
- 5e bataillon des Fédérés Nationaux

Historique
Formée le 26 fructidor an IV (12 septembre 1796), la 76e demi-brigade fait les campagnes de l'an IV à l'armée de l'Ouest, celle de l'an V à l'armée de Rhin-et-Moselle, celle de l'an VI aux armées de Rhin-et-Moselle, d'Allemagne et d'Helvétie et celles de l'an VII aux armées d'Helvétie et du Danube et celles de l'an VIII et de l'an IX à armée du Rhin.

La 76e se distingue, en 1797, à la défense du fort de Kehl (20 avril) et à la bataille de l'Iller le 5 juin 1800.

Le 1er vendémiaire an XII (24 septembre 1803), lors de la réorganisation des corps d'infanterie, la 76e demi-brigade de deuxième formation constitue le 76e régiment d'infanterie de ligne.

### 77edemi-brigade
La 77e demi-brigade de deuxième formation était formée de :
- Détachements de différents corps de l'Armée de l'Ouest, de conscrits et de réquisitionnaires[16]

Historique
Formée à Rennes le 25 nivôse an VII (14 janvier 1799), la 77e demi-brigade fait les campagnes de l'an VII, de l'an VIII et de l'an IX à l'armée de l'Ouest.

Ce corps a fourni détachement pour l'expédition de Saint-Domingue. Ce détachement entra dans la composition de la nouvelle 89e demi-brigade en application de l'arrêté du 12 floréal an XI (2 mai 1803).

Le 1er vendémiaire an XII (24 septembre 1803), lors de la réorganisation des corps d'infanterie, la 77e demi-brigade de deuxième formation incorpore le 79e régiment d'infanterie de ligne.
Personnalités
François Guillaume Lamoureux de La Genetière

### 78edemi-brigade
La 78e demi-brigade de deuxième formation était formée des :
- 87e demi-brigade de première formation (1er bataillon du 44e régiment d'infanterie (ci-devant Orléans), 2e bataillon de volontaires du Loiret et 3e bataillon de volontaires de la Côte-d'Or)
- 1er et 2e bataillons de la 181e demi-brigade de première formation (1er bataillon du 103e régiment d'infanterie[9], 1er bataillon de volontaires de Rhône-et-Loire et 9e bataillon bis de volontaires de Paris également appelé bataillon de l'Arsenal)

Historique
Formée le 4 ventôse an IV (23 février 1796), la 78e demi-brigade fait les campagnes de l'an IV et de l'an V à l'armée de Sambre-et-Meuse, celle de l'an VI aux armées de Mayence et d'Italie celle de l'an VII aux armées d'Italie, de Rome et de Naples et celles de l'an VIII et de l'an IX à l'armée d'Italie.

La 78e se distingue, en 1796, l'affaire de Sulzbach (17 août), où elle résista, seule, aux charges de la cavalerie ennemie.

Elle fit partie de la garnison de Gênes pendant toute la durée du blocus de cette place (mai et juin 1800).

Le 1er vendémiaire an XII (24 septembre 1803), lors de la réorganisation des corps d'infanterie, la 78e demi-brigade de deuxième formation incorpora le 2e régiment d'infanterie de ligne.

### 79edemi-brigade
La 79e demi-brigade de deuxième formation était formée des :
- 79e demi-brigade de première formation (1er bataillon du 40e régiment d'infanterie (ci-devant Soissonnais), 3e bataillon de volontaires de Saône-et-Loire et 3e bataillon de volontaires du Gard)
- 89e demi-brigade de première formation (1er bataillon du 45e régiment d'infanterie (ci-devant La Couronne), 1er bataillon de volontaires de Vendée et 1er bataillon de volontaires de la Meurthe)
- 198e demi-brigade bis de première formation également appelée demi-brigade du Pas-de-Calais (10e bataillon de volontaires de Paris également appelé bataillon des Amis de la Patrie, 6e bataillon de volontaires du Pas-de-Calais et 7e bataillon de volontaires du Pas-de-Calais)
- 7e bataillon de volontaires de la Charente-Inférieure

Historique
Formée le 6 pluviôse an IV (26 janvier 1796), la 79e demi-brigade fait la campagne de l'an V à l'armée de Rhin-et-Moselle, celles de l'an VI et de l'an VII à l'armée d'Italie puis reste en garnison à Corfou, et celles de l'an VIII et de l'an IX à l'armée de l'Ouest.

Le 2e bataillon de cette demi-brigade, participe à l'expédition de Saint-Domingue en 1802. Ce bataillon entra dans la composition de la nouvelle 7e demi-brigade en application de l'arrêté du 12 floréal an XI (2 mai 1803).

La 79e fournit, en outre, à la même période un détachement qui opéra en Guadeloupe et qui entra dans la composition de la 66e organisée dans cette colonie.

Le 1er vendémiaire an XII (24 septembre 1803), lors de la réorganisation des corps d'infanterie, les 1er et 3e bataillons de la 79e demi-brigade de deuxième formation constitue le 79e régiment d'infanterie de ligne et le 2e bataillon incorpore le 7e régiment d'infanterie de ligne.

### 80edemi-brigade
La 80e demi-brigade de deuxième formation était formée des :
- 13e demi-brigade de première formation (1er bataillon du 7e régiment d'infanterie (ci-devant Champagne), 5e bataillon de volontaires de la Gironde et 6e bataillon de volontaires de la Gironde)
- 2e et 3e bataillons de la demi-brigade du Jura et de l'Hérault (2e bataillon de volontaires du Jura, 9e bataillon de volontaires du Jura et 3e bataillon de volontaires de l'Hérault)
- 3e bataillon de la 7e demi-brigade provisoire de première formation (1er bataillon de volontaires de Vaucluse, 5e bataillon de volontaires du Gard, 5e bataillon bis de volontaires de l'Hérault et 6e bataillon de volontaires de l'Ardèche)
- 17e bataillon de volontaires de Paris également appelé 1er bataillon des Gravilliers
- Une partie du 3e bataillon de volontaires de Vaucluse également appelé bataillon de volontaires d'Apt
- Un détachement de la 19e demi-brigade de première formation (1er bataillon du 10e régiment d'infanterie (ci-devant Neustrie), 2e bataillon de volontaires du Mont-Blanc et 3e bataillon de volontaires des Basses-Alpes)

Historique
Formée le 11 thermidor an VI (29 juillet 1798)11 thermidor an VI (29 juillet 1798), la 80e demi-brigade fait la campagne de l'an VI à l'armée de l'Intérieur et celles de l'an VII et de l'an VIII à l'armée d'Italie.

Le 1er vendémiaire an XII (24 septembre 1803), lors de la réorganisation des corps d'infanterie, la 80e demi-brigade de deuxième formation incorpore le 34e régiment d'infanterie de ligne.

### 81edemi-brigade
La 81e demi-brigade de deuxième formation était formée des :
- 12e demi-brigade de première formation (2e bataillon du 6e régiment d'infanterie (ci-devant Armagnac), 9e bataillon de volontaires de la Manche et 12e bataillon de volontaires de la Manche)
- 1er bataillon du 32e régiment d'infanterie (ci-devant Bassigny) (Non amalgamé et qui devait former le noyau de la 63e demi-brigade de première formation)
- 2e bataillon du 32e régiment d'infanterie (ci-devant Bassigny) (Non amalgamé et qui devait former le noyau de la 64e demi-brigade de première formation)
- Dépôt du 1er bataillon du 37e régiment d'infanterie (ci-devant Maréchal de Turenne)
- Dépôt du 2e bataillon du 37e régiment d'infanterie (ci-devant Maréchal de Turenne)
- 1er bataillon du 82e régiment d'infanterie (ci-devant Saintonge) (Non amalgamé et qui devait former le noyau de la 151e demi-brigade de première formation)
- 1er bataillon de volontaires de la Seine-Inférieure

Historique
Formée le 1er frimaire an V (21 novembre 1796), la 81e demi-brigade fait les campagnes de l'an IV, de l'an V, de l'an VI, de l'an VII, de l'an VIII et de l'an IX à l'armée de l'Ouest.

Les 1er et 3e bataillons furent faits prisonniers de guerre en Irlande lors du combat naval de l'île de Toraigh le 12 octobre 1798.

Un détachement de la demi-brigade sera utilisé pour former à Besançon le 25 nivôse an VII (14 janvier 1799), la 101e demi-brigade de deuxième formation.

Le 2e bataillon, embarqué sur l'escadre de l'amiral Bruix le 17 avril 1799, arriva au Cap en octobre 1800.

Le 1er vendémiaire an XII (24 septembre 1803), lors de la réorganisation des corps d'infanterie, la 81e demi-brigade de deuxième formation constitue le 81e régiment d'infanterie de ligne.
Personnalités
- Pierre Louis d'Arnauld alors chef de bataillon
- Michel Louis Joseph Bonté alors chef de la demi-brigade.

### 82edemi-brigade
La 82e demi-brigade de deuxième formation était formée des :
- Détachement de la 58e demi-brigade de première formation (Le 2e bataillon du 29e régiment d'infanterie (ci-devant Dauphin) qui devait former le noyau de cette demi-brigade n'a finalement pas été amalgamé lors du premier amalgame.)
- Détachement de la 28e demi-brigade légère de première formation (Le 28e bataillon de chasseurs qui devait former le noyau de cette demi-brigade n'a finalement pas été amalgamé lors du premier amalgame.)
- 2e bataillon de la 141e demi-brigade de première formation (1er bataillon du 77e régiment d'infanterie (ci-devant La Mark), 3e bataillon de volontaires de l'Aisne et 7e bataillon de volontaires du Calvados)
- Une partie de la 31e division de gendarmerie à pied
- De conscrits
- De réquisitionnaires
- De déserteurs étrangers

Historique
Formée le 24 pluviôse an IV (13 février 1796), la 82e demi-brigade fait les campagnes de l'an VII, de l'an VIII et de l'an IX à l'armée de l'Ouest.

Le 1er bataillon de la 82e est incorporé dans la 10e demi-brigade, le 13 juin 1803.

Le 2e bataillon est incorporé dans la 106e demi-brigade.

Le 3e bataillon de ce corps embarque pour la Guadeloupe et la Martinique. En application de l'arrêté du 12 floréal an XI (2 mai 1803), ce bataillon entra dans la composition d'une nouvelle 82e demi-brigade, composée de 3 bataillons, avec l'apport du 3e bataillon de la 37e demi-brigade de deuxième formation, du 3e bataillon de la 84e demi-brigade de deuxième formation, du 2e bataillon de la 107e demi-brigade de deuxième formation et d'un détachement de la 90e demi-brigade de deuxième formation. Mis à la disposition du ministre de la marine, il fut détruit en partie.

Le 1er vendémiaire an XII (24 septembre 1803), lors de la réorganisation des corps d'infanterie, le 1er bataillon de la 82e demi-brigade de deuxième formation est incorporé dans le 10e régiment d'infanterie de ligne, le 2e bataillon est incorporé dans le 106e régiment d'infanterie de ligne et le 3e bataillon constitue le 82e régiment d'infanterie de ligne.

### 83edemi-brigade
La 83e demi-brigade de deuxième formation était formée des :
- 80e demi-brigade de première formation (2e bataillon du 40e régiment d'infanterie (ci-devant Soissonnais), 1er bataillon de volontaires de la Haute-Saône et 3e bataillon de volontaires du Haut-Rhin)
- 2e bataillon de la 149e demi-brigade de première formation (1er bataillon du 81e régiment d'infanterie (ci-devant Conti), 6e bataillon de volontaires de la Haute-Saône et 5e bataillon de volontaires de l'Orne)

Historique
Formée le 16 floréal an IV (5 mai 1796), la 83e demi-brigade fait les campagnes de l'an IV et de l'an V à l'armée de Sambre-et-Meuse, celle de l'an VI aux armées d'Allemagne et de Mayence, celle de l'an VII armées de Mayence et du Danube et celles de l'an VIII et de l'an IX à l'armée du Rhin.

Le 3e bataillon de la demi-brigade, qui a participé à l'expédition de Saint-Domingue en 1802, fut incorporé dans la 89e demi-brigade, organisée aux colonies.

Le 1er vendémiaire an XII (24 septembre 1803), lors de la réorganisation des corps d'infanterie, les 1er et 2e bataillons de la 83e demi-brigade de deuxième formation incorporent le 3e régiment d'infanterie de ligne et le 3e bataillon incorpore le 89e régiment d'infanterie de ligne.

### 84edemi-brigade
La 84e demi-brigade de deuxième formation était formée des :
- 36e demi-brigade de première formation (2e bataillon du 18e régiment d'infanterie (ci-devant Royal-Auvergne), 1er bataillon de volontaires du Loiret, 5e bataillon de volontaires de la Somme et 5e bataillon de volontaires de Mayenne-et-Loire)
- 116e demi-brigade de première formation (2e bataillon du 58e régiment d'infanterie (ci-devant Rouergue), 1er bataillon de volontaires de Lot-et-Garonne et 2e bataillon de volontaires de la Moselle)
- 6e bataillon de volontaires de la formation d'Orléans

Historique
Formée le 1er nivôse an IV (22 décembre 1795), la 84e demi-brigade fait les campagnes de l'an IV et de l'an V à l'armée de Rhin-et-Moselle, celle de l'an VI aux armées d'Allemagne, de l'Ouest et de Mayence, celle de l'an VII aux armées d'Helvétie et du Danube et celles de l'an VIII et de l'an IX à l'armée du Rhin.

La 84e se distingue, en 1800, à la Bataille d'Höchstädt (19 juin), au passage du Danube (22 juin) et à la bataille de Neubourg (28 juin).

Le 3e bataillon de la demi-brigade, qui a participé à l'expédition de Saint-Domingue, fut incorporé dans la 82e demi-brigade, organisée aux colonies.

La partie de cette demi-brigade, restée en France, a reçu en incorporation le 1er bataillon de la 89e demi-brigade qui était n'était pas parti aux colonies.

Le 1er vendémiaire an XII (24 septembre 1803), lors de la réorganisation des corps d'infanterie, les 1er et 2e bataillon de la 84e demi-brigade de deuxième formation constituent le 84e régiment d'infanterie de ligne et le 3e bataillon incorpore le 82e régiment d'infanterie de ligne.

### 85edemi-brigade
La 85e demi-brigade de deuxième formation était formée des :
- 56e demi-brigade de première formation (2e bataillon du 28e régiment d'infanterie (ci-devant Maine), 2e bataillon de volontaires de l'Ariège et 2e bataillon de volontaires de l'Aveyron)
- 104e demi-brigade de première formation (2e bataillon du 52e régiment d'infanterie (ci-devant La Fère), 1er bataillon de volontaires de la Corse et 1er bataillon de volontaires de la Nièvre)
- 113e demi-brigade de première formation (1er bataillon du 57e régiment d'infanterie (ci-devant Beauvoisis), 6e bataillon de volontaires des Landes et 6e bataillon de volontaires de Lot-et-Garonne)
- 1er et 2e bataillons de la 209e demi-brigade de première formation (1er bataillon de volontaires de la Drôme, 1er bataillon de volontaires de l'Aude et 1er bataillon de volontaires de l'Isère)
- 1er bataillon de volontaires de Maine-et-Loire
- 8e bataillon de volontaires de Saône-et-Loire

Historique
Formée le 1er messidor an IV (19 juin 1796), la 85e demi-brigade fait les campagnes de l'an IV et de l'an V à l'armée d'Italie, celle de l'an VI aux armées d'Italie et d'Orient, celle de l'an VII à l'armée d'Orient et celles de l'an VIII et de l'an IX aux armées d'Orient et d'Italie.

La 85e se distingue, en 1797, à la bataille de la Favorite (16 janvier), à la bataille de Rivoli (14 janvier), au combat de Cembra (20 mars) et à la prise de la redoute de Neumarck (22 mars).

La demi-brigade se signala durant l'expédition d'Égypte et la campagne de Syrie où elle donna des preuves de valeur lors du siège d'El Arish et à la Bataille de Canope en 1801. Après son départ de Toulon pour l'armée d'Orient, un bataillon supplémentaire fut formé mais il resta en France.

De retour en France, la 85e donna de nouvelles preuves de valeur à l'armée d'Italie en particulier au passage du Mincio, le 25 décembre 1800.

Le 1er vendémiaire an XII (24 septembre 1803), lors de la réorganisation des corps d'infanterie, la 85e demi-brigade de deuxième formation constitue le 85e régiment d'infanterie de ligne.

### 86edemi-brigade
La 86e demi-brigade de deuxième formation était formée des :
- 1er et 3e bataillons de la 141e demi-brigade de première formation (1er bataillon du 77e régiment d'infanterie (ci-devant La Marck), 3e bataillon de volontaires de l'Aisne et 7e bataillon de volontaires du Calvados)
- 142e demi-brigade de première formation (2e bataillon du 77e régiment d'infanterie (ci-devant La Marck), 3e bataillon de volontaires de l'Orne et 4e bataillon de volontaires de la Charente-Inférieure)
- 1er bataillon du 41e régiment d'infanterie (ci-devant La Reine) (Non amalgamé et qui devait former le noyau de la 81e demi-brigade de première formation)
- 1er et 2e bataillons de la 209e demi-brigade de première formation (1er bataillon de volontaires de la Drôme, 1er bataillon de volontaires de l'Aude et 1er bataillon de volontaires de l'Isère)
- 1er bataillon de volontaires de Seine-et-Oise
- 8e bataillon de volontaires de Seine-et-Oise
- 13e bataillon de volontaires de Seine-et-Oise
- 14e bataillon de volontaires de Seine-et-Oise
- 2e bataillon bis de volontaires du Pas-de-Calais également appelé bataillon de volontaires de Saint-Pol
- 12e bataillon de volontaires de la formation d'Orléans

Historique
Formée le 1er frimaire an V (21 novembre 1796), la 86e demi-brigade fait les campagnes de l'an V et de l'an VI à l'armée de l'Ouest et celles de l'an VII et de l'an VIII en Corse.

Les 2 bataillons de la 86e demi-brigade embarquent pour l'expédition de Saint-Domingue, en 1802. En 1803, les 1er et 2e bataillons entrèrent dans la composition d'une nouvelle 86e demi-brigade avec l'apport d'un troisième bataillon, créé aux colonies.
 
Un autre 3e bataillon est formé en France. Celui-ci fut incorporé dans le 12e régiment d'infanterie, lors de l'enrégimentement de l'an XII.

Le 1er vendémiaire an XII (24 septembre 1803), lors de la réorganisation des corps d'infanterie, les 1er et 2e bataillons de la 86e demi-brigade de deuxième formation constitue le 86e régiment d'infanterie de ligne et le 3e bataillon incorpore le 12e régiment d'infanterie de ligne.

### 87edemi-brigade
La 87e demi-brigade de deuxième formation était formée des :
deuxième formation
- Détachement de la 22e demi-brigade de deuxième formation.
- Détachement de la 29e demi-brigade de deuxième formation.
- Détachement de la 55e demi-brigade de deuxième formation.
- Détachement de la 73e demi-brigade de deuxième formation.
- Détachement de la 92e demi-brigade de deuxième formation.
- Détachement de la 94e demi-brigade de deuxième formation.
- Compagnie de carabiniers volontaires du Premier Consul

Historique
Formée à Metz le 8 pluviôse an VII (27 janvier 1799), la 87e demi-brigade fait la campagne de l'an VII à l'armée du Danube, celle de l'an VIII aux armées d'Italie et de Réserve et celle de l'an IX à l'armée des Grisons.

Le 1er vendémiaire an XII (24 septembre 1803), lors de la réorganisation des corps d'infanterie, la 87e demi-brigade de deuxième formation incorpore le 5e régiment d'infanterie de ligne.

### 88edemi-brigade
La 88e demi-brigade de deuxième formation était formée des :
- 112e demi-brigade de première formation (2e bataillon du 56e régiment d'infanterie (ci-devant Bourbon), 7e bataillon de volontaires du Doubs et 2e bataillon de volontaires des Deux-Sèvres également appelé 22e bataillon des réserves)
- 3e bataillon de la 173e demi-brigade de première formation (1er bataillon du 96e régiment d'infanterie (ci-devant Nassau), 5e bataillon de volontaires de la Moselle et 6e bataillon de volontaires des Vosges)

Historique
Formée le 1er ventôse an IV (20 février 1796), la 88e demi-brigade fait la campagne de l'an IV à l'armée de Sambre-et-Meuse, celle de l'an V aux armées de Sambre-et-Meuse et d'Italie, celle de l'an VI aux armées d'Italie et d'Orient, celle de l'an VII à l'armée d'Orient, celle de l'an VIII aux armées d'Orient et d'Italie et celles de l'an IX et de l'an X à l'armée de Naples.

La 88e se distingue, lors de la bataille de Gradisca et au passage de l'Isonzo le 19 mars 1797.

Cette demi-brigade se distingua pendant toute la durée de l'expédition d'Égypte et de la campagne de la Haute-Égypte; le 8 octobre 1798 à la bataille de Sédiman, lors de l'insurrection du Caire en avril 1800 et à la bataille d'Alexandrie et à la Bataille de Canope en 1801.

Le 1er vendémiaire an XII (24 septembre 1803), lors de la réorganisation des corps d'infanterie, la 88e demi-brigade de deuxième formation constitue le 88e régiment d'infanterie de ligne.

### 89edemi-brigade
La 89e demi-brigade de deuxième formation était formée des :
- 1er bataillon de la 4e demi-brigade de première formation (2e bataillon du 2e régiment d'infanterie (ci-devant Picardie), 3e bataillon de volontaires de la République et 4e bataillon de volontaires de la Haute-Saône)
- 54e demi-brigade de première formation (2e bataillon du 27e régiment d'infanterie (ci-devant Lyonnais), 1er bataillon de volontaires du Puy-de-Dôme et 1er bataillon de volontaires de l'Indre)
- 3e bataillon de volontaires de la Mayenne
- Bataillon de volontaires de Barbezieux

Historique
Formée le 1er floréal an IV (20 avril 1796), la 89e demi-brigade fait la campagne de l'an IV et de l'an V à l'armée de Rhin-et-Moselle, celle de l'an VI aux armées d'Allemagne, du Rhin et de l'Ouest, celle de l'an VII aux armées de l'Ouest et du Danube et celles de l'an VIII et de l'an IX à l'armée du Rhin.
La 89e se distingue, au premier passage du Rhin, le 23 juin 1796, et à la défense de la tête du pont d'Huningue, le 29 janvier 1797.
Elle est l'une des premières unités qui effectuèrent le deuxième passage du Rhin, le 20 avril 1797, et s'empara des retranchements de Kehl. 
La 89e se signale de nouveau lors de la bataille d'Enghen, le 3 mai 1800.
En 1802, les 2e et 3e bataillons de ce corps ont participé à l'expédition de Saint-Domingue. Ces bataillons entrèrent dans la composition de la nouvelle 89e demi-brigade formée aux colonies (2 mai 1803) et mis à la disposition du ministre de la marine.
Le 1er bataillon, qui était resté en France, a été incorporé dans la 84e demi-brigade.
Un détachement de la demi-brigade sera utilisé pour former le 1er nivôse an VII (21 décembre 1798), la 90e demi-brigade de deuxième formation.
Le 1er vendémiaire an XII (24 septembre 1803), lors de la réorganisation des corps d'infanterie, le 89e régiment d'infanterie de ligne est constitué.

### 90edemi-brigade
La 90e demi-brigade de deuxième formation était formée des :
- Détachement de la 89e demi-brigade de deuxième formation.
- Détachement de la 96e demi-brigade de deuxième formation.
- De conscrits
- De réquisitionnaires

Historique
Formée le 1er nivôse an VII (21 décembre 1798), la 90e demi-brigade fait les campagnes de l'an VII, de l'an VIII et de l'an IX à l'armée de Batavie.
La 90e embarque à Rochefort-sur-Mer, le 2 fructidor an X (20 août 1802), pour participer à l'expédition de Saint-Domingue.
En 1803, les 1er et 3e bataillons rentrèrent en France. Le 2e bataillon resta à Saint-Domingue.
Une portion de ce 2e bataillon entra dans la composition de la 86e demi-brigade organisée aux colonies. Un détachement de ce même bataillon qui était en poste à la Martinique entra dans la composition de la 82e demi-brigade qui était également organisée aux colonies.

Le 1er vendémiaire an XII (24 septembre 1803), lors de la réorganisation des corps d'infanterie, les 1er et 2e bataillons de la 90e demi-brigade de deuxième formation incorporent le 93e régiment d'infanterie de ligne et le 3e bataillon incorpore le 86e régiment d'infanterie de ligne.
Personnalités
- Rémy Grillot

### 91edemi-brigade
La 91e demi-brigade de deuxième formation était formée des :
- Détachement de la 10e demi-brigade de deuxième formation.
- Détachement de la 43e demi-brigade de deuxième formation.
- De conscrits
- De Réquisitionnaires
- 1er bataillon auxiliaire de la Moselle à partir du 13 pluviôse an VIII (2 février 1800)

Historique
Formée le 11 pluviôse an VII (30 janvier 1799), la 91e demi-brigade fait la campagne de l'an VII à l'armée du Rhin et celles de l'an VIII et de l'an IX aux armées du Rhin et d'Italie. Le 13 pluviôse an VIII (2 février 1800) elle reçut le renfort du 1er bataillon auxiliaire de la Moselle.

Le 1er vendémiaire an XII (24 septembre 1803), lors de la réorganisation des corps d'infanterie, la 91e demi-brigade de deuxième formation est incorporée dans le 20e régiment d'infanterie de ligne.

### 92edemi-brigade
La 92e demi-brigade de deuxième formation était formée des :
- 71e demi-brigade de première formation (1er bataillon du 36e régiment d'infanterie (ci-devant Anjou), 2e bataillon de volontaires de la Meuse et 13e bataillon des Fédérés Nationaux)
- 3e bataillon de la 177e demi-brigade de première formation (1er bataillon du 99e régiment d'infanterie (ci-devant Royal-Deux-Ponts), 1er bataillon de volontaires du Haut-Rhin et 3e bataillon de volontaires du Bas-Rhin)
- 3e bataillon de la 181e demi-brigade de première formation (1er bataillon du 103e régiment d'infanterie[9], 1er bataillon de volontaires de Rhône-et-Loire et 9e bataillon bis de volontaires de Paris également appelé bataillon de l'Arsenal)

Historique
Formée le 16 floréal an IV (5 mai 1796), la 92e demi-brigade fait les campagnes de l'an IV et de l'an V à l'armée de Sambre-et-Meuse, celle de l'an VI aux armées d'Allemagne et de Mayence de l'an VII aux armées d'Italie et de Naples et celles de l'an VIII et de l'an IX aux armées d'Italie et de l'Ouest.

La 92e se distingua à la bataille de la Trébia le 16 juin 1799.

Un détachement de la 92e demi-brigade de deuxième formation sera utilisé pour former, le 1er nivôse an VII (21 décembre 1798) la 87e demi-brigade de deuxième formation.

Le 1er vendémiaire an XII (24 septembre 1803), lors de la réorganisation des corps d'infanterie, la 92e demi-brigade de deuxième formation constitue le 92e régiment d'infanterie de ligne.
Peronnalités
- Nicolas Gruardet

### 93edemi-brigade
La 93e demi-brigade de deuxième formation était formée des :
- 41e demi-brigade de première formation (1er bataillon du 21e régiment d'infanterie (ci-devant Guyenne), 2e bataillon de volontaires du Doubs et 4e bataillon de volontaires de l'Eure)
- 207e demi-brigade de première formation (10e bataillon de volontaires du Doubs, 14e bataillon de volontaires des Vosges et 10e bataillon de volontaires de la Côte-d'Or)

Historique
Formée le 28 pluviôse an IV (17 février 1796), la 93e demi-brigade fait les campagnes de l'an IV à l'armée de Rhin-et-Moselle, celle de l'an V aux armées de Rhin-et-Moselle et d'Italie, celle de l'an VI à l'armée d'Italie, celle de l'an VII aux armées d'Italie et de Naples et celles de l'an VIII et de l'an IX aux armées d'Italie et de l'Ouest.

La 93e se distingua au combat de Durlach le 10 juillet 1796, et au combat de Cembra le 20 mars 1797.
 
Elle faisait partie de la garnison de Gênes pendant le blocus de cette place en mai et juin 1800.

Le 1er vendémiaire an XII (24 septembre 1803), lors de la réorganisation des corps d'infanterie, la 93e demi-brigade de deuxième formation constitue le 93e régiment d'infanterie de ligne.

### 94edemi-brigade
La 94e demi-brigade de deuxième formation était formée des :
- 171e demi-brigade de première formation (1er bataillon du 21e régiment d'infanterie (ci-devant Guyenne), 2e bataillon de volontaires du Doubs et 4e bataillon de volontaires de l'Eure)
- 2e bataillon du 62e régiment d'infanterie (ci-devant Salm-Salm) (Non amalgamé et qui devait former le noyau de la 124e demi-brigade de première formation)
- 5e bataillon de volontaires du Bas-Rhin
- 7e bataillon de volontaires du Jura
- 2e bataillon de volontaires des Vosges
- 4e bataillon de volontaires du Haut-Rhin

Historique
Formée le 30 fructidor an IV (16 septembre 1796), la 94e demi-brigade fait les campagnes de l'an IV, de l'an V et de l'an VI à l'armée de l'Ouest celle de l'an VII aux armées de l'Ouest et du Danube et celles de l'an VIII et de l'an IX à l'armée du Rhin.

La 94e se distingua lors du passage de la Linth, qui était défendu par plus de 40 redoutes, et prend une part glorieuse à la bataille d'Uznach le 25 septembre 1799. En 1800, elle se signale de nouveau à la bataille d'Höchstädt (18 juin) et au passage du Danube (19 juin).

Un premier détachement de la demi-brigade sera utilisé pour former le 1er nivôse an VII (21 décembre 1798), la 95e demi-brigade de deuxième formation.

Un deuxième détachement de la 94e demi-brigade de deuxième formation sera utilisé pour former, à Metz le 8 pluviôse an VII (27 janvier 1799), la 87e demi-brigade de deuxième formation.

Le 1er vendémiaire an XII (24 septembre 1803), lors de la réorganisation des corps d'infanterie, la 94e demi-brigade de deuxième formation constitue le 94e régiment d'infanterie de ligne.

### 95e demi-brigade
La 95e demi-brigade de deuxième formation était formée des :
- Détachement de la 22e demi-brigade de deuxième formation.
- Détachement de la 29e demi-brigade de deuxième formation.
- Détachement de la 51e demi-brigade de deuxième formation.
- Détachement de la 94e demi-brigade de deuxième formation.
- De conscrits
- De Réquisitionnaires

Historique
Formée le 1er nivôse an VII (21 décembre 1798), la 95e demi-brigade fait la campagne de l'an VII (1799) aux armées du Danube et du Rhin et celles de l'an VIII (1800) et de l'an IX (1801) à l'armée du Rhin.

En 1800, la 95e demi-brigade se distingua lors des combats et batailles de Kehl, d'Eckartsweier, Erbach et Dellmensingen, Vieux-Brisach et du combat du pont de Reichenau (13 juillet 1800).

Le 1er vendémiaire an XII (24 septembre 1803), lors de la réorganisation des corps d'infanterie, la 95e demi-brigade de deuxième formation constitue le 95e régiment d'infanterie de ligne.

### 96edemi-brigade
La 96e demi-brigade de deuxième formation était formée des :
- 66e demi-brigade de première formation (2e bataillon du 33e régiment d'infanterie (ci-devant Touraine), 9e bataillon de volontaires du Doubs et 4e bataillon de volontaires du Var)
- 1er bataillon de volontaires de l'Eure

Historique
Formée le 26 pluviôse an IV (15 février 1796), la 96e demi-brigade fait les campagnes de l'an IV et de l'an V à l'armée de Sambre-et-Meuse celle de l'an VI et de l'an VII aux armées d'Allemagne, de Mayence et de l'Ouest et celles de l'an VIII et de l'an IX aux armées de Réserve et d'Italie.

La 96e se distingua à la bataille d'Altenkirchen le 4 juin 1796. Cette demi-brigade est une de celles qui traversèrent le mont Saint-Bernard les 16 et 17 mai 1800. Toujours en 1800, elle se distingua de nouveau aux batailles de Brony (8 juin), de Montebello (9 juin)et de Marengo (14 juin).

Un détachement de la demi-brigade sera utilisé pour former le 1er nivôse an VII (21 décembre 1798), la 90e demi-brigade de deuxième formation.

Le 1er vendémiaire an XII (24 septembre 1803), lors de la réorganisation des corps d'infanterie, la 96e demi-brigade de deuxième formation constitue le 96e régiment d'infanterie de ligne.

### 97edemi-brigade
La 97e demi-brigade de deuxième formation était formée des :
- 47e demi-brigade de première formation (1er bataillon du 24e régiment d'infanterie (ci-devant Brie)), 4e bataillon de volontaires des Deux-Sèvres et 9e bataillon de volontaires de la Côte-d'Or)
- 1er bataillon de la 204e demi-brigade de première formation (8e bataillon de volontaires du Doubs, 8e bataillon de volontaires du Nord et 4e bataillon de volontaires de l'Oise)
- 209e demi-brigade bis de première formation (8e bataillon bis de volontaires de l'Ain, 5e bataillon de volontaires des Deux-Sèvres, 6e bataillon de volontaires des Deux-Sèvres également appelé bataillon de volontaires de Parthenay et 12e bataillon des Fédérés Nationaux)

Historique
Formée le 4 ventôse an IV (23 février 1796), la 97e demi-brigade fait les campagnes de l'an IV et de l'an V à l'armée de Rhin-et-Moselle celle de l'an VI aux armées d'Allemagne, du Rhin, d'Helvétie et d'Italie, celle de l'an VII aux armées d'Italie, de Rome et de Naples et celles de l'an VIII et de l'an IX à l'armée d'Italie.

La 97e fit partie de la garnison de Gênes pendant toute la durée du blocus de cette place (mai et juin 1800).

Le 1er vendémiaire an XII (24 septembre 1803), lors de la réorganisation des corps d'infanterie, la 97e demi-brigade de deuxième formation incorpore le 60e régiment d'infanterie de ligne.

### 98edemi-brigade
La 98e demi-brigade de deuxième formation était formée de :
- 180 officiers provenant des
  - 68e demi-brigade de deuxième formation.
  - 10e demi-brigade légère de deuxième formation.
- 150 hommes provenant de
  - Détachement de la 27e demi-brigade de deuxième formation.
  - Détachement de la 70e demi-brigade de deuxième formation.
- De conscrits
- De réquisitionnaires

Historique
Formée le 1er pluviôse an VII (20 janvier 1799) , la 98e demi-brigade fait les campagnes de l'an VIII et de l'an IX à l'armée de Batavie.

En 1802, le 3e bataillons est envoyé à l'expédition de Saint-Domingue. Les débris de ce bataillon entra dans la composition de la 74e demi-brigade avant d'être, elle-même, incorporée dans la 89e demi-brigade organisée aux colonies.

Le 1er vendémiaire an XII (24 septembre 1803), lors de la réorganisation des corps d'infanterie, le 3e bataillon de la 98e demi-brigade de deuxième formation incorpore le 89e régiment d'infanterie de ligne.
Personnalités
- Auguste Nicolas Lenoir alors sous-lieutenant

### 99edemi-brigade
La 99e demi-brigade de deuxième formation était formée des :
- 123e demi-brigade de première formation (1er bataillon du 62e régiment d'infanterie (ci-devant Salm-Salm), 1er bataillon de volontaires de la Vienne et 2e bataillon de volontaires de la Somme)
- 172e demi-brigade de première formation (2e bataillon du 94e régiment d'infanterie (ci-devant Royal-Hesse-Darmstadt), 4e bataillon de volontaires de la Marne et 6e bataillon de volontaires de la Marne)
- 1er bataillon auxiliaire de l'Ariège

Historique
Formée le 11 ventôse an IV (1er mars 1796), la 99e demi-brigade fait les campagnes de l'an IV et de l'an V à l'armée de Sambre-et-Meuse, celle de l'an VI aux armées d'Allemagne et d'Italie, celle de l'an VII aux armées d'Italie et de Naples et celles de l'an VIII et de l'an IX à l'armée d'Italie.

La 99e demi-brigade se distingue particulièrement, en 1796, à la bataille de Limbourg (16 septembre) et en 1799 lors de la bataille de la Trébia (19 juin). Elle se fait remarquer à la défense du pont du Var le 22 mai 1800 et contribua, le 29 du même mois, à chasser les Autrichiens de Nice et à leur faire évacuer le département des Alpes-Maritimes. Le 25 décembre suivant elle força, le passage du Mincio.

Le 1er vendémiaire an XII (24 septembre 1803), lors de la réorganisation des corps d'infanterie, la 99e demi-brigade de deuxième formation constitue le 62e régiment d'infanterie de ligne.
Personnalités
Georges Mouton alors chef de brigade

### 100edemi-brigade
La 100e demi-brigade de deuxième formation était formée des :
- 1er bataillon de la 6e demi-brigade de première formation (2e bataillon du 3e régiment d'infanterie (ci-devant Piémont), 2e bataillon de volontaires de l'Aube, 10e bataillon de volontaires des Vosges, 13e bataillon de la formation d'Orléans, 14e bataillon de volontaires de Paris également appelé 14e bataillon de volontaires de la République ou 14e bataillon des piques ou encore 14e bataillon des piquiers et 24e bataillon de volontaires de la Charente)
- 203e demi-brigade de première formation (1er bataillon des Fédérés Nationaux, 7e bataillon de volontaires de la Drôme et 1er bataillon bis de volontaires de Maine-et-Loire)

Historique
Formée le 27 pluviôse an IV (16 février 1796), la 100e demi-brigade fait les campagnes de l'an IV et de l'an V à l'armée de Rhin-et-Moselle, celle de l'an VI aux armées d'Allemagne, de l'Ouest et de Mayence, celle de l'an VII aux armées d’Helvétie et du Danube et celles de l'an VIII et de l'an IX à l'armée du Rhin.

La 100e demi-brigade se distingue particulièrement, en 1796, lors du deuxième passage du Rhin (20 avril) et défense du fort de Kehl novembre 1796. Le 8 octobre 1799, lors de la bataille de Diessenhofen, la demi-brigade coopéra à la déroute de l'armée russe commandée par Korsakov.

Le 1er vendémiaire an XII (24 septembre 1803), lors de la réorganisation des corps d'infanterie, la 100e demi-brigade de deuxième formation constitue le 100e régiment d'infanterie de ligne.
Personnalités
- Anne Gilbert de La Val

### 101edemi-brigade
La 101e demi-brigade de deuxième formation était formée de :
- Détachement de la 38e demi-brigade de deuxième formation.
- Détachement de la 81e demi-brigade de deuxième formation.
- Détachement de la 20e demi-brigade légère de deuxième formation.
- De conscrits de l'an VII du département du Doubs
- De conscrits de l'an VII du département de la Vienne
- De déserteurs tirés de la prison de Strasbourg
- De déserteurs tirés de la prison de Phalsbourg

Historique
Formée à Besançon le 25 nivôse an VII (14 janvier 1799), la 101e demi-brigade fait la campagne de l'an VII aux armées du Danube et du Rhin et celles de l'an VIII et de l'an IX aux armées du Rhin, de Réserve et d'Italie.

La 101e demi-brigade se distingue le 14 juin 1800 à la bataille de Marengo.

Le 1er vendémiaire an XII (24 septembre 1803), lors de la réorganisation des corps d'infanterie, la 101e demi-brigade de deuxième formation constitue le 101e régiment d'infanterie de ligne.

### 102edemi-brigade
La 102e demi-brigade de deuxième formation était formée de :
- 59e demi-brigade de première formation (1er bataillon du 30e régiment d'infanterie (ci-devant Perche), 4e bataillon de volontaires de Paris également appelé bataillon des Sections Armées et 7e bataillon de volontaires de Rhône-et-Loire)

- 1er et 2e bataillons de la 177e demi-brigade de première formation (1er bataillon du 99e régiment d'infanterie (ci-devant Royal-Deux-Ponts), 1er bataillon de volontaires du Haut-Rhin et 3e bataillon de volontaires du Bas-Rhin)

Historique
Formée le 11 ventôse an IV (1er mars 1796), la 102e demi-brigade fait les campagnes de l'an IV et de l'an V à l'armée de Sambre-et-Meuse, celle de l'an VI aux armées d'Allemagne et de Mayence, l'an VII aux armées de Mayence et du Danube et celles de l'an VIII et de l'an IX aux armées du Rhin, de Réserve et d'Italie.

La 102e demi-brigade se distingue le 25 septembre 1799 à la bataille de Zurich.

Le 1er vendémiaire an XII (24 septembre 1803), lors de la réorganisation des corps d'infanterie, la 102e demi-brigade de deuxième formation constitue le 102e régiment d'infanterie de ligne.
PersonnalitésRaymond Pierre Penne, Jean Muller

### 103edemi-brigade
La 103e demi-brigade de deuxième formation était formée de :
- 86e demi-brigade de première formation (2e bataillon du 43e régiment d'infanterie (ci-devant Royal-Vaisseaux), 19e bataillon de volontaires de Paris également appelé bataillon du Pont-Neuf et 3e bataillon de volontaires du Puy-de-Dôme)
- 162e demi-brigade de première formation (1er bataillon du 89e régiment d'infanterie (ci-devant Royal-Suédois), Bataillon de la Commune et des Arcis et 6e bataillon bis de volontaires du Calvados également appelé bataillon de volontaires de Bayeux)

Historique
Formée le1er ventôse an IV (20 février 1796), la 103e demi-brigade fait les campagnes de l'an IV et de l'an V à l'armée de Rhin-et-Moselle, celle de l'an VI aux armées d'Allemagne, du Rhin et d'Helvétie, l'an VII aux armées d'Helvétie et du Danube et celles de l'an VIII et de l'an IX à l'armée du Rhin.

La 103e demi-brigade se distingue en novembre 1799 lors de la défense du fort de Kehl et à la bataille d'Hohenlinden le 2 décembre 1800.

Le 1er vendémiaire an XII (24 septembre 1803), lors de la réorganisation des corps d'infanterie, la 103e demi-brigade de deuxième formation constitue le 103e régiment d'infanterie de ligne.
Personnalités
Nicolas Michel Chevreau, François Michel Brayer

### 104edemi-brigade
La 104e demi-brigade de deuxième formation était formée de :
- Une partie de la 74e demi-brigade de deuxième formation
- De conscrits
- De compagnies franches de la Vendée

Historique
Formée à Besançon le 13 pluviôse an VII (1er février 1799), la 104e demi-brigade fait la campagne de l'an VII aux armées du Danube et du Rhin et celles de l'an VIII et de l'an IX aux armées du Rhin, de Réserve et d'Italie.

La 104e demi-brigade prit une part brillante aux affaires qui eurent lieu sur les hauteurs en avant de Nice, les 6 et 7 mai 1800, où furent tués 1 400 grenadiers ennemis. Elle contribua, le 29 du même mois, à chasser l'ennemi de Nice et à le forcer d'évacuer le département des Alpes-Maritimes.

Le 1er vendémiaire an XII (24 septembre 1803), lors de la réorganisation des corps d'infanterie, la 104e demi-brigade de deuxième formation incorpore le 11e régiment d'infanterie de ligne.

### 105edemi-brigade
La 105e demi-brigade de deuxième formation était formée de :
- 9e demi-brigade de première formation (1er bataillon du 5e régiment d'infanterie (ci-devant Navarre), 2e bataillon de volontaires du Finistère et 3e bataillon de volontaires du Nord)
- 1er bataillon de la 149e demi-brigade de première formation (1er bataillon du 81e régiment d'infanterie (ci-devant Conti), 6e bataillon de volontaires de la Haute-Saône et 5e bataillon de volontaires de l'Orne)

Historique
Formée le 16 floréal an IV (5 mai 1796), la 105e demi-brigade fait les campagnes de l'an IV et de l'an V à l'armée de Sambre-et-Meuse, celle de l'an VI aux armées d'Allemagne, de Mayence et d'Helvétie, celle de l'an VII aux armées d'Helvétie et d'Italie et celles de l'an VIII et de l'an IX à l'armée d'Italie.

Un détachement de la demi-brigade sera utilisé pour former à Grenoble le 1er nivôse an VII (21 décembre 1798), la 107e demi-brigade de deuxième formation.

La 105e demi-brigade contribuera, le 9 prairial an VIII (29 mai 1800), à chasser les Autrichiens de Nice et à les forcer à évacuer le département des Alpes-Maritimes.

Le 1er vendémiaire an XII (24 septembre 1803), lors de la réorganisation des corps d'infanterie, les 1er et 2e bataillons de la 105e demi-brigade de deuxième formation constituent le 105e régiment d'infanterie de ligne.

### 106edemi-brigade
La 106e demi-brigade de deuxième formation était formée de :
- 35e demi-brigade de première formation (1er bataillon du 18e régiment d'infanterie (ci-devant Royal-Auvergne), 3e bataillon de volontaires de la Meurthe et 5e bataillon de volontaires de la Meurthe)
- 201e demi-brigade de première formation (1er bataillon de volontaires des Ardennes, 1er bataillon de volontaires de Paris, 5e bataillon de volontaires de la Drôme dit bataillon de volontaires du district de l'Ouvèze et 12e bataillon de volontaires de la Gironde)

Historique
Formée le 23 pluviôse an IV (12 février 1796), la 106e demi-brigade fait les campagnes de l'an IV et de l'an V à l'armée de Rhin-et-Moselle, celle de l'an VI aux armées d'Allemagne, de Mayence et d'Helvétie, celle de l'an VII aux armées d'Helvétie et d'Italie et celles de l'an VIII et de l'an IX à l'armée d'Italie.

La 106e demi-brigade se fait remarquer, en 1796, lors des combats de Durlach (10 juillet), et d'Heidenheim (11 aout) et, le 15 août 1799 à la bataille de Novi.

Elle fit partie de la garnison de Gênes pendant toute la durée du blocus de cette place (mai et juin 1800).

Le 1er vendémiaire an XII (24 septembre 1803), lors de la réorganisation des corps d'infanterie, les 1er et 2e bataillons de la 106e demi-brigade de deuxième formation constituent le 106e régiment d'infanterie de ligne.

### 107edemi-brigade
La 107e demi-brigade de deuxième formation était formée de :
- Détachement de la 26e demi-brigade de deuxième formation.
- Détachement de la 105e demi-brigade de deuxième formation.
- De conscrits
- De réquisitionnaires

Historique
Formée à Grenoble le 1er nivôse an VII (21 décembre 1798), la 107e demi-brigade fait les campagnes l'an VII, de l'an VIII et de l'an IX aux armées d'Italie et de l'Ouest.

Le 2e bataillon de la 107e demi-brigade pour l'expédition de Saint-Domingue, en 1802. En 1803, il entre dans la composition de la 82e demi-brigade organisée aux colonies.

Le 1er vendémiaire an XII (24 septembre 1803), lors de la réorganisation des corps d'infanterie, les 1er et 3e bataillon de la 107e demi-brigade de deuxième formation incorporent le 15e régiment d'infanterie de ligne et le 2e bataillon incorpore le 82e régiment d'infanterie de ligne.

### 108edemi-brigade
La 108e demi-brigade de deuxième formation était formée de :
- 26e demi-brigade de première formation (2e bataillon du 13e régiment d'infanterie (ci-devant Bourbonnais), 4e bataillon de volontaires de la Manche et 9e bataillon de volontaires de Seine-et-Oise)
- 132e demi-brigade de première formation (2e bataillon du 71e régiment d'infanterie (ci-devant Vivarais), 2e bataillon de volontaires du Cher et 5e bataillon de volontaires de la Meuse)

Historique
Formée à Grenoble le 15 floréal an IV (4 mai 1796), la 108e demi-brigade fait les campagnes l'an IV et de l'an V à l'armée de Sambre-et-Meuse, celle de l'an VI aux armées d'Allemagne et de Mayence, celle de l'an VII aux armées de Mayence, du Danube et du Rhin celles de l'an VIII et de l'an IX à l'armée du Rhin.

La 108e demi-brigade s'illustra lors du combat de Muttenthal, le 5 octobre 1799 ou, après avoir longtemps soutenu l'attaque de plusieurs colonnes russes, elle contribue à mettre en déroute l'armée du général Souvorov.

Le 27 septembre 1796 les grenadiers prirent une part brillante au combat de Seltz près de Nieder-Ulm[Où ?].

Le 1er vendémiaire an XII (24 septembre 1803), lors de la réorganisation des corps d'infanterie, la 108e demi-brigade de deuxième formation constituent le 108e régiment d'infanterie de ligne.
Personnalités
- Joseph Alphonse de Bonnet d'Honnières alors chef de bataillon.

### 109edemi-brigade
La 109e demi-brigade de deuxième formation était formée de :
- 74e demi-brigade de première formation (2e bataillon du 37e régiment d'infanterie (ci-devant Maréchal de Turenne), 2e bataillon de volontaires de la Charente-Inférieure et 8e bataillon de volontaires du Jura])
- 205e demi-brigade de première formation (3e bataillon de volontaires de Rhône-et-Loire, 5e bataillon de volontaires de Seine-et-Oise et 5e bataillon de volontaires de la Manche)

Historique
Formée le 16 ventôse an IV (6 mars 1796), la 109e demi-brigade fait les campagnes l'an IV et de l'an V à l'armée de Rhin-et-Moselle, celle de l'an VI aux armées d'Allemagne et d'Helvétie, celle de l'an VII aux armées d'Helvétie et du Danube et celles de l'an VIII et de l'an IX à l'armée du Rhin.

La 109e demi-brigade s'illustra lors Bataille de Durlach le 10 juillet 1796, lors du deuxième passage du Rhin le 20 avril 1797 et à la bataille de Neubourg le 28 juin 1800.

Le 3e bataillon est embarqué pour l'Inde en 1802 (an X) avant de concourir à la formation du régiment de l'Île-de-France le 18 brumaire an XIII (9 novembre 1804).

Le 1er vendémiaire an XII (24 septembre 1803), lors de la réorganisation des corps d'infanterie, les 1er et 2e bataillons de la 109e demi-brigade de deuxième formation incorporent le 21e régiment d'infanterie de ligne.

### 110edemi-brigade
La 110e demi-brigade de deuxième formation était formée de :
- Détachement de la 34e demi-brigade de deuxième formation.
- Détachement de la 50e demi-brigade de deuxième formation.
- De conscrits
- De réquisitionnaires

Historique
Formée à Grenoble le 20 nivôse an VII (9 janvier 1799), la 110e demi-brigade fait la campagne de l'an VII à l'armée du Danube et celles de l'an VIII et de l'an IX à l'armée du Rhin.

Le 26 janvier 1803, la 110e demi-brigade fut embarqué pour participer à l'expédition de Saint-Domingue.

Le 1er bataillon fut incorporé dans la 55e demi-brigade et les 2e et 3e bataillons entrèrent dans la composition de la 86e demi-brigade qui était organisée aux colonies.

Le 1er vendémiaire an XII (24 septembre 1803), lors de la réorganisation des corps d'infanterie, le 1er bataillon de la 110e demi-brigade de deuxième formation incorpore le 55e régiment d'infanterie de ligne et les 2e et 3e bataillon incorporent le 86e régiment d'infanterie de ligne.

### 111edemi-brigade
La 111e demi-brigade de deuxième formation était formée de :
- Troupes piémontaises[29]
- 1er bataillon de la 112e demi-brigade de première formation (2e bataillon du 56e régiment d'infanterie (ci-devant Bourbon), 7e bataillon de volontaires du Doubs et 2e bataillon de volontaires des Deux-Sèvres également appelé 22e bataillon des réserves)

Historique
La 111e demi-brigade fut formée le 16 germinal an XI (6 avril 1803).

Le 1er vendémiaire an XII (24 septembre 1803), lors de la réorganisation des corps d'infanterie, les 1er et 2e bataillons de la 111e demi-brigade de deuxième formation constituent le 111e régiment d'infanterie de ligne.

### Première 112edemi-brigade
Cette première 112e demi-brigade de deuxième formation était formée de :
- 2e demi-brigade piémontaise
- Divers autres troupes piémontaises[29]

Historique
Cette, première, 112e demi-brigade fut formée le 24 brumaire an X (15 novembre 1801) et fut dissoute 16 germinal an XI (6 avril 1803).

Le 1er bataillon entra dans la formation de la 111e demi-brigade et le 2e bataillon entra dans la formation de la 31e demi-brigade légère

### Deuxième 112edemi-brigade
Cette deuxième 112e demi-brigade de deuxième formation était formée par l' :
- Incorporation d'une partie des troupes belges admises au service de la France.

Historique
La deuxième 112e demi-brigade fut créée, le même jour que la dissolution de la demi-brigade précédente, le 16 germinal an XI (6 avril 1803) avec 3 bataillons.

Le 1er vendémiaire an XII (24 septembre 1803), lors de la réorganisation des corps d'infanterie, les 1er, 2e et 4e bataillons de la 112e demi-brigade de deuxième formation constituent le 112e régiment d'infanterie de ligne et le 3e bataillon est incorporé dans le 111e régiment d'infanterie de ligne.

## Demi-brigades d'infanterie légère

### 1redemi-brigade légère
La 1re demi-brigade légère de deuxième formation est formée de la : 
- 14e demi-brigade légère de première formation (14e bataillon de chasseurs[31], 5e bataillon de tirailleurs et Bataillon de chasseurs de Mont Cassel)

Historique
Formée le 9 ventôse an IV (28 février 1796), la 1re demi-brigade légère, fait les campagnes de l'an IV et de l'an V à l'armée du Nord, celle de l'an VI aux armées d'Allemagne, de Batavie et de l'Ouest, celle de l'an VII aux armées de Mayence et du Danube et celles de l'an VIII et de l'an IX aux armées du Rhin, de Réserve et d'Italie.

Le 1er vendémiaire an XII (24 septembre 1803), lors de la réorganisation des corps d'infanterie, la 1re demi-brigade légère de deuxième formation constitue le 1er régiment d'infanterie légère.

### 2edemi-brigade légère
La 2e demi-brigade légère de deuxième formation était formée de la : 
- 21e demi-brigade légère de première formation (1er bataillon franc de Muller[32] qui deviendra le 21e bataillon de chasseurs[33], 10e bataillon des Fédérés Nationaux et 17e bataillon des Fédérés Nationaux)
- Compagnie franche de Seine-et-Marne
- Compagnie des éclaireurs de la 23e demi-brigade légère de seconde formation

Historique
Formée le 16 floréal an IV (5 mai 1796), la 2e demi-brigade légère, fait les campagnes de l'an IV et de l'an V à l'armée de Sambre-et-Meuse, celle de l'an VI aux armées d'Italie et d'Orient avec laquelle elle s'illustre à Saint-Jean-d'Acre, celle de l'an VII à l'armée d'Orient et celles de l'an VIII et de l'an IX aux armées d'Orient et de Réserve.

Lors de la campagne d'Égypte elle participe à la Bataille de Canope en 1801.
 
Le 1er vendémiaire an XII (24 septembre 1803), lors de la réorganisation des corps d'infanterie, la 2e demi-brigade légère de deuxième formation constitue le 2e régiment d'infanterie légère.

### 3edemi-brigade légère
La 3e demi-brigade légère de deuxième formation était formée de la : 
- 7e demi-brigade légère de première formation (7e bataillon de chasseurs (ci-devant d'Auvergne), 1er bataillon de volontaires de la Corrèze et 2e bataillon de volontaires de la Dordogne)
- 15e demi-brigade légère bis de première formation (15e bataillon bis de chasseurs[34],[35], 4e bataillon de volontaires des Vosges et 8e bataillon de volontaires de la Drôme)
- 1er bataillon de chasseurs réunis

Historique
Formée le 15 ventôse an IV (5 mars 1796), la 3e demi-brigade légère, fait les campagnes de l'an IV et de l'an V à l'armée de Rhin-et-Moselle, celle de l'an VI aux armées d'Allemagne, du Rhin et de l'Ouest, celle de l'an VII aux armées de l'Ouest et d'Italie et celles de l'an VIII et de l'an IX à l'armée d'Italie.

La 3e légère, se distingua en 1796, lors du premier passage du Rhin, où elle fut l'une des premières à traverser le fleuve et s'empara des retranchements de Kehl (23 juin), avant l'arrivée du gros des forces de l'armée française puis elle défendit la tête du pont d'Huningue (1er novembre). Elle fit de nouveau des exploits lors du deuxième passage du Rhin, le 20 avril 1797 et à l'affaire sur les hauteurs de Valeggio, en Ligurie, le 10 avril 1800.
Un détachement de la demi-brigade sera utilisé pour former le 25 ventôse an VII (17 mars 1799), la 19e demi-brigade légère de deuxième formation.

En 1802, le 2e bataillon de la 3e demi-brigade légère de deuxième formation qui avait embarqué pour Saint-Domingue entre dans la composition de la 5e légère organisée aux colonies avant d'entrer, en l'an XIII, dans la formation du 5e régiment d'infanterie légère.

Le 1er vendémiaire an XII (24 septembre 1803), lors de la réorganisation des corps d'infanterie, les 1er et 3e bataillons de la 3e demi-brigade légère de deuxième formation constituent le 3e régiment d'infanterie légère et le 2e bataillon est incorporé dans le 5e régiment d'infanterie légère.

### 4edemi-brigade légère
La 4e demi-brigade légère de deuxième formation était formée de la : 
- 8e demi-brigade légère de première formation (8e bataillon de chasseurs (ci-devant des Vosges), 1er bataillon de volontaires du Cantal et 2e bataillon de la légion de la Moselle)
- 1er bataillon de la 52e demi-brigade de première formation (22e bataillon de chasseurs également appelé légion de Rosenthal ou légion germanique[36], 1er bataillon chasseurs de la Neste également appelé 1er bataillon de Miquelets de la Neste et 5e bataillon de volontaires des Hautes-Pyrénées également appelé 2e bataillon de volontaires d'Argelès)
- 5e bataillon de volontaires de l'Isère
- 1er bataillon de volontaires de la Charente
- Bataillon de Nyons

Historique
Formée le 18 germinal an IV (7 avril 1796), la 4e demi-brigade légère, fait les campagnes de l'an IV et de l'an V à l'armée d'Italie, celle de l'an VI aux armées d'Italie et d'Orient, celles de l'an VII, de l'an VIII et de l'an IX à l'armée d'Orient.

La 4e légère, se distingua, en 1796, à la prise des retranchements de Céva (16 avril), à la bataille du pont de Lodi (10 mai), à la bataille de Borghetto (10 mai), à la prise des retranchements de Primolano (10 mai), à la bataille de Bassano (7 et 8 septembre), à la bataille de Caldiero (12 novembre) et à la bataille de Rivoli le 14 janvier 1797.

Elle se distingue à nouveau lors de l'expédition d'Égypte à la Bataille de Canope en 1801 et durant la campagne de Syrie et à la bataille du Mont-Thabor le 18 avril 1799.

Le 1er vendémiaire an XII (24 septembre 1803), lors de la réorganisation des corps d'infanterie, la 4e demi-brigade légère de deuxième formation constitue le 4e régiment d'infanterie légère.
Personnalités
- Nicolas Gruardet alors chef de bataillon

### 5edemi-brigade légère
La 5e demi-brigade légère de deuxième formation était formée de la : 
- 1er bataillon de la 6e demi-brigade légère de première formation (6e bataillon de chasseurs (ci-devant Bretons), 8e bataillon de volontaires du Calvados et 4e bataillon de volontaires de Saône-et-Loire)
- 22e demi-brigade légère de première formation (8e bataillon de chasseurs (ci-devant des Vosges), 1er bataillon de volontaires du Cantal et 2e bataillon de la légion de la Moselle)
- 1er et 3e bataillons de la 55e demi-brigade de première formation (1er bataillon du 28e régiment d'infanterie (ci-devant Maine), 2e bataillon de volontaires de l'Ardèche et 3e bataillon de volontaires de l'Ardèche)
- 201e demi-brigade bis de première formation (4e bataillon de volontaires de l'Ain, 5e bataillon de volontaires du Jura et 5e bataillon ter de volontaires de Rhône-et-Loire)
- 2e bataillon de la 3e demi-brigade provisoire de première formation (2e bataillon de volontaires des Pyrénées-Orientales, 3e bataillon de volontaires des Pyrénées-Orientales et 3e bataillon de volontaires de l'Ariège)

Historique
Formée le 1er ventôse an IV (20 février 1796), la 5e demi-brigade légère, fait les campagnes de l'an IV et de l'an V à l'armée d'Italie, celle de l'an VI aux armées d'Italie, de l'Ouest et d'Helvétie, celles de l'an VII aux armées d'Helvétie et d'Italie et celle de l'an VIII et de l'an IX aux armées d'Italie et de l'Intérieur.

La 5e légère, se distingua, en 1796, lors du siège de Mantoue (en juin), à la prise des retranchements de Primolano (7 septembre]) et à la bataille de Bassano (8 septembre).
 
En 1802, le 1er bataillon de la 5e demi-brigade légère de deuxième formation qui avait embarqué pour Saint-Domingue entre dans la composition de la 5e légère organisée aux colonies avant d'entrer, en l'an XIII, dans la formation du 5e régiment d'infanterie légère.

Le 1er vendémiaire an XII (24 septembre 1803), lors de la réorganisation des corps d'infanterie, le 1er bataillon de la 5e demi-brigade légère de deuxième formation entre dans la formation du 5e régiment d'infanterie légère.

Les 2e et 3e bataillons de cette demi-brigade stationnés en France, sont réunis à la 14e demi-brigade légère de deuxième formation, également en France, pour la maintenir à trois bataillons. Le 1er vendémiaire an XII (24 septembre 1803), lors de la réorganisation des corps d'infanterie, les 2e et 3e bataillons de la 5e demi-brigade légère de deuxième formation entrent dans la formation du 14e régiment d'infanterie légère.

### 6edemi-brigade légère
La 6e demi-brigade légère de deuxième formation était formée de la : 
- 19e demi-brigade légère de première formation (19e bataillon de chasseurs, 8e bataillon de volontaires des Vosges et 7e bataillon de volontaires de la Manche)
- Bataillon de chasseurs de Saône-et-Loire
- 2e bataillon de chasseurs réunis
- Bataillon de chasseurs républicains des Quatre-Nations également appelé bataillon de chasseurs de Paris
- Bataillon de chasseurs de la Charente
- 6e bataillon de volontaires de Paris pour la Vendée également appelé bataillon du Luxembourg
- 9e bataillon de volontaires de Paris également appelé 9e bataillon Saint-Laurent ou 9e bataillon Saint-Martin
- 11e bataillon de volontaires de Paris également appelé 11e bataillon de volontaires de la République
- 2e bataillon de volontaires du Morbihan
- 5e bataillon de la formation d'Orléans
- Compagnie de chasseurs d'Évreux également appelé chasseurs volontaires du district d'Evreux
- Compagnie franche de grenadiers des Côtes-du-Nord

Historique
Formée le 1er ventôse an IV (20 février 1796), la 6e demi-brigade légère, fait les campagnes de l'an IV, de l'an V, de l'an VI et de l'an VII à l'armée de l'Ouest et celle de l'an VIII et de l'an IX aux armées de l'Ouest de Réserve et d'Italie.

Un détachement de la demi-brigade sera utilisé pour former le 25 ventôse an VII (17 mars 1799), la 19e demi-brigade légère de deuxième formation.

La 6e légère, se distingua, lors du combat de Chiusella le 26 mai 1800.

Le 1er vendémiaire an XII (24 septembre 1803), lors de la réorganisation des corps d'infanterie, la 6e demi-brigade légère de deuxième formation constitue le 6e régiment d'infanterie légère.

### 7edemi-brigade légère
La 7e demi-brigade légère de deuxième formation était formée de la : 
- 20e demi-brigade légère de première formation (20e bataillon de chasseurs, 3e bataillon de Paris de seconde formation pour la Vendée, 9e bataillon de volontaires de la Haute-Garonne et 10e bataillon de volontaires de la Haute-Garonne)
- Demi-brigade des Aurois
- 1er bataillon de la demi-brigade du Jura et de l'Hérault
- Demi-brigade de la Sarthe
- 2e bataillon de Paris pour la Vendée, également appelé bataillon du Panthéon
- 1er bataillon de volontaires de Saint-Amand
- Bataillon de volontaires de Jemmapes

Historique
Formée le 28 vendémiaire an VI (19 octobre 1797), la 7e demi-brigade légère, fait les campagnes de l'an IV, de l'an V et de l'an VI à l'armée d'Italie, celle de l'an VII aux armées d'Italie et de Naples et celles de l'an VIII et de l'an IX aux armées de l'Ouest et d'Italie.

La 7e légère, se distingua, lors des affaires qui ont eu lieu sur les hauteurs de Savone, du 6 au 13 avril 1800 puis elle contribua activement, le 28 mai suivant, à chasser les Autrichiens de Nice et à le forcer à évacuer le département des Alpes-Maritimes.

En 1802, le 3e bataillon de la 7e demi-brigade légère de deuxième formation qui avait embarqué pour Saint-Domingue entre dans la composition de la 5e légère organisée aux colonies avant d'entrer, en l'an XIII, dans la formation du 5e régiment d'infanterie légère.

Le 1er vendémiaire an XII (24 septembre 1803), lors de la réorganisation des corps d'infanterie, les 1er et 2e bataillons de la 7e demi-brigade légère de deuxième formation constituent le 7e régiment d'infanterie légère et le 3e bataillon est incorporé dans le 5e régiment d'infanterie légère.

### 8edemi-brigade légère
La 8e demi-brigade légère de deuxième formation était formée de la : 
- 30e demi-brigade légère de première formation (1er bataillon de la légion Franche étrangère, 2e bataillon de la légion Franche étrangère, 3e bataillon de la légion Franche étrangère, 4e bataillon de la légion Franche étrangère et bataillon de chasseurs de la légion Franche étrangère)
- 8e bataillon de volontaires des réserves
- 11e bataillon de volontaires de la Seine-Inférieure également appelé bataillon de l'Égalité
- 1er bataillon de tirailleurs

Historique
Formée le 24 ventôse an IV (14 mars 1796), la 8e demi-brigade légère, fait lacampagne de l'an IV à l'armée du Nord, celle de l'an V aux armées du Nord et de Sambre-et-Meuse, celle de l'an VI à l'armée d'Allemagne, celle de l'an VII aux armées d'Italie et de Naples et celles de l'an VIII et de l'an IX à l'armée d'Italie.

La 8e légère, contribua activement, le 28 mai 1800, à chasser les Autrichiens de Nice et à le forcer à évacuer le département des Alpes-Maritimes.

Cette demi-brigade fit partie de la garnison d'Ancône en l'an VIII.

Renforcé en mai 1803 par le 3e bataillon de Chasseurs Corses, la 8e demi-brigade légère de deuxième formation est incorporée le 8e régiment d'infanterie légère le 1er vendémiaire an XII (24 septembre 1803), lors de la réorganisation des corps d'infanterie.

### 9edemi-brigade légère
La 9e demi-brigade légère de deuxième formation était formée de la : 
- 9e demi-brigade légère de première formation (9e bataillon de chasseurs (ci-devant des Cévennes), 28e bataillon de chasseurs et bataillon d'éclaireurs de la Meuse également appelé bataillon d'éclaireurs du mont d'Haure)

Historique
Formée le 25 germinal an IV (14 avril 1796), la 9e demi-brigade légère, fait la campagne de l'an IV et de l'an V à l'armée de Sambre-et-Meuse, et celles de l'an VIII et de l'an IX aux armées de l'Ouest, de Réserve et d'Italie.

La 9e légère, se distingua, en 1796, au combat de Saint-Vandel (23 mai), à l'affaire d'Hocheim (20 juillet) et au combat de Seltz (27 septembre) puis le 6 mai 1800, elle participe à la prise de Plaisance. La brillante conduite de cette demi-brigade à la bataille de Marengo (14 juin 1800) lui mérita le nom d'Incomparable qui est devenu la devise du 84e régiment d'infanterie.

Le 1er vendémiaire an XII (24 septembre 1803), lors de la réorganisation des corps d'infanterie, la 9e demi-brigade légère de deuxième formation constitue le 9e régiment d'infanterie légère.

### 10edemi-brigade légère
La 10e demi-brigade légère de deuxième formation était formée des : 
- 11e demi-brigade légère de première formation (11e bataillon de chasseurs (ci-devant des Ardennes), 6e bataillon de volontaires de la Drôme et 5e bataillon de volontaires du Doubs)
- 20e demi-brigade légère bis de première formation (1er bataillon des corps francs, 11e bataillon de volontaires du Doubs et 4e bataillon bis de volontaires de la Charente)
- 154e demi-brigade de première formation (2e bataillon du 83e régiment d'infanterie (ci-devant de Foix), 1er bataillon de volontaires de Valenciennes et 16e bataillon de volontaires de Paris également appelé 1er bataillon républicain de Paris)
- 3e bataillon de la demi-brigade des Landes (1er bataillon de volontaires des Hautes-Pyrénées, 2e bataillon de volontaires des Landes et 7e bataillon de volontaires de Lot-et-Garonne)
- 5e bataillon de chasseurs à pied formé à l'armée du Nord
- 1er bataillon de volontaires de l'Aube

Historique
Formée le 1er ventôse an IV (20 février 1796), la 10e demi-brigade légère, fait la campagne de l'an IV et de l'an V à l'armée de Rhin-et-Moselle, celle de l'an VI aux armées d'Allemagne, de Mayence et de l'Ouest, celle de l'an VII aux armées de Mayence et du Danube celles de l'an VIII et de l'an IX à l'armée du Rhin.

La 10e légère, se distingua, en 1796, à la bataille de Rastadt (5 juillet), aux combats d'Hindenheim (11 août) et de Freising (4 septembre) puis en 1799 durant la bataille de Zurich et au passage de la Limath, le 25 septembre, puis lors de l'attaque et de la prise de Zurich, le 26 du même mois et enfin en 1800 durant les batailles d'Enghen (3 mai), et d'Höchstädt (18 juin), le passage du Danube (22 juin) et le combat de Neubourg (28 juin).
Une partie des officiers de la demi-brigade sera utilisé pour former le 1er pluviôse an VII (20 janvier 1799), la 98e demi-brigade de deuxième formation.

Le 1er vendémiaire an XII (24 septembre 1803), lors de la réorganisation des corps d'infanterie, la 10e demi-brigade légère de deuxième formation constitue le 10e régiment d'infanterie légère.

### 11edemi-brigade légère
La 11e demi-brigade légère de deuxième formation était formée des : 
- 3e demi-brigade légère de première formation (3e bataillon de chasseurs (ci-devant Royaux-Corses), 2e bataillon de chasseurs révolutionnaires, 4e bataillon de volontaires des Hautes-Alpes également appelé 1er bataillon de chasseurs des Alpes)
- Bataillon de chasseurs des Hautes-Alpes

Après sa dissolution, en juillet 1798, les bataillons sont répartis dans divers demi-brigades et une nouvelle 11e demi-brigade légère fut recrée : 
- D'un noyau de l'ancienne 11e demi-brigade d'infanterie légère de seconde formation
- De la 24e demi-brigade légère de première formation
- De divers dépôts
- De conscrits
- De Réquisitionnaires

Historique
Formée le 11 frimaire an V (1er décembre 1796), la 11e demi-brigade légère, fait les campagnes de l'an IV, de l'an V et de l'an VI à l'armée d'Italie.

Elle est dissoute en juillet 1798 pour cause d'insubordination et les bataillons sont incorporés dans les 5e, 12e et 33e demi-brigades de deuxième formation.

Le 13 ventôse an VII (3 mars 1799), une nouvelle 11e demi-brigade légère de deuxième formation est recréée. Elle fait les campagnes de l'an VII aux armées du Danube et du Rhin et celles de l'an VIII et de l'an IX aux armées du Rhin et de l'Intérieur.

En 1802, les 1er et 2e bataillons de la 11e demi-brigade légère de deuxième formation embarquent pour Saint-Domingue où ils sont réorganisés, une première fois, en 3 bataillons avec les éléments de la 24e demi-brigade légère de première formation. Le 2 mai 1803, les 1er et 2e bataillons de la 11e légère entrent dans la composition de la 11e demi-brigade légère organisée aux colonies avant d'entrer, en l'an XIII, dans la formation du 5e régiment d'infanterie légère.
 
Le 1er vendémiaire an XII (24 septembre 1803), lors de la réorganisation des corps d'infanterie, le 3e bataillon est incorporé dans le 28e régiment d'infanterie légère.

### 12edemi-brigade légère
La 12e demi-brigade légère de deuxième formation était formée des : 
- 2e demi-brigade légère de première formation (2e bataillon de chasseurs (ci-devant Royal de Dauphiné), 2e bataillon de volontaires de l'Isère et 1er bataillon franc de la République)
- 1er bataillon de la 2e demi-brigade provisoire de première formation (1er bataillon de grenadiers des Bouches-du-Rhône, 2e bataillon de grenadiers des Bouches-du-Rhône et 4e bataillon de volontaires du Gard)

Historique
Formée le 9 pluviôse an IV (29 janvier 1796), la 12e demi-brigade légère, fait la campagne de l'an IV, de l'an V et de l'an VI à l'armée d'Italie où elle participa à la bataille du pont d'Arcole, celle de l'an VII aux armées d'Italie et du Danube et celles de l'an VIII et de l'an IX aux armées du Rhin et de Réserve.

Le 1er vendémiaire an XII (24 septembre 1803), lors de la réorganisation des corps d'infanterie, la 12e demi-brigade légère de deuxième formation constitue le 12e régiment d'infanterie légère.

### 13edemi-brigade légère
La 13e demi-brigade légère de deuxième formation était formée des:
- Demi-brigade de Paris et Vosges (8e bataillon de Paris pour la Vendée, également appelé 2e bataillon des Lombards, 4e bataillon de Paris pour la Vendée également appelé 2e bataillon des Gravilliers et 7e bataillon de volontaires des Vosges)
- 1er bataillon du 84e régiment d'infanterie (ci-devant Rohan) (Non amalgamé et qui devait former le noyau de la 155e demi-brigade de première formation)
- 2e bataillon du 84e régiment d'infanterie (ci-devant Rohan) (Non amalgamé et qui devait former le noyau de la 156e demi-brigade de première formation)
- 2e bataillon de tirailleurs
- 17e bataillon de chasseurs également appelé chasseurs de la Haute-Garonne
- 23e bataillon de chasseurs également appelé compagnie franche de Bardon
- 5e bataillon de Paris pour la Vendée également appelé bataillon de l'Unité
- 2e bataillon des Fédérés Nationaux
- 3e bataillon des Fédérés Nationaux
- 3e bataillon de la formation d'Orléans
- 11e bataillon de la formation d'Orléans
- 6e bataillon de volontaires de la Côte-d'Or

Historique
Formée le 1er nivôse an V (21 décembre 1796), la 13e demi-brigade légère, fait les campagnes de l'an V, de l'an VI, de l'an VII et de l'an VIII à l'armée de l'Ouest et celles de l'an VIII et de l'an IX aux armées de l'Ouest, de Réserve et d'Italie.
Le 1er vendémiaire an XII (24 septembre 1803), lors de la réorganisation des corps d'infanterie, la 13e demi-brigade légère de deuxième formation constitue le 13e régiment d'infanterie légère.

### 14edemi-brigade légère
La 14e demi-brigade légère de deuxième formation dite Légion Noire était formée des :
- 1re légion des Francs dite Légion Noire
- Une partie de la 108e demi-brigade de première formation (2e bataillon du 54e régiment d'infanterie (ci-devant Royal-Roussillon), 1er bataillon de volontaires du Lot et 2e bataillon de volontaires du Lot)
- 3 compagnies de grenadiers de la 139e demi-brigade de première formation (1er bataillon du 75e régiment d'infanterie (ci-devant Monsieur), Une partie de la garnison faite prisonnière à Mannheim lors de la reprise de la ville par les autrichiens, 3e bataillon de volontaires d'Indre-et-Loire et 5e bataillon de volontaires de Seine-et-Marne)

Historique
Formée le 1er messidor an IV (19 juin 1796), la 14e demi-brigade légère, fait la campagne de l'an IV à l'armée de Rhin-et-Moselle, celle de l'an V à l'expédition d'Irlande, celle de l'an VI à l'armée d'Helvétie, celle de l'an VII aux armées d'Helvétie et du Danube et celles de l'an VIII et de l'an IX à l'armée du Rhin.

La 14e demi-brigade légère demi-brigade se signala par des prodiges de valeur pendant la campagne de l'an VI.

Elle se fit de nouveau remarquer à la bataille de Neubourg le 28 juin 1800.

En 1802, le 1er bataillon de la 14e demi-brigade légère de deuxième formation qui avait embarqué pour Saint-Domingue entre dans la composition de la 5e légère organisée aux colonies avant d'entrer, en l'an XIII, dans la formation du 5e régiment d'infanterie légère.

Les 2e et 3e bataillons, restés en France, reçurent l'apport du 2e bataillon de la 5e demi-brigade légère, afin de maintenir la demi-brigade à 3 bataillons.

Le 1er vendémiaire an XII (24 septembre 1803), lors de la réorganisation des corps d'infanterie, le 3e bataillon de la 14e demi-brigade légère de deuxième formation est incorporée dans le 5e régiment d'infanterie légère.

### 15edemi-brigade légère
La 15e demi-brigade légère de deuxième formation était formée de la :
- Demi-brigade de Tirailleurs (3e bataillon de chasseurs francs du Nord également appelé bataillon de chasseurs du Petit-Capucin, 5e bataillon de chasseurs francs du Nord, 3e bataillon de tirailleurs)
- 4e bataillon de tirailleurs
- Bataillon Auxiliaire du Mont-Blanc en avril 1800
- 1er Bataillon de Chasseurs Basques en avril 1801

Historique
Formée le 20 germinal an IV (9 avril 1796), la 15e demi-brigade légère, fait les campagnes de l'an IV et de l'an V à l'armée de Sambre-et-Meuse, celle de l'an VI à l'armée d'Italie, celle de l'an VII aux armées d'Italie, de Rome et de Naples et celles de l'an VIII et de l'an IX aux armées d'Italie et armée de Réserve.
La 15e demi-brigade légère  se signale à l'affaire de Salo le 29 juillet 1796 et au combat de Gradisca le 29 mars 1797.
En février 1802, un détachement de 120 hommes est embarqué pour l'Île de France est versé dans les troupes coloniales. 
En avril 1802, le 3e bataillon embarque pour la Guadeloupe et participe aux prises de Basse-Terre et du fort Saint-Charles  occupés par les insurgés. En novembre 1802, le 3e bataillon est versé dans la 19e demi-brigade légère.

Le 1er vendémiaire an XII (24 septembre 1803), lors de la réorganisation des corps d'infanterie, la 15e demi-brigade légère de deuxième formation constitue le 15e régiment d'infanterie légère.

### 16edemi-brigade légère
La 16e demi-brigade légère de deuxième formation était formée de la :
- 12e demi-brigade légère de première formation (12e bataillon de chasseurs (ci-devant du Roussillon), 3e bataillon de volontaires de la Haute-Saône et 2e bataillon de volontaires de Lot-et-Garonne)
- 23e demi-brigade légère de première formation (26e bataillon de chasseurs, 1er bataillon de la légion des Ardennes également appelé 11e bataillon bis de chasseurs, 16e bataillon bis de chasseurs)
- 3e bataillon de la 204e demi-brigade de première formation (8e bataillon de volontaires du Doubs, 8e bataillon de volontaires du Nord et 4e bataillon de volontaires de l'Oise)

Historique
Formée le 1er ventôse an IV (20 février 1796), la 16e demi-brigade légère, fait les campagnes de l'an IV et de l'an V à l'armée du Rhin et de Rhin-et-Moselle, celle de l'an VI aux armées d'Allemagne, du Rhin d'Helvétie et d'Italie, celle de l'an VII aux armées d'Italie et de Naples et celles de l'an VIII et de l'an IX à l'armée d'Italie.

La 16e demi-brigade légère demi-brigade se distingua au passage du Rhin le 4 juillet 1796. Elle fut l'une des premières de celles qui traversèrent ce fleuve et s'emparèrent des retranchements de Kehl.
 
En 1797, elle se signale au second passage du Rhin le 20 avril, et coopére, le 28 mai 1800, chasser l'ennemi de Nice et à lui faire évacuer le département des Alpes-Maritimes.

La 16e demi-brigade fait partie de la garnison d'Ancône en l'an VIII.
Le 1er vendémiaire an XII (24 septembre 1803), lors de la réorganisation des corps d'infanterie, la 16e demi-brigade légère de deuxième formation constitue le 16e régiment d'infanterie légère.
Personnalités
- Jean Harispe alors colonel.
- Jean Gheneser alors lieutenant

### 17edemi-brigade légère
La 17e demi-brigade légère de deuxième formation était formée de la :
- 1re demi-brigade légère de première formation (1er bataillon de chasseurs (ci-devant Royal de Provence), 8e bataillon de volontaires de la Gironde et 1er bataillon des Vengeurs levé dans le Midi)
- 32e demi-brigade légère de première formation (32e bataillon de chasseurs, 4e bataillon de chasseurs francs du Nord et bataillon de chasseurs du Hainaut)
- Un bataillon d'infanterie légère formé à l'armée d'Italie

Historique
Formée le 21 germinal an IV (10 avril 1796), la 17e demi-brigade légère, fait les campagnes de l'an IV, de l'an V, de l'an VI et de l'an VII à l'armée d'Italie et celle de l'an VIII et de l'an IX à l'armée de Réserve.

La 17e légère se distingue, en 1797, à la bataille de Rivoli (14 janvier), en 1799 lors de l'affaire de Bussolengo (26 mars), et lors des 1er et 2e combats du Mont-Thonal, les 23 et 31 décembre 1800.

Le 1er vendémiaire an XII (24 septembre 1803), lors de la réorganisation des corps d'infanterie, la 17e demi-brigade légère de deuxième formation constitue le 17e régiment d'infanterie légère.
Personnalités
- Dominique Honoré Antoine Vedel en tant que chef de bataillon puis chef de brigade

### 18edemi-brigade légère
La 18e demi-brigade légère de deuxième formation était formée de la :
- 3e bataillon de la 180e demi-brigade de première formation (2e bataillon du 102e régiment d'infanterie[9], 7e bataillon de volontaires de la Haute-Saône et 2e bataillon de volontaires de Lot-et-Garonne)
- 200e demi-brigade bis de première formation (3e bataillon de volontaires du Jura, 6e bataillon de volontaires de l'Ain et 6e bataillon bis de volontaires de la Côte-d'Or également appelé 1er bataillon de grenadiers de la Côte-d'Or)
- 12e demi-brigade provisoire de première formation (5e bataillon de volontaires de l'Hérault, 6e bataillon de volontaires de l'Hérault et 7e bataillon de volontaires de l'Hérault)

Historique
Formée en l'an IV (1796), la 18e demi-brigade légère, fait les campagnes de l'an IV et de l'an V à l'armée d'Italie, celle de l'an VI aux armées d'Italie, de l'Ouest et de Mayence, celle de l'an VII aux armées d'Helvétie et d'Italie et celles de l'an VIII et de l'an IX à l'armée d'Italie.

La 18e légère se distingue, à la bataille de Roveredo le 18 fructidor an IV (4 septembre 1796).

Le 1er vendémiaire an XII (24 septembre 1803), lors de la réorganisation des corps d'infanterie, la 18e demi-brigade légère de deuxième formation constitue le 18e régiment d'infanterie légère.

### 19edemi-brigade légère
La 19e demi-brigade légère de deuxième formation était formée des :
- Détachement de la 3e demi-brigade légère de deuxième formation.
- Détachement de la 6e demi-brigade légère de deuxième formation.
- détachement de la 141e demi-brigade de première formation (1er bataillon du 77e régiment d'infanterie (ci-devant La Mark), 3e bataillon de volontaires de l'Aisne et 7e bataillon de volontaires du Calvados)
- Une partie de 31e division de gendarmerie à pied
- Une brigade étrangère

Historique
Formée le 25 ventôse an VII (15 mars 1799), la 19e demi-brigade légère, fait la campagne de l'an VII à l'armée de l'Ouest et celles de l'an VIII et de l'an IX aux armées de l'Ouest et d'Italie.

La 19e légère est l'une des unités qui transportèrent l'artillerie à travers le col du Grand-Saint-Bernard, les 16 et 17 mai 1800 et se distingue lors de bataille de Marengo, le 14 juin suivant.

Elle embarque, en 1802, et participe à l'Expédition de Saint-Domingue et y reçoit, en novembre de la même année, l'apport du 3e bataillon de la 15e demi-brigade légère.

Le 2 mai 1803, le 1er bataillon de la 19e légère entre dans la composition de la 11e demi-brigade légère organisée aux colonies avant d'entrer, en l'an XIII, dans la formation du 5e régiment d'infanterie légère.
 
Le 1er vendémiaire an XII (24 septembre 1803), lors de la réorganisation des corps d'infanterie, les 2e et 3e bataillons de la 19e demi-brigade légère de deuxième formation entrent dans la constitution du 3e régiment d'infanterie légère.

La 19e demi-brigade est alors, de fait, dissoute et le numéro 19 reste vacant jusqu'en 1813. Le 9 décembre 1813, le 19e régiment d'infanterie légère est recréé à Mayence.

### 20edemi-brigade légère
La 20e demi-brigade légère de deuxième formation était formée de la :
- 10e demi-brigade légère de première formation (10e bataillon de chasseurs (ci-devant Gévaudan), 16e bataillon de chasseurs également appelé Légion du Centre et 1er bataillon de la légion de la Moselle)

Historique
Formée le 4 floréal an IV (23 avril 1796), la 20e demi-brigade légère, fait les campagnes de l'an IV et de l'an V à l'armée de Sambre-et-Meuse, celle de l'an VI aux armées d'Allemagne, de Mayence et d'Helvétie et celles de l'an VII de l'an VIII et de l'an IX à l'armée d'Italie.

La 20e légère participa à l'affaire de Sulzbach le 17 août 1796, qui résista aux charges de la cavalerie ennemie.

Un détachement de la demi-brigade sera utilisé pour former à Besançon le 25 nivôse an VII (14 janvier 1799), la 101e demi-brigade de deuxième formation.

Durant la campagne du Var, le 28 mai 1800, elle coopéra à la prise des retranchements de la tête de pont du Var, et contribua, le lendemain, à chasser l'ennemi de Nice et du département des Alpes-Maritimes.

Le 1er vendémiaire an XII (24 septembre 1803), lors de la réorganisation des corps d'infanterie, la 20e demi-brigade légère de deuxième formation est incorporée le 7e régiment d'infanterie légère.

### 21edemi-brigade légère
La 21e demi-brigade légère de deuxième formation était formée des :
- 4e demi-brigade légère de première formation (4e bataillon de chasseurs (ci-devant Corses), 1er bataillon de volontaires de la Creuse et 5e bataillon de volontaires de l'Ain)
- 14e demi-brigade légère bis de première formation (14e bataillon bis de chasseurs[31], 3e bataillon de volontaires du Cher et 1er bataillon de volontaires de la Dordogne)
- 21e demi-brigade légère bis de première formation (1er bataillon de volontaires de Villefranche, 11e bataillon de volontaires de la Côte-d'Or et 1er bataillon de volontaires du Rhône)

Historique
Formée le 1er ventôse an IV (20 février 1796), la 21e demi-brigade légère, fait les campagnes de l'an IV et de l'an V aux armées de Rhin-et-Moselle et d'Italie, celle de l'an VI aux armées d'Italie et d'Orient, celle de l'an VII à armée d'Orient et celles de l'an VIII et de l'an IX aux armées d'Orient, de Réserve et d'Italie.

La 21e légère s'illustre, en 1796, au combat de Baden (4 juillet), à la bataille de Durlach (10 juillet) puis à celle d'Hindenheim (11 août). Elle se distingue, en 1797, au passage de la Piave, les 10 et 11 août puis durant la campagne d'Egypte à la bataille de Sédiman le 8 octobre 1799 et à la Bataille de Canope en 1801.

Le 1er vendémiaire an XII (24 septembre 1803), lors de la réorganisation des corps d'infanterie, la 21e demi-brigade légère de deuxième formation constitue le 21e régiment d'infanterie légère.

### 22edemi-brigade légère
La 22e demi-brigade légère de deuxième formation était formée des :
- 16e demi-brigade légère de première formation (16e bataillon de chasseurs levé en Corse[31], 1er bataillon de volontaires de l'Aveyron et 8e bataillon de volontaires de l'Isère)
- 3e bataillon de la 52e demi-brigade de première formation (2e bataillon du 26e régiment d'infanterie (ci-devant Bresse), 2e bataillon de volontaires de Vaucluse, 5e bataillon de volontaires des Bouches-du-Rhône également appelé bataillon de volontaires de Marseille et 2e bataillon des réquisitionnaires de la Montagne d'Aix)

Historique
Formée le 20 messidor an IV (8 juillet 1796), la 22e demi-brigade légère, fait les campagnes de l'an IV et de l'an V à l'armée d'Italie, celle de l'an VI aux armées d'Italie et d'Orient, celle de l'an VII à armée d'Orient et celles de l'an VIII et de l'an IX aux armées d'Orient, de Réserve et d'Italie.

La 22e légère s'illustre, en 1796, durant le combat sur le plateau de Mondovi, (22 avril) puis en 1797 à la bataille de Rivoli (14 janvier).
 
Elle participe à la campagne d'Égypte et à l'expédition de Syrie durant lesquelles elle se distingue au siège de Saint-Jean-d'Acre (20 mars-21 mai 1799) et à la bataille d'Aboukir, le (25 juillet 1799) puis à la bataille de Brony, le 7 juin 1800.

Le 1er vendémiaire an XII (24 septembre 1803), lors de la réorganisation des corps d'infanterie, la 22e demi-brigade légère de deuxième formation constitue le 22e régiment d'infanterie légère.

### 23edemi-brigade légère
La 23e demi-brigade légère de deuxième formation était formée des :
- 18e demi-brigade légère bis de première formation (2e bataillon de la légion des Alpes, 5e bataillon de volontaires des Côtes maritimes et 6e bataillon de volontaires du Doubs])
- 3e bataillon de la demi-brigade de Lot et Landes (4e bataillon de volontaires des Landes, 7e bataillon de volontaires du Lot et 8e bataillon de volontaires du Lot)
- 1er bataillon de la 7e demi-brigade provisoire de première formation (1er bataillon de volontaires de Vaucluse, 5e bataillon de volontaires du Gard, 5e bataillon bis de volontaires de l'Hérault et 6e bataillon de volontaires de l'Ardèche)
- 2e bataillon de volontaires de Seine-et-Oise
- Bataillon de Saint-Denis également appelé bataillon de Franciade
- 4e bataillon de volontaires de l'Hérault
- 3 compagnies de grenadiers de la demi-brigade de la Sarthe

Historique
Constituée le 24 messidor an IV (12 juillet 1796), la 23e demi-brigade légère, fait la campagne de l'an V à l'armée des Alpes, celle de l'an VI à l'Armée d'Italie et en Corse, celles de l'an VII, de l'an VIII, de l'an IX, de l'an X, de l'an XI et de l'an XII en Corse.

Le 1er vendémiaire an XII (24 septembre 1803), lors de la réorganisation des corps d'infanterie, la 23e demi-brigade légère de deuxième formation constitue le 23e régiment d'infanterie légère.

### 24edemi-brigade légère
La 24e demi-brigade légère de deuxième formation était formée des :
- 5e demi-brigade légère de première formation (5e bataillon de chasseurs (ci-devant Cantabres), 1er bataillon formé de plusieurs compagnies de chasseurs et 2e bataillon formé de plusieurs compagnies de chasseurs)
- 169e demi-brigade de première formation (1er bataillon du 93e régiment d'infanterie (ci-devant Enghien), Les débris de la garnison faite prisonnière à Mayence, 1er bataillon de volontaires des Pyrénées-Orientales et 6e bataillon de volontaires de Saône-et-Loire)
- Demi-brigade de chasseurs de montagnes
- Bataillon des chasseurs francs de Cassel
- Légion des Francs formée à Mayence
- 1er bataillon des chasseurs francs du Nord
- 2e bataillon des chasseurs francs du Nord
- Bataillon de chasseurs du Mont-des-Chats
- Légion nantaise
- 3e bataillon de volontaires des Ardennes

Historique
Formée le 15 vendémiaire an V (6 octobre 1796), la 24e demi-brigade légère, fait la campagne de l'an V à l'armée de Sambre-et-Meuse, celles de l'an VI et de l'an VII à l'armée de l'Ouest, celle de l'an VIII aux armées de l'Ouest, de Réserve et d'Italie et celle de l'an IX à l'armée d'Italie.

Cette demi-brigade s'illustre, en 1797, au combat de Neuhoff, (22 avril), durant l'expédition d'Irlande, en août et septembre 1798.

La 24e légère est l'une des unités qui transportèrent l'artillerie à travers le col du Grand-Saint-Bernard, les 16 et 17 mai 1800 et se distingue aux batailles de Brony (8 juin) et de Marengo (14 juin) ainsi qu'au passage du Mincio, le 25 décembre de la même année.

Le 1er vendémiaire an XII (24 septembre 1803), lors de la réorganisation des corps d'infanterie, la 24e demi-brigade légère de deuxième formation constitue le 24e régiment d'infanterie légère.

### 25edemi-brigade légère
La 25e demi-brigade légère de deuxième formation était formée de la :
- 13e demi-brigade légère de première formation (13e bataillon de chasseurs[38],[39], 8e bataillon de volontaires de la Marne également appelé bataillon de volontaires de chasseurs de Reims et 17e bataillon bis de chasseurs)

Historique
Formée le 19 germinal an IV (8 avril 1796), la 25e demi-brigade légère, fait les campagnes de l'an IV et de l'an V à l'armée de Sambre-et-Meuse, celle de l'an VI aux armées d'Allemagne et de Mayence, celle de l'an VII aux armées de Mayence et du Danube et celles de l'an VIII et de l'an IX aux armées du armée du Rhin et d'Italie.

La 25e légère s'illustre, en 1796, à la bataille d'Altenkirchen (4 juin). Cette demi-brigade fut l'une de celles qui effectuèrent, le 25 septembre 1799, le passage de la Linth, à Bilten, sous le feu de 40 redoutes avant de se distinguer, le 22 octobre suivant au combat d'Uznach.

Le 1er vendémiaire an XII (24 septembre 1803), lors de la réorganisation des corps d'infanterie, la 25e demi-brigade légère de deuxième formation constitue le 25e régiment d'infanterie légère.

### 26edemi-brigade légère
La 26e demi-brigade légère de deuxième formation était formée des :
- 16e demi-brigade légère bis de première formation (1er bataillon de chasseurs volontaires de la Meuse également appelé Bataillon de chasseurs de Bar-sur-Ornain, Bataillon de chasseurs du Rhin et 6e bataillon bis de volontaires du Nord également appelé bataillon de chasseurs du Nord)
- 17e demi-brigade légère bis de première formation (1er bataillon de la légion des Alpes, 2e bataillon de volontaires de l'Allier et 9e bataillon de volontaires de l'Ain également appelé 1er bataillon de volontaires de Châtillon)

Historique
Formée le 28 prairial an IV (16 juin 1796), la 26e demi-brigade légère, fait les campagnes de l'an IV et de l'an V à l'armée de Rhin-et-Moselle, avant de rejoindre le 22 pluviôse an V (10 février 1797) l'armée d'Italie avec laquelle elle participe aux campagnes de l'an VI, de l'an VII, de l'an VIII et de l'an IX.

La 26e légère s'illustre, le 22 avril 1800 (2 floréal de l'an VIII), lors du combat du plateau de la Brunette et de la prise de Suse qui s'ensuivit, ainsi qu'au combat de Bolzano.

Le 1er vendémiaire an XII (24 septembre 1803), lors de la réorganisation des corps d'infanterie, la 26e demi-brigade légère de deuxième formation constitue le 26e régiment d'infanterie légère.

### 27edemi-brigade légère
La 27e demi-brigade légère de deuxième formation était formée des :
- 4e demi-brigade légère bis de première formation également appelée demi-brigade des Allobroges (1er bataillon de la légion des Allobroges, 2e bataillon de la légion des Allobroges et 4e bataillon de chasseurs des montagnes)
- 15e demi-brigade légère de première formation (15e bataillon de chasseurs[41],[42], 2e bataillon de volontaires des Bouches-du-Rhône dans lequel le 5e bataillon de volontaire de Vaucluse a été incorporé et 9e bataillon de volontaires du district de Lille)
- 2e bataillon de la 52e demi-brigade de première formation (2e bataillon du 26e régiment d'infanterie (ci-devant Bresse), 2e bataillon de volontaires de Vaucluse, 5e bataillon de volontaires des Bouches-du-Rhône également appelé bataillon de volontaires de Marseille et 2e bataillon des réquisitionnaires de la Montagne d'Aix)
- 11e demi-brigade provisoire de première formation (4e bataillon de volontaires de l'Ariège, 4e bataillon de volontaires des Pyrénées-Orientales et 5e bataillon de Braconniers de l'Ariège)
- 1er bataillon de tirailleurs des Alpes également appelé 1er bataillon de tirailleurs de la frontière des Alpes
- Compagnie des grenadiers du 1er bataillon de volontaires des Gravilliers également appelé 17e bataillon de volontaires de Paris

Historique
Formée le 1er prairial an IV (20 mai 1796), la 27e demi-brigade légère, fait les campagnes de l'an IV, de l'an V et de l'an VI à l'armée d'Italie, celle de l'an VII aux armées d'Italie, de Rome et de Naples et celles de l'an VIII et de l'an IX aux armées de l'Ouest et de Batavie.

En 1796, la 27e légère s'illustre, les 15 et 16 mars, lors du passage du Tagliamento puis à la bataille du Pont de Lodi, le 10 mai et l'attaque et prise des retranchements de la Rocca d'Anfo le 24 août suivant.

Le 1er vendémiaire an XII (24 septembre 1803), lors de la réorganisation des corps d'infanterie, la 27e demi-brigade légère de deuxième formation constitue le 27e régiment d'infanterie légère.

### 28edemi-brigade légère
La 28e demi-brigade légère de deuxième formation était formée des :
- Demi-brigade de l'Ardèche (1er bataillon de volontaires de l'Ardèche, 6e bataillon de volontaires du Lot et 6e bataillon de volontaires du Gers)
- Demi-brigade de Gers et Gironde (3e bataillon de volontaires du Gers, 7e bataillon de volontaires du Gers et 16e bataillon de volontaires de la Gironde)
- Demi-brigade de Gers et Bayonne (6e bataillon de volontaires des Basses-Pyrénées également appelé bataillon de volontaires de Bayonne, 4e bataillon de volontaires du Gers et 5e bataillon de volontaires du Gers)
- Demi-brigade de Gironde et Lot-et-Garonne (5e bataillon de volontaires de Lot-et-Garonne, 9e bataillon de volontaires de la Gironde et 10e bataillon de volontaires de la Gironde)
- 4e bataillon de volontaires de la Dordogne
- 5e bataillon de la Charente-Inférieure
- 31e bataillon de volontaires des réserves
- 1er bataillon bataillon de Paris de seconde formation pour la Vendée
- 1er bataillon d'infanterie légère de l'armée de l'Ouest
- 2e bataillon d'infanterie légère de l'armée de l'Ouest
- 12e bataillon de volontaires de la Haute-Saône
- 14e bataillon de la formation d'Orléans
- 4e bataillon de Maine-et-Loire
- 2e bataillon de volontaires de Saint-Amand
- Bataillon de volontaires de Chinon

Historique
Formée le 23 floréal an V (12 mai 1797), la 28e demi-brigade légère, fait les campagnes de l'an V et de l'an VI à l'armée de l'Ouest, celle de l'an VII aux armées de l'Ouest et d'Italie et celles de l'an VIII et de l'an IX à l'armée d'Italie.

En 1796, la 28e légère s'illustre, le 11 avril 1800 lors de la prise d'Exilles puis le 22 avril, lors du combat du plateau de la Brunette et de la prise de Suse qui s'ensuivit.

Un détachement de la 28e demi-brigade légère entre dans la composition de la 11e demi-brigade légère organisée aux colonies avant d'entrer, en l'an XIII, dans la formation du 5e régiment d'infanterie légère.

Le 1er vendémiaire an XII (24 septembre 1803), lors de la réorganisation des corps d'infanterie, la 28e demi-brigade légère de deuxième formation constitue le 28e régiment d'infanterie légère.

### 29edemi-brigade légère
La 29e demi-brigade légère de deuxième formation était formée des :
- 2e et 3e bataillons de la 6e demi-brigade légère de première formation (6e bataillon de chasseurs (ci-devant Bretons), 8e bataillon de volontaires du Calvados et 4e bataillon de volontaires de Saône-et-Loire])
- 18e demi-brigade légère de première formation (18e bataillon de chasseurs, 3e bataillon de volontaires de Vaucluse et 3e bataillon de volontaires du Mont-Blanc)
- Demi-brigade de la Haute-Saône (7e bataillon de volontaires de Saône-et-Loire, 9e bataillon de volontaires de la Haute-Saône et 10e bataillon de volontaires de la Haute-Saône)
- Bataillon de volontaires d'Apt également appelé 3e bataillon de volontaires de Vaucluse

Historique
Formée le 12 frimaire an V (2 décembre 1796), la 29e demi-brigade légère, fait les campagnes de l'an V, de l'an VI et de l'an VII à l'armée d'Italie et celles de l'an VIII et de l'an IX aux armées d'Italie et Gallo-Batave.

Le 1er vendémiaire an XII (24 septembre 1803), lors de la réorganisation des corps d'infanterie, la 29e demi-brigade légère de deuxième formation forme le 16e régiment d'infanterie légère. Le numéro 29 restera vacant jusqu'en 1811.

### 30edemi-brigade légère
La 30e demi-brigade légère de deuxième formation était formée des :
- Demi-brigade de la Dordogne (3e bataillon de volontaires de la Dordogne, 4e bataillon bis de volontaires de la Dordogne également appelé 4e bataillon de l'Égalité et 9e bataillon de volontaires de Lot-et-Garonne)
- 3e bataillon de volontaires de la Nièvre
- 8e bataillon de volontaires de la Somme
- 3e bataillon de volontaires des Vosges
- 2e bataillon de volontaires de la Haute-Saône
- 3e bataillon de volontaires de Lot-et-Garonne
- 10e bataillon de volontaires du Var
- 3e bataillon de volontaires de la Charente-Inférieure
- 8e bataillon de volontaires de la Sarthe
- 1er bataillon de volontaires du Nord
- 5e bataillon de volontaires des Ardennes
- 6e bataillon ter de volontaires du Nord également appelé 1er bataillon de volontaires de Cambrai
- 2e bataillon de la légion des Ardennes
- 1er bataillon de volontaires du Nord

Historique
Formée le 15 nivôse an V (4 janvier 1797) et réorganisée le 1er germinal an V (21 mars 1797), la 30e demi-brigade légère, fait la campagne de l'an V à l'armée de l'Ouest, celle de l'an VI aux armées de l'Ouest et de Mayence, celle de l'an VII à l'armée d'Italie et celles de l'an VIII et de l'an IX à l'armée de l'Ouest.

Le 3e bataillon de la 30e légère fut envoyé en Guadeloupe en 1802 entra dans la composition de la 11e demi-brigade légère organisée aux colonies avant d'entrer, en l'an XIII, dans la formation du 5e régiment d'infanterie légère.

Le 1er vendémiaire an XII (24 septembre 1803), lors de la réorganisation des corps d'infanterie, les 1er et 2e bataillons de la 30e demi-brigade légère de deuxième formation sont incorporés dans le 21e régiment d'infanterie légère.

### 31edemi-brigade légère
La 31e demi-brigade légère de deuxième formation était formée des :
- Troupes piémontaises[29]
- 2e bataillon de la première 112e demi-brigade de deuxième formation.

Historique
Formée le 16 germinal an XI (6 avril 1803).

Le 1er vendémiaire an XII (24 septembre 1803), lors de la réorganisation des corps d'infanterie, la 31e demi-brigade légère de deuxième formation constitue le 31e régiment d'infanterie légère.

### Bataillon de chasseurs basques
Le bataillon de chasseurs basques était formée des :
- Demi-brigade Basque(1er bataillon des chasseurs Basques, 2e bataillon des chasseurs Basques et 3e bataillon des chasseurs Basques)
- 4e bataillon des chasseurs Basques

Historique

## Arrêté du 12 floréal an XI
L'arrêté du 12 floréal an XI (2 mai 1803) indique :
« Le gouvernement de la république, sur le rapport du ministre de la guerre, le Conseil d'État entendu, arrête  ce qui suit :
- Article Ier : Les différents corps, bataillons et détachements d'infanterie de bataille et légère, actuellement stationnés dans les colonies occidentales, seront formés en
- 7 demi-brigade d'infanterie, dont 
  - 5 d'infanterie de bataille
  - 2 d'infanterie légère. »

- Articles II et III : Suivent ensuite les articles II et III qui donnent la composition de chacune des deux demi-brigades légères dont le détail se trouve ci-dessous.

- IV. Les cinq demi-brigades d’infanterie de bataille porteront les n° suivants : 7, 66, 82, 86, 89.

- Articles V à X : Suivent ensuite les articles V à X qui indiquent la composition de chacune des 5 demi-brigades dont le détail se trouve ci-dessous.

- Article XII : « Tous les conscrits des années IX et X, destinés au recrutement de ces différents corps, seront dirigés sur les corps où ils sont incorporés, et pour les corps qui ont un bataillon dans une demi-brigade, et un bataillon dans une autre, la conscription suivra par moitié la destination d'un bataillon, et par moitié la destination de l'autre bataillon. »

- Article XIII : « Le ministre de la guerre est chargé de l’exécution du présent arrêté. »

### 5edemi-brigade légère (an XI)
L'article II de l'arrêté du 12 floréal an XI (2 mai 1803) indique que la 5e demi-brigade d'infanterie légère serait composée de 3 bataillons et était formée des :
- 1er bataillon de la 5e demi-brigade légère de deuxième formation
- 2e bataillon de la 3e demi-brigade légère de deuxième formation
- 3e bataillon de la 7e demi-brigade légère de deuxième formation
- 1er bataillon de la 14e demi-brigade légère de deuxième formation

Historique
Lors de la réorganisation des corps d'infanterie en 1803, la 5e demi-brigade légère, formée aux colonies en l'an XI, entre dans la formation du 5e régiment d'infanterie légère.

### 11edemi-brigade légère (an XI)
L'article III de l'arrêté du 12 floréal an XI (2 mai 1803) indique que la 11e demi-brigade d'infanterie légère serait composée de 3 bataillons et était formée des :
- 1er et 2e bataillons de la 11e demi-brigade légère de deuxième formation
- 1er bataillon de la 19e demi-brigade légère de deuxième formation
- Un détachement de la 28e demi-brigade légère de deuxième formation
- 3e bataillon de la 30e demi-brigade légère de deuxième formation

Historique
Lors de la réorganisation des corps d'infanterie en 1803, la 11e demi-brigade légère, formée aux colonies en l'an XI, entre dans la formation du 5e régiment d'infanterie légère.

### 7edemi-brigade (an XI)
L'article V de l'arrêté du 12 floréal an XI (2 mai 1803) indique que la 7e demi-brigade d'infanterie serait composée de 3 bataillons et était formée des :
- 1er et 2e bataillons de la 7e demi-brigade de deuxième formation
- 2e bataillon de la 20e demi-brigade de deuxième formation
- 3e bataillon de la 23e demi-brigade de deuxième formation
- 1er bataillon de la 31e demi-brigade de deuxième formation
- 3e bataillon de la 68e demi-brigade de deuxième formation
- 2e bataillon de la 79e demi-brigade de deuxième formation

### 66edemi-brigade (an XI)
L'article VI de l'arrêté du 12 floréal an XI (2 mai 1803) indique que la 66e demi-brigade d'infanterie serait composée de 3 bataillons et était formée des :
- 1er et 2e bataillons de la 66e demi-brigade de deuxième formation
- 3e bataillon de la 15e demi-brigade de deuxième formation
- Un détachement de la 79e demi-brigade de deuxième formation

### 82edemi-brigade (an XI)
L'article VII de l'arrêté du 12 floréal an XI (2 mai 1803) indique que la 82e demi-brigade d'infanterie serait composée de 3 bataillons et était formée des :
- 3e bataillon de la 82e demi-brigade de deuxième formation
- 3e bataillon de la 37e demi-brigade de deuxième formation
- 3e bataillon de la 84e demi-brigade de deuxième formation
- 2e bataillon de la 107e demi-brigade de deuxième formation
- Un détachement du 2e bataillon de la 90e demi-brigade de deuxième formation alors en poste en Martinique.

### 86edemi-brigade (an XI)
L'article VIII de l'arrêté du 12 floréal an XI (2 mai 1803) indique que la 86e demi-brigade d'infanterie serait composée de 3 bataillons et était formée des :
- 1er et 2e bataillons de la 86e demi-brigade de deuxième formation
- 3e bataillon de la 71e demi-brigade de deuxième formation
- Une portion du 2e bataillon de la 90e demi-brigade de deuxième formation alors en poste à Saint-Domingue.
- 2e et 3e bataillons de la 110e demi-brigade de deuxième formation

### 89edemi-brigade (an XI)
L'article IX de l'arrêté du 12 floréal an XI (2 mai 1803) indique que la 89e demi-brigade d'infanterie serait composée de 3 bataillons et était formée des :
- 2e et 3e bataillon de la 89e demi-brigade de deuxième formation
- 3e bataillon de la 60e demi-brigade de deuxième formation
- 2e bataillon de la 74e demi-brigade de deuxième formation qui avait reçu, précédemment, les débris du 3e bataillon de la 98e demi-brigade
- Un détachement de la 77e demi-brigade de deuxième formation.
- 3e bataillon de la 83e demi-brigade de deuxième formation

Historique
La demi-brigade est affectée à Saint-Domingue et prend part à la Révolution haïtienne. Une partie des hommes de la demi-brigade finissent par rentrer en France en 1810 et sont incorporés dans les 26e, 66e et 82e régiments d'infanterie de ligne

### Rattachements des autres bataillons (an XI)
L'article X de l'arrêté du 12 floréal an XI (2 mai 1803) indique :
- Le 2e bataillon de la 5e demi-brigade légère de deuxième formation, en poste en France métropolitaine, sera réuni aux 2e et 3e bataillons de la 14e demi-brigade légère de deuxième formation qui sont également en France, pour la maintenir à trois bataillons.
- Le 3e bataillon de la 11e demi-brigade légère de deuxième formation, en poste en France métropolitaine, sera réuni aux 2 bataillons de la 28e demi-brigade légère de deuxième formation qui sont également en France, pour la porter à trois bataillons.
- Le 1er bataillon de la 66e demi-brigade de deuxième formation, en poste en France métropolitaine, sera réuni aux 1er et 2e bataillons de la 63e demi-brigade de deuxième formation qui sont également en France, pour la porter à trois bataillons.
- Le 1er bataillon de la 82e demi-brigade de deuxième formation, en poste en France, sera réuni aux 1er et 2e bataillons de la 10e demi-brigade de deuxième formation qui sont en Italie, pour la porter à trois bataillons.
- Le 2e bataillon de la 82e demi-brigade de deuxième formation, en poste en France, sera réuni aux 1er et 2e bataillons de la 106e demi-brigade de deuxième formation qui sont en Ligurie, pour la porter à trois bataillons.
- Le 3e bataillon de la 86e demi-brigade de deuxième formation, en poste en France, sera réuni aux 1er et 2e bataillons de la 12e demi-brigade de deuxième formation qui sont en France, pour la porter à trois bataillons.
- Le 1er bataillon et le détachement de la 89e demi-brigade de deuxième formation, en poste en France, sera réuni aux 1er et 2e bataillons de la 84e demi-brigade de deuxième formation qui sont en France, pour le maintenir à trois bataillons.

## Cavalerie
L'arrêté du Directoire du 18 nivôse an IV (8 janvier 1796), réorganise les corps de cavalerie de l'armée française et réduit à 51 les régiments de cavalerie dont 20 régiments de cavalerie de bataille, 11 de chasseurs à cheval, 12 de dragons, 8 de hussards et 2 de carabiniers.